# Lac Chūzenji
Vous lisez un « article de qualité » labellisé en 2017.
Le lac Chūzenji  (中禅寺湖, Chūzenji-ko) est un lac naturel d'eau douce du Japon situé à Nikkō dans la préfecture de Tochigi, sur l'île Honshū, au nord de l'agglomération de Tokyo. Cette étendue d'eau, d'une superficie d'environ 11,9 km2, constitue la source de la rivière Daiya, un cours d'eau du bassin versant du fleuve Tone. Elle est apparue il y a 17 000 ans, au cours d'une brève période d'activité volcanique du mont Nantai, l'un des sommets des monts Nikkō.
Après le séjour du moine bouddhiste Shōdō Shōnin, à la fin du VIIIe siècle, le lac Chūzenji est un territoire sacré du bouddhisme et du shintoïsme, resté interdit d'accès aux femmes jusqu'au début de l'ère Meiji (1868 - 1912). Dans les années 1870, l'introduction de diverses espèces de poissons lance l'activité de pêche, puis la venue de l'empereur Meiji celle du tourisme lacustre. Destination estivale prisée de diplomates occidentaux en poste au Japon, le lac et ses environs deviennent une station touristique internationale au début du XXe siècle. En 1931, l'agence pour les Affaires culturelles classe « lieu de beauté pittoresque » national le site naturel formé par les chutes de Kegon, l'amont de la rivière Daiya et la rive nord-est du lac. Trois ans plus tard, le lac est intégré au parc national de Nikkō nouvellement créé.
Dans les années 1980, face à des épisodes de pollution répétés, le gouvernement préfectoral de Tochigi prend une série de mesures afin de préserver l'écosystème lentique, et soutenir l'activité touristique et de loisir, la pêche en particulier. En 2011, la catastrophe nucléaire de Fukushima a des répercussions jusque dans les eaux du lac. La contamination radioactive environnementale du bassin d'alimentation du lac contraint les autorités locales à interdire la consommation des principaux poissons pêchés dans le lac, conformément aux normes de sécurité établies par le gouvernement japonais. Ce dernier abandonne toute possibilité d'assainissement radioactif artificiel de l'eau, et préconise de laisser faire la nature.

## Géographie

### Situation
| \| Mont Nantai Lac Yu Senjōgahara Rivière Yu Lac Chūzenji Nikkō Rivière Daiya \| Le lac Chūzenji à Nikkō. |
| Mont Nantai Lac Yu Senjōgahara Rivière Yu Lac Chūzenji Nikkō Rivière Daiya                                |

Le lac Chūzenji est entièrement situé dans l'ouest du territoire de la ville de Nikkō (préfecture de Tochigi), sur l'île principale de l'archipel japonais : Honshū. Environ 120 km au nord de l'agglomération de Tokyo, il s'étend dans le parc national de Nikkō, au sud des monts Nikkō, un complexe volcanique de l'ouest de Nikkō dominé par le mont Nikkō-Shirane, son point culminant à 2 578 m d'altitude. Sa rive méridionale jouxte un massif montagneux au nord-est des monts Ashio, et sa rive nord le haut plateau marécageux Senjōgahara et le volcan Nantai. À vol d'oiseau, le lac se trouve à équidistance (environ 108 km) de Kashiwazaki, ville de la préfecture de Niigata au bord de la mer du Japon, et de Hitachi, municipalité de la préfecture d'Ibaraki, en bordure de l'océan Pacifique.
Le lac est accessible depuis le centre-ville de Nikkō par la route nationale 120, ouverte au trafic routier en 1954 et reliant Nikkō à Numata, une municipalité de la préfecture de Gunma voisine,.

### Topographie
Le lac Chūzenji est bordé au sud et à l'est par un massif montagneux comprenant, d’est en ouest, les monts Hangetsu (1 753 m,), Sha (1 826 m,) et Kurobi (1 976 m,), au nord-est par le mont Nantai (2 486 m), et au nord-ouest par le mont Taka (1 668 m),. La plus grande étendue d'eau de la préfecture de Tochigi a une superficie de 11,9 km2 pour un périmètre de 25 km,. Elle s'étend sur environ 6,8 km d'ouest en est et, dans sa plus grande largeur, 3,6 km du nord au sud, à une altitude de 1 269 m,. Parmi les lacs naturels d'une superficie supérieure à 4 km2, le lac Chūzenji est le plus haut du Japon,. Sa profondeur moyenne est de 94,6 m, et sa profondeur maximale, mesurée près du centre du quart sud-est du lac, est de 163 m,. Du rivage jusqu'au fond de la cuvette lacustre, le sol plonge en pente abrupte dans la partie orientale du lac ; le dénivelé est beaucoup moins prononcé dans la partie occidentale,.
La ligne du rivage du lac, celle de la rive sud en particulier, se découpe en caps, comme les caps Dainichi et Matsu, et en anses, telles que les anses Kuma et Tochi, au nord-ouest, et l'anse Mujina qui se prolonge à l'ouest, sur environ 535 m, par une péninsule : Hacchōdejima,. Certaines de ses sections sont des plages de sable (les plages Uta à l'est, Senju à l'ouest et, au nord-ouest, la plage Shōbu, delta de la rivière Yu qui, en période hivernale, est partiellement transformé en un espace destiné à la pratique du ski), d'autres des pointes formées d'amoncellements de gros rochers (Shiraiwa, Bonjiiwa, Tawaraishi, etc.). L'étendue lacustre comprend une unique île : l'île Kōzuke, au nord-ouest de la péninsule de Dejima. Cet îlot inhabité s'étend sur une superficie quasi circulaire d'environ 23 m de diamètre,.

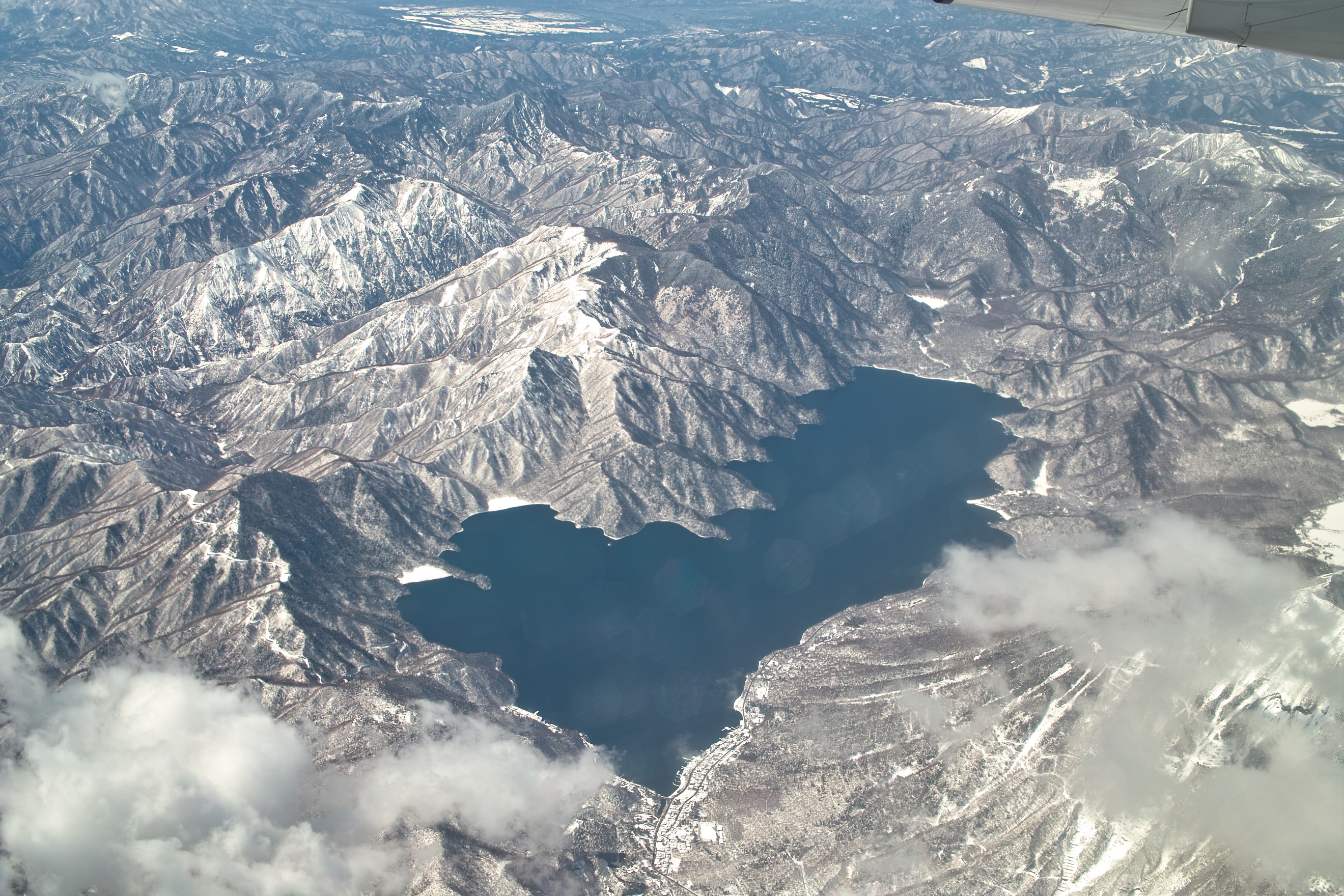
Vue aérienne du lac Chūzenji.
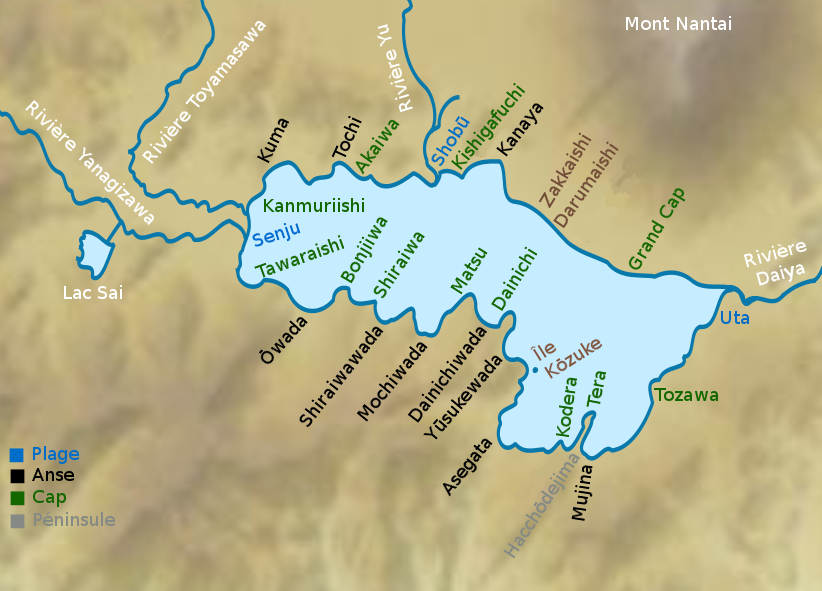
Éléments du relief des rives du lac Chūzenji.
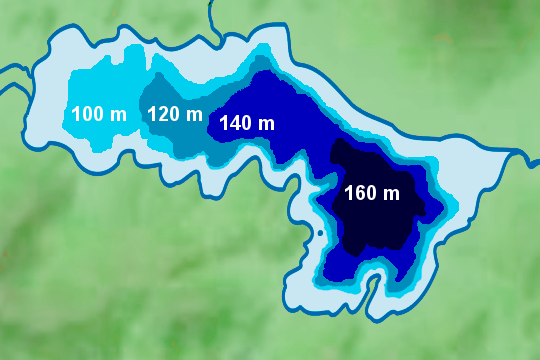
Carte bathymétrique schématique du lac Chūzenji.
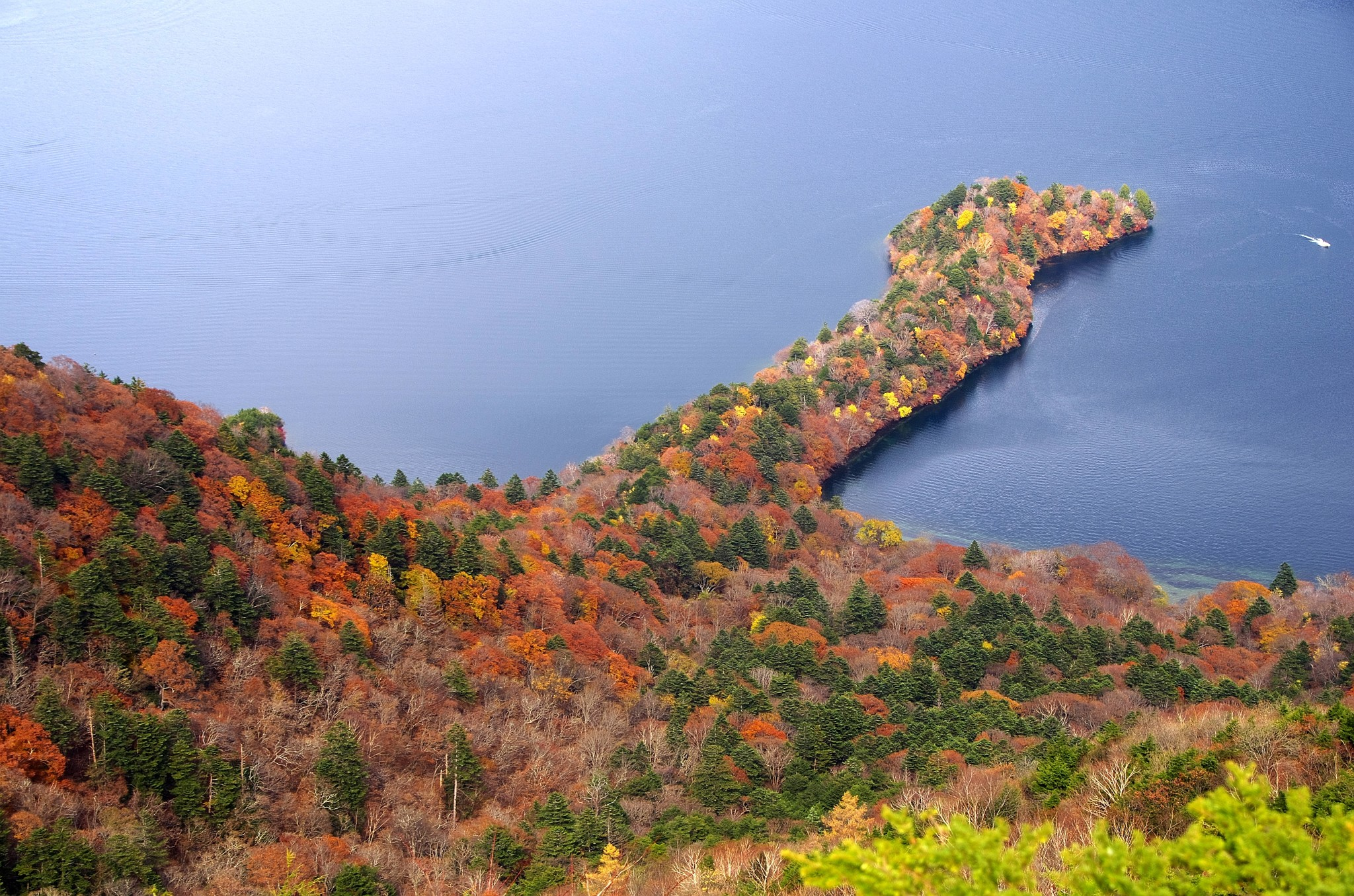
La péninsule de Dejima.
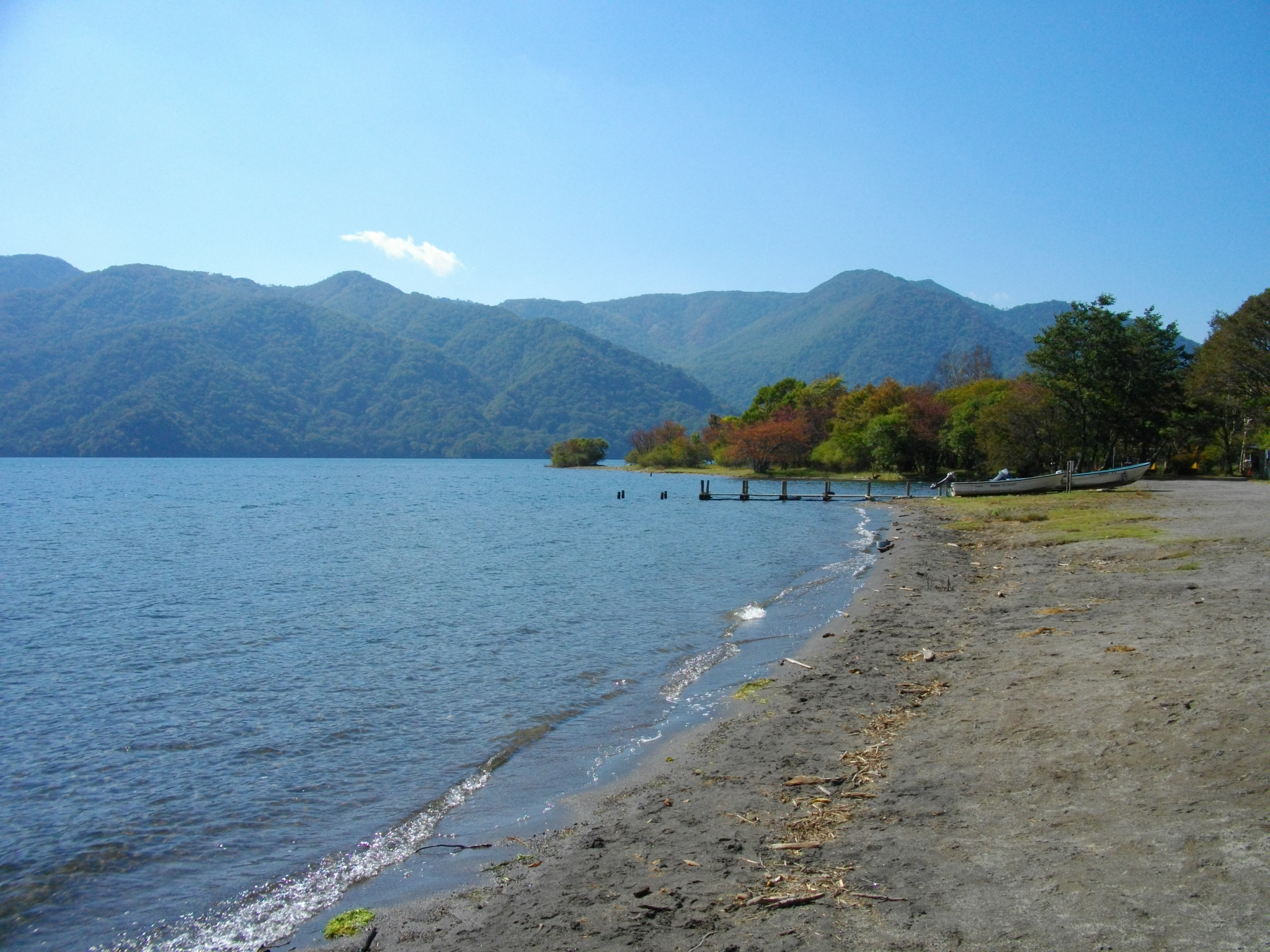
La plage Shōbu.

#### Île Kōzuke

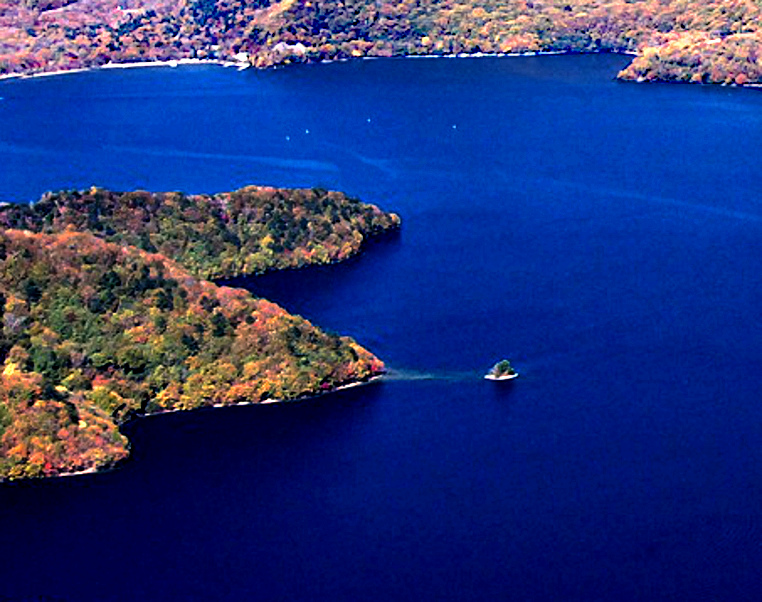
Vue lointaine de l'île Kōzuke.

Vers la fin de sa vie, ayant acquis le statut de saint bouddhique (shōnin), le moine Shōdō (735 - 817) se consacre à l'exégèse et à l'enseignement des textes fondateurs du bouddhisme. Au milieu de l'ère Enryaku (782 - 806), il devient le principal lecteur en théologie de la province de Kōzuke (la préfecture de Gunma depuis 1871). L'empereur régnant ayant entendu parler de ses hauts faits l'ordonne officiellement à ce poste en 789,. Après sa mort en 817, l'île du lac Chūzenji, appelée autrefois Nanshū, est rebaptisée Kōzuke-jima et aménagée pour accueillir, sous un hōkyōintō, une partie de sa dépouille, les autres parties étant enterrées derrière le kaisan-dō qui lui est dédié dans le centre-ville de Nikkō et dans une caverne, au nord de la plage Shōbu, près des chutes Ryūzu,. Une autre pierre tombale renferme une partie des cendres de Jigen Daishi, moine bouddhiste de la secte Tendai et conseiller de Tokugawa Ieyasu, premier shogun de l'époque d'Edo (1603 - 1868), unificateur du Japon, et père fondateur de la dynastie Tokugawa,. Ce lieu de mémoire sacré, entretenu par les prêtres shintō du sanctuaire Futarasan, fait partie d'un site classé « lieu de beauté pittoresque » national, comprenant notamment les chutes de Kegon et la rive nord-est du lac Chūzenji,. Chaque année, début août, dans le cadre des célébrations des bienfaits apportés par le lac : Kojō matsuri, des hommages sont rendus au moine Shōdō. Le 2, des prêtres du sanctuaire Futarasan mettent le cap sur l'île ; là, par des offrandes aux divinités du shintō, ils honorent la mémoire du fondateur de Nikkō. Le 4, quelque 200 personnes, dont des adeptes du shugendō et des moines bouddhistes, effectuent un pèlerinage sur le lac, suivant les traces de Shōdō — une tradition spirituelle établie durant l'époque de Muromachi (1333 - 1573),. Ils participent à des cérémonies de recueillements sur les lieux où, il y a plus de 1 200 ans, le saint bouddhiste pratiquait la prière et l'ascèse purificatrice. Partant de la plage Uta, ils font escale sur la péninsule de Dejima, qui abrite les vestiges d'un ancien temple bouddhique bâti par Shōdō, l'île Kōzuke, et la plage Senju,,.

### Hydrographie
Selon l'institut national d'études environnementales du Japon, un organisme public de recherche scientifique fondé en 1974, le cycle de renouvellement de l'eau du lac Chūzenji est d'environ 6,13 ans pour un volume d'eau de 1,16 km3 — en comparaison, le plus grand lac d'eau douce du Japon : le lac Biwa, situé au nord-est de Kyoto, renouvelle ses 27,5 km3 d'eau en 5 ans, en moyenne. Le bassin versant du lac couvre une superficie de 132,3 km2, et est essentiellement constitué du relief de plaine délimité par les monts Nikkō, au nord et à l'est du plan d'eau,. L'étendue lacustre est principalement alimentée par les rivières Toyamasawa et Yanagizawa, au nord-ouest, et la rivière Yu qui prend sa source au lac Yu situé au nord du lac,. Des ruisseaux, prenant leur source dans les monts de la rive méridionale, forment aussi des tributaires du lac, tels que le ruisseau Ōwada dont les flots naissent sur les pentes du mont Kurobi, et terminent leur parcours dans l'anse du même nom. La rivière Daiya, un affluent de rive droite de la rivière Kinu dans le bassin de drainage du fleuve Tone, est un émissaire du lac. Son cours débute à la pointe est du lac, se développe sur environ 650 m avant de former les chutes de Kegon le long d'une dépression volcanique au pied du mont Nantai. Du bassin de réception des eaux des chutes de Kegon, il trace sur environ 2 km une gorge : la gorge de Kegon,, du versant nord de laquelle jaillit la cascade Shirakumo, qui, haute de 42 m, constitue une résurgence en provenance du lac,,. 25 m au-dessus du pied des chutes, une douzaine de fuites d'eau lacustre dessinent, sur environ 40 m de largeur, une sorte de sudare de cascades secondaires,,.

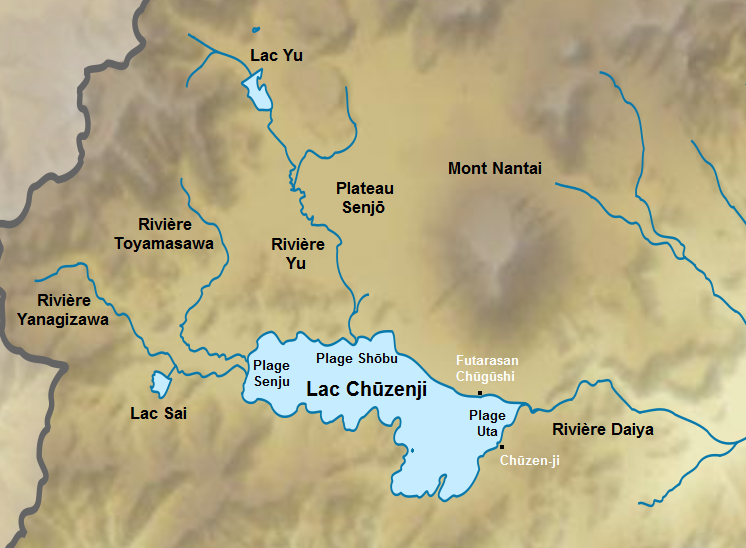
Système d'eau douce du lac Chūzenji.
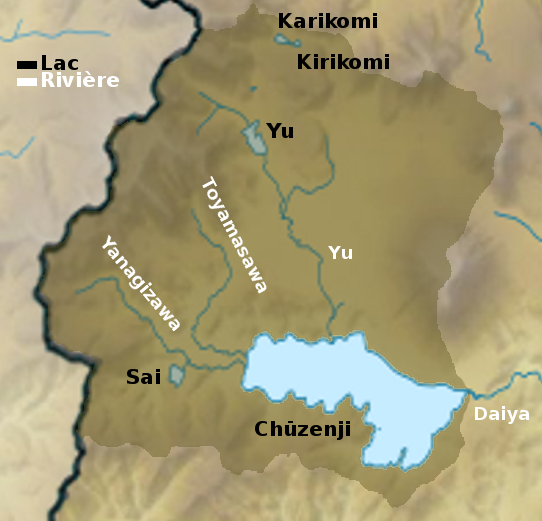
Le bassin versant du lac Chūzenji[25].
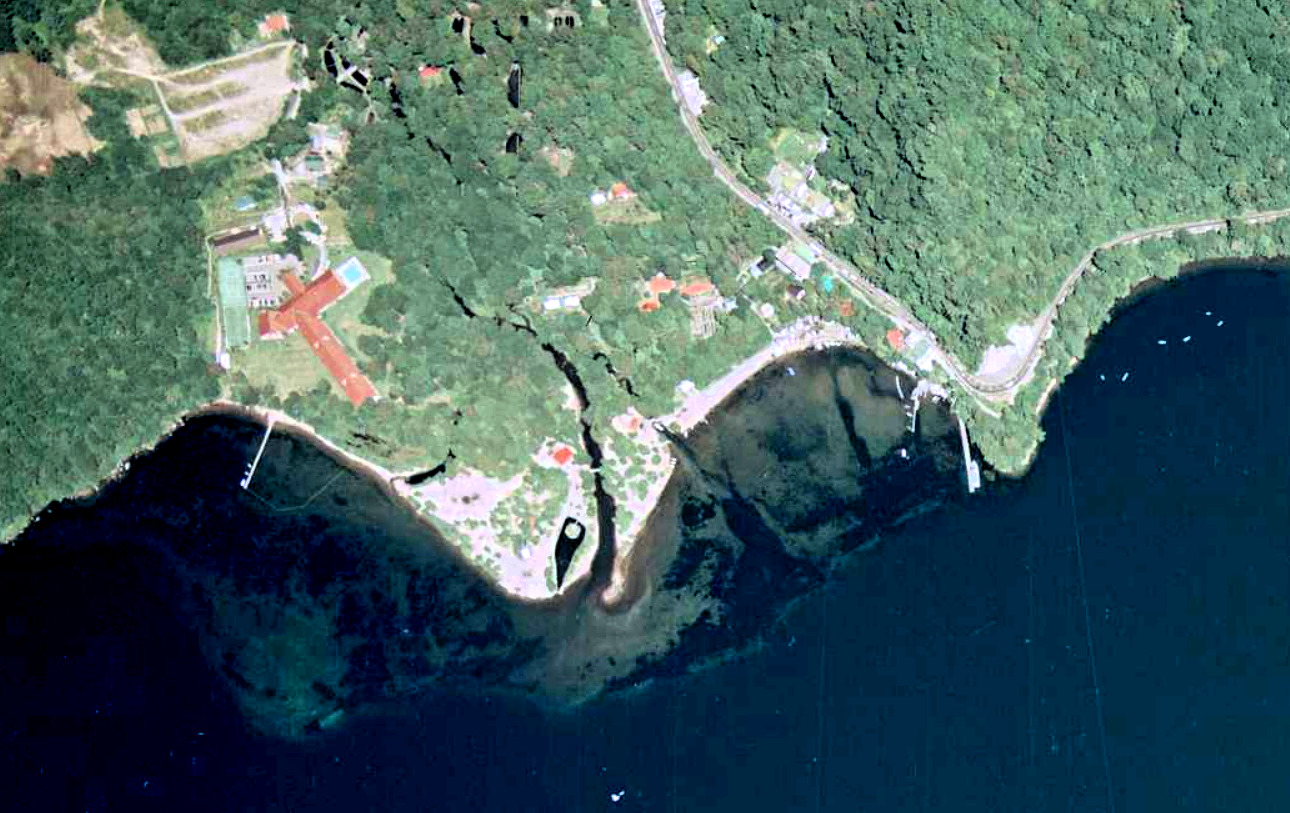
L'embouchure de la rivière Yu.
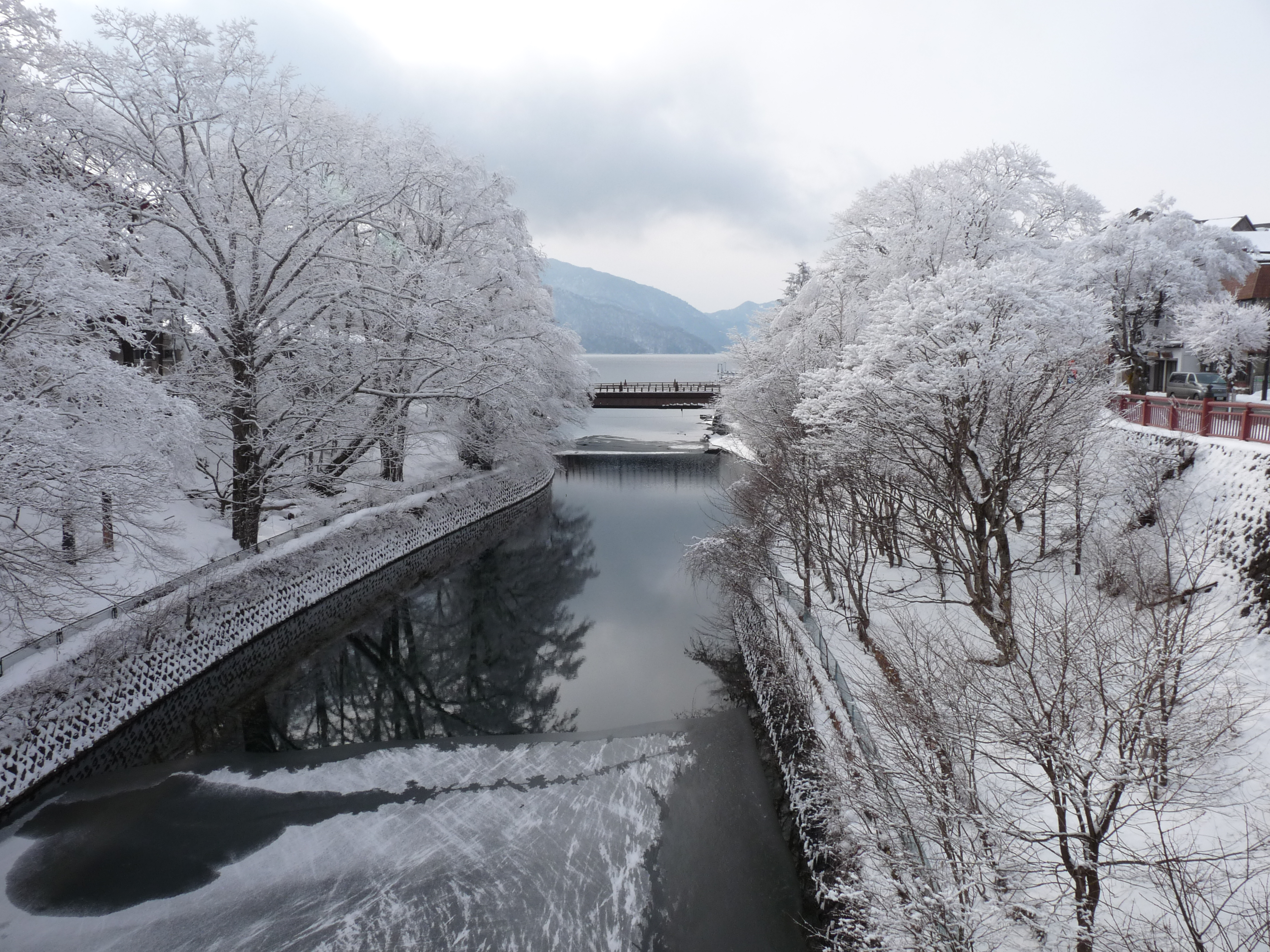
La rivière Ōjiri[l 29], autre nom de la rivière Daiya, du lac Chūzenji jusqu'aux chutes de Kegon[31].
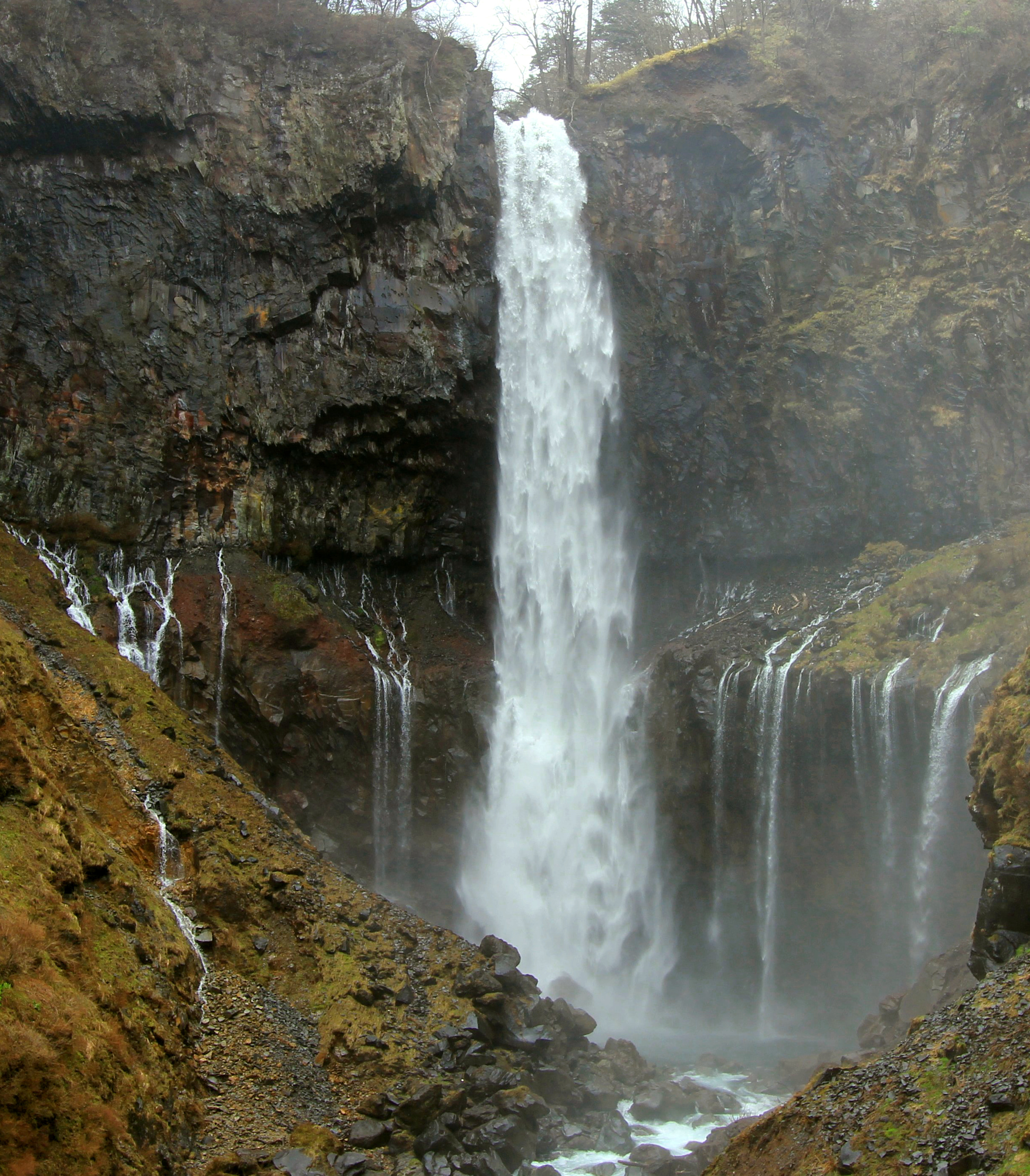
Les chutes de Kegon.

### Climat

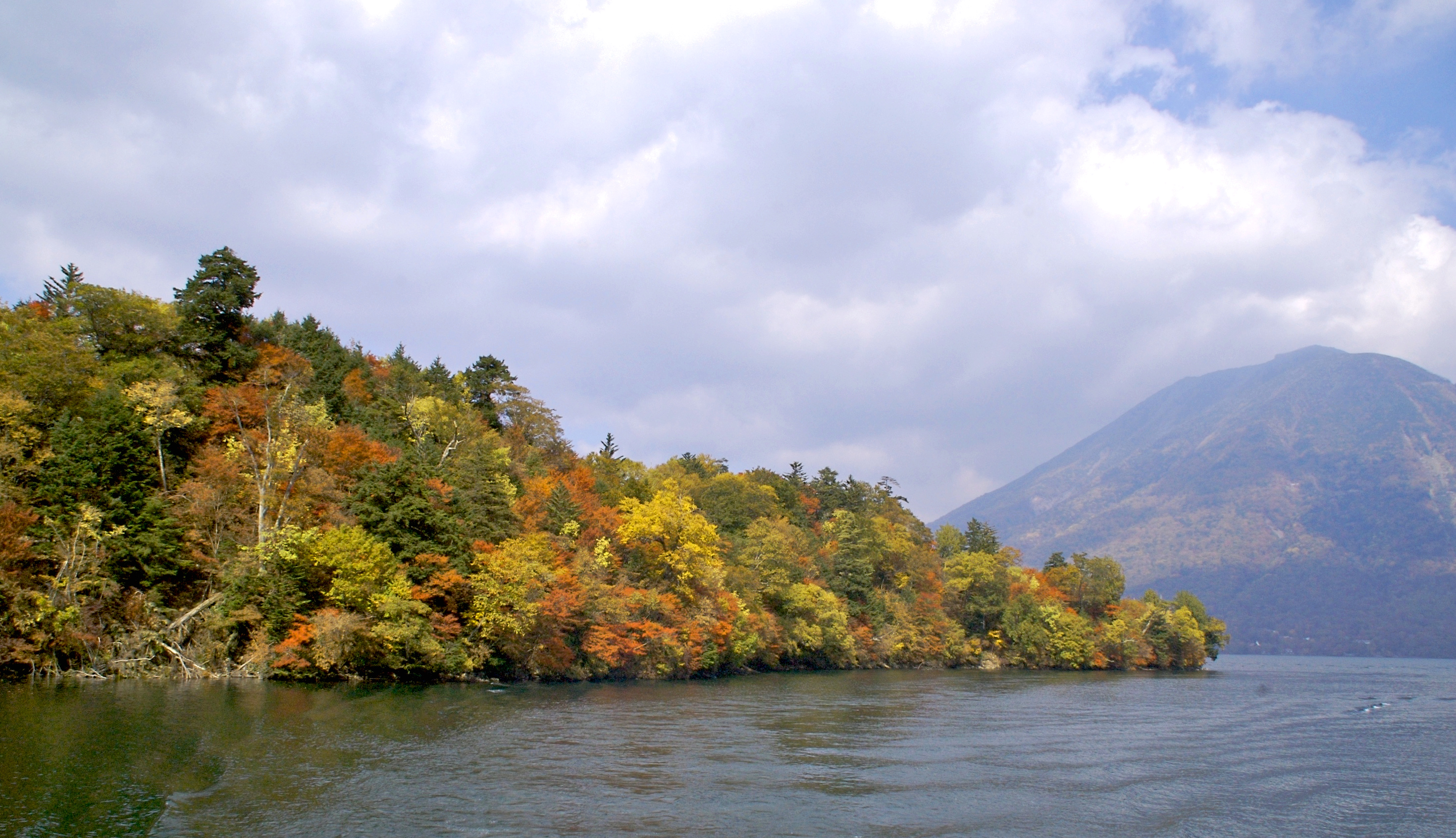
Vue de la péninsule de Dejima en automne.

Le climat du lac Chūzenji correspond à celui d'Oku-Nikkō, la partie sud-ouest de la ville de Nikkō. Il est du type continental humide. La température annuelle moyenne est d'environ 7 °C et les précipitations annuelles sont de 2 169 mm. L'hiver le mercure peut descendre jusqu'à −9 °C, et grimper jusqu'à 23 °C en été. Au cœur de l'hiver, la surface du lac Chūzenji est recouverte par endroits d'une couche d'eau gelée.
Chaque année, au cours des derniers jours du mois d'avril ou des premiers jours de mai, la fin de l'hiver est marquée, à Nikkō, par la floraison des cerisiers du Japon, alignés çà et là sur les rives du lac Chūzenji. L'événement, qui ouvre les célébrations traditionnelles de l'arrivée du printemps, est annoncé rituellement par les médias locaux,. De même, une fois par an, depuis 1965, l'agence météorologique du Japon publie ses prévisions relatives aux meilleurs moments pour aller admirer les couleurs de l'automne sur les sites réputés de la région de Kantō. La carte du dernier bulletin prévisionnel publié en 2007 par l'agence indique le dernier tiers du mois d'octobre aux environs du lac Chūzenji. À partir de 2008, l'information est diffusée, entre autres, par l'association japonaise du voyage et du tourisme (ja), un organisme d'utilité publique fondé en 1931,.
| Mois                                | jan.  | fév.  | mars  | avril | mai   | juin  | jui.  | août  | sep.  | oct.  | nov.  | déc.  | année   |
| ----------------------------------- | ----- | ----- | ----- | ----- | ----- | ----- | ----- | ----- | ----- | ----- | ----- | ----- | ------- |
| Température minimale moyenne (°C)   | −8,1  | −8,8  | −5,1  | 0,1   | 5,1   | 10,1  | 14,4  | 15,3  | 11,6  | 5,1   | −0,2  | −5    | 2,9     |
| Température moyenne (°C)            | −4,1  | −3,9  | −0,7  | 5     | 9,9   | 13,7  | 17,7  | 18,7  | 14,9  | 9,1   | 4     | −1    | 6,9     |
| Température maximale moyenne (°C)   | −0,4  | 0     | 3,6   | 10    | 14,8  | 17,7  | 21,6  | 22,6  | 18,6  | 13,2  | 8,2   | −2,9  | 10,3    |
| Ensoleillement (h)                  | 170,2 | 162,1 | 188,1 | 185,9 | 167,8 | 107   | 108,3 | 128,3 | 100,4 | 128,9 | 152,7 | 164,7 | 1 764,4 |
| Précipitations (mm)                 | 52,3  | 58,8  | 109,4 | 157,8 | 174,6 | 220,9 | 277   | 394,2 | 363,2 | 201,8 | 107,6 | 51,4  | 2 169   |
| dont neige (cm)                     | 114   | 124   | 113   | 23    | 0     | 0     | 0     | 0     | 0     | 1     | 12    | 62    | 449     |
| Nombre de jours avec précipitations | 15    | 15    | 19    | 16    | 16    | 20    | 23    | 20    | 22    | 15    | 11    | 10    | 202     |
| Humidité relative (%)               | 65    | 65    | 66    | 68    | 75    | 85    | 87    | 87    | 87    | 80    | 71    | 66    | 75      |
| Nombre de jours avec neige          | 25,1  | 21,8  | 29,9  | 6,8   | 0,8   | 0     | 0     | 0     | 0     | 0,6   | 6,5   | 20    | 101,5   |
| Nombre de jours avec brouillard     | 2,8   | 4,8   | 5,8   | 9,4   | 12,9  | 14,7  | 17,6  | 15,3  | 14,9  | 11,4  | 6,6   | 4,3   | 120,3   |

| Diagramme climatique                                  |           |              |            |              |               |             |               |               |              |              |            |
| J                                                     | F         | M            | A          | M            | J             | J           | A             | S             | O            | N            | D          |
| −0,4−8,152,3                                          | 0−8,858,8 | 3,6−5,1109,4 | 100,1157,8 | 14,85,1174,6 | 17,710,1220,9 | 21,614,4277 | 22,615,3394,2 | 18,611,6363,2 | 13,25,1201,8 | 8,2−0,2107,6 | −2,9−551,4 |
| Moyennes : • Temp. maxi et mini °C • Précipitation mm |           |              |            |              |               |             |               |               |              |              |            |

#### Température de l'eau

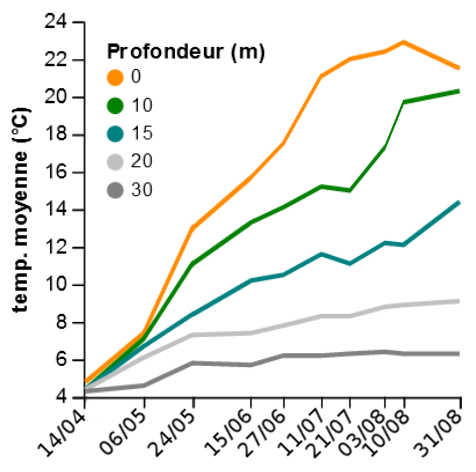
Évolution de la température de l'eau du lac de mi-avril à fin août 2016,.

Des mesures de variations saisonnières de la température en fonction de la profondeur effectuées dans le lac Chūzenji, au début des années 1960, révèlent l'existence d'une période de stratification thermique étalée de mi-mai à mi-décembre, ce qui classe ce point d'eau lentique parmi les lacs holomictiques. La température de la couche d'eau de surface se maintient entre 18 °C et 22,5 °C de mi-juillet à fin septembre (de juillet à fin septembre, en 2016), et sous les 10 °C de novembre à fin mai. Fin juillet elle atteint un maximum de 22,5 °C, avec une épaisseur d'épilimnion de 3 à 4 m (de novembre à mi-mai, en 2016). L'hypolimnion débute à environ 40 m de profondeur,.
Jusqu'à la fin de la Seconde Guerre mondiale, l'eau gelée du lac était utilisée pour la conservation du poisson et de la viande. Avant-guerre, le plan d'eau faisait partie des possessions de la Maison impériale du Japon auprès de laquelle une autorisation devait être obtenue pour toute exploitation des ressources du lac, les poissons et la glace en particulier. Des documents administratifs officiels datant de l'ère Taishō (1912 - 1926) rapportent que la récolte de la glace avait lieu de fin janvier à mi-mars. L'examen des données factuelles relatives à l'extraction de la glace (lieux, quantités, périodes d'extraction) a permis d'estimer l'épaisseur de la couche de glace recouvrant la masse d'eau lacustre à environ 60 cm par endroits. Le réchauffement climatique d'environ 2 °C, observé de 1944 à 2015 à Oku-Nikkō, a engendré la disparition de la couverture glacielle du lac. La dernière prise en glace complète a été enregistrée en 1984. Depuis, en période hivernale, le lac présente une surface parsemée de blocs de glace, ou totalement libre de glace, contrairement au lac Yu de son bassin d'alimentation dont la surface gèle entièrement presque chaque année.
Selon les classifications de Hutchinson et de Lewis, le lac Chūzenji est, plus précisément, un lac dimictique, typique des étendues lacustres de la région de Tōhoku et de Hokkaidō, et dont la stratification thermique hiémale inverse, qui succède au brassage de la période d'homothermie automnale, ne se produit plus sous la banquise,.

### Faune et flore

#### Faune
La faune du lac Chūzenji est typique de celle d'Oku-Nikkō et plus largement du parc national de Nikkō. Elle abonde notamment en espèces d'oiseaux sauvages.

##### Faune terrestre et aérienne

###### Mammifères

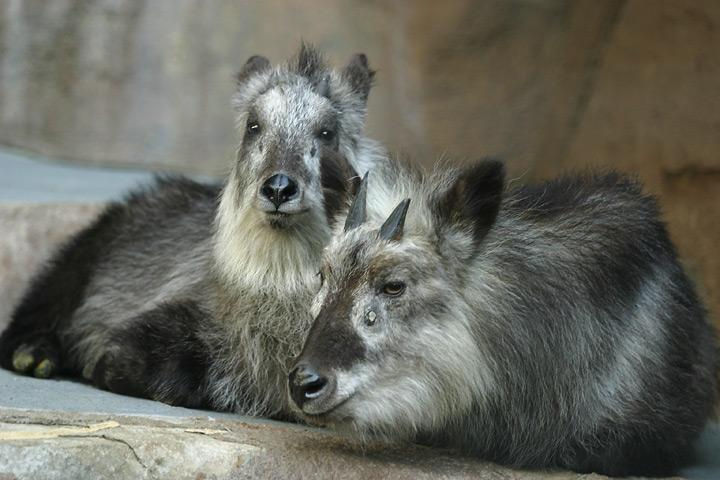
Le saro du Japon (Capricornis crispus).

Dans les environs du lac, le cerf Sika (Cervus nippon), le tanuki du Japon (Nyctereutes viverrinus), le blaireau japonais (Meles anakuma), le sanglier (Sus scrofa), le lièvre du Japon (Lepus brachyurus), le macaque japonais (Macaca fuscata), l'écureuil volant géant du Japon (Petaurista leucogenys) et le renard peuvent être aperçus. Le saro du Japon (Capricornis crispus), l'ours noir d'Asie (Ursus thibetanus) et la martre du Japon (Martes melampus), des mammifères plus rares, se manifestent parfois sur un versant d'une montagne avoisinante.

###### Oiseaux
Le lac Chūzenji fait partie d'une zone importante pour la conservation des oiseaux : Oku-Nikkō, une zone naturelle protégée dont l'étendue correspond à la partie sud du parc national de Nikkō.
Dans le ciel, il n'est pas rare de voir planer le pygargue empereur (Haliaeetus pelagicus), l'aigle barbu (Haliaeetus albicilla), la buse du Japon (Buteo japonicus), le milan noir (Milvus migrans), le faucon pèlerin (Falco peregrinus) ou encore le goéland argenté (Larus argentatus). Sur les flots du lac, ou sur ses berges, se pressent le harle piette (Mergellus albellus), le cygne siffleur (Cygnus columbianus), le pluvier à long bec (Charadrius placidus), le fuligule morillon (Aythya fuligula), des canards à bec tacheté (Anas poecilorhyncha), mandarins (Aix galericulata), siffleurs (Anas penelope) et chipeaux (Anas strepera), tandis que le grand Cormoran (Phalacrocorax carbo), les grèbes à cou noir (Podiceps nigricollis) et huppées (Podiceps cristatus), le martin-pêcheur d'Europe (Alcedo atthis), la foulque macroule (Fulica atra) et le Héron cendré (Ardea cinerea) se tiennent à l'affût au bord de l'eau,,. Venus du nord, le phalarope à bec étroit (Phalaropus lobatus) et la mouette rieuse (Chroicocephalus ridibundus) sont de passage en hiver, en route pour des contrées australes au climat plus clément.
De nombreux passereaux, tels que le troglodyte mignon (Troglodytes troglodytes), le jaseur du Japon (Bombycilla japonica), le zostérops du Japon (Zosterops japonicus), la bergeronnette du Japon (Motacilla grandis), la mésange boréale (Poecile montanus), noire (Periparus ater) ou à longue queue (Aegithalos caudatus), le bouvreuil pivoine (Pyrrhula pyrrhula), le pouillot boréal (Phylloscopus borealis), l'accenteur du Japon (Prunella rubida), le gros-bec casse-noyaux (Coccothraustes coccothraustes) et le rougequeue aurore (Phoenicurus auroreus) peuplent les forêts entourant le lac.
Les étendues forestières autour du lac sont aussi l'habitat des pics épeiche (Dendrocopos major), kisuki (Dendrocopos kizuki) et awokéra (Picus awokera), du martinet de Sibérie (Apus pacificus) et du coucou de l'Himalaya (Cuculus saturatus).

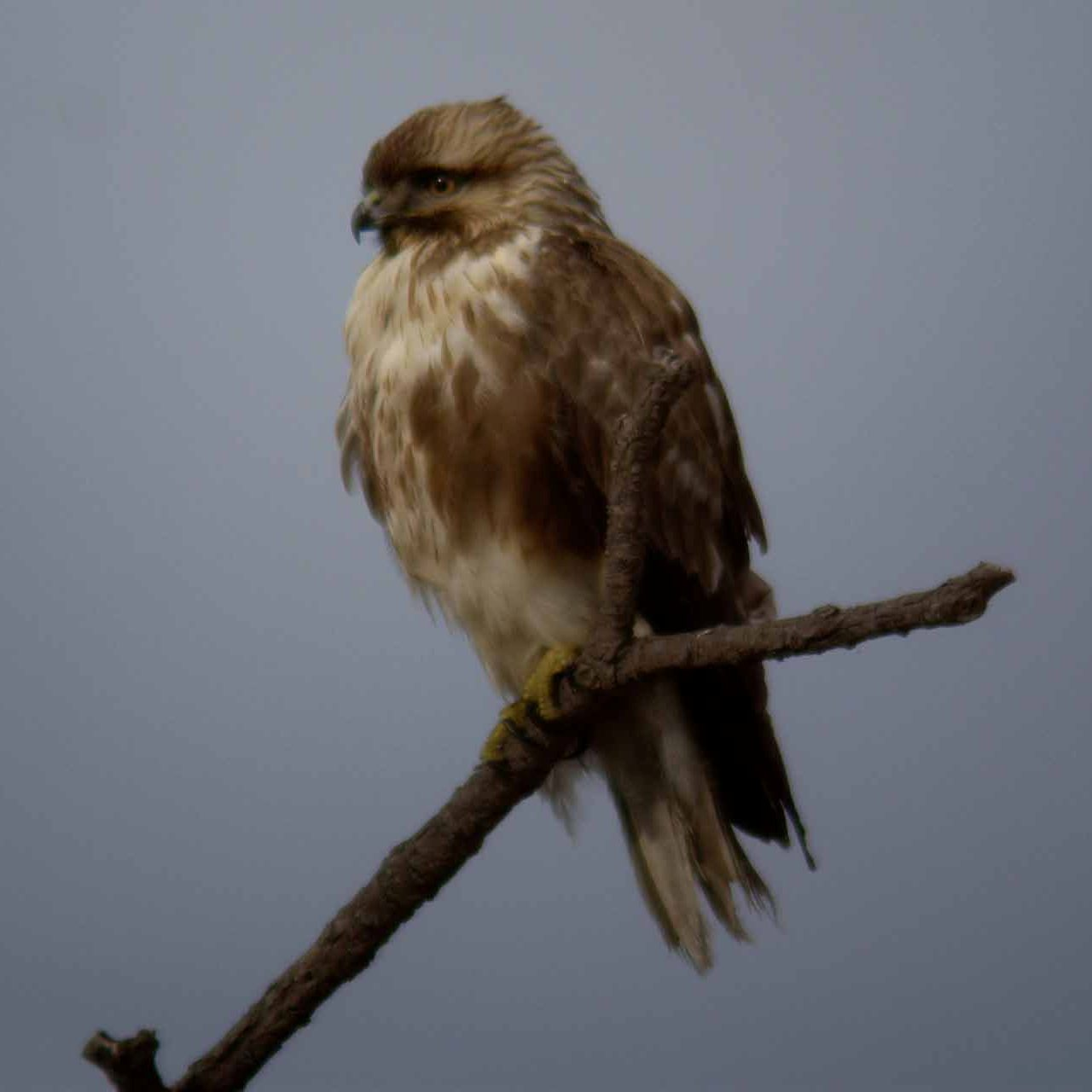
La buse du Japon (Buteo japonicus).
- Le jaseur du Japon (Bombycilla japonica).
- Le zostérops du Japon (Zosterops japonicus).
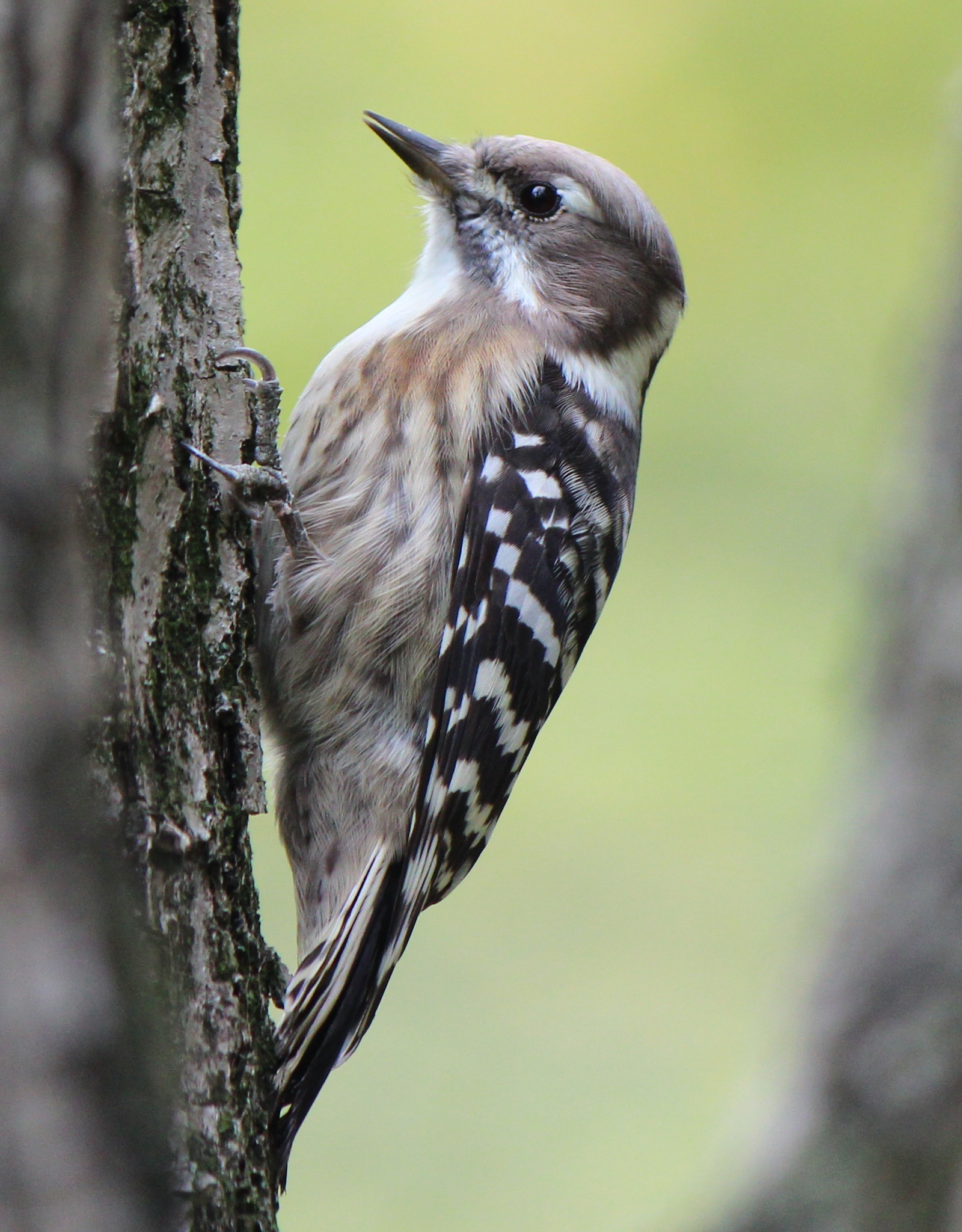
Le pic kisuki (Dendrocopos kizuki).

###### Insectes
La flore du lac, qui fleurit au printemps et en été, attire des papillons comme la vanesse du peuplier (Nymphalis l-album), la vanesse du saule (Nymphalis xanthomelas), l'échancré (Libythea celtis), Papilio maackii, le citrin (Colias erate), le grand bombyle (Bombylius major), et le morio (Nymphalis antiopa). Et des insectes coléoptères du genre Dorcus, Meloe ou Lucanus, des libellules (Sympetrum frequens , Sympetrum infuscatum), des cigales, comme l'higurashi (Tanna japonensis), et l'espèce de punaise Pentatoma japonica prospèrent sur les rives du lac. Des essaims d'éphémères et diverses espèces de chironomes circulent au-dessus de la surface lacustre, composant le plancton aérien, proie des oiseaux et des poissons.

###### Reptiles et amphibiens

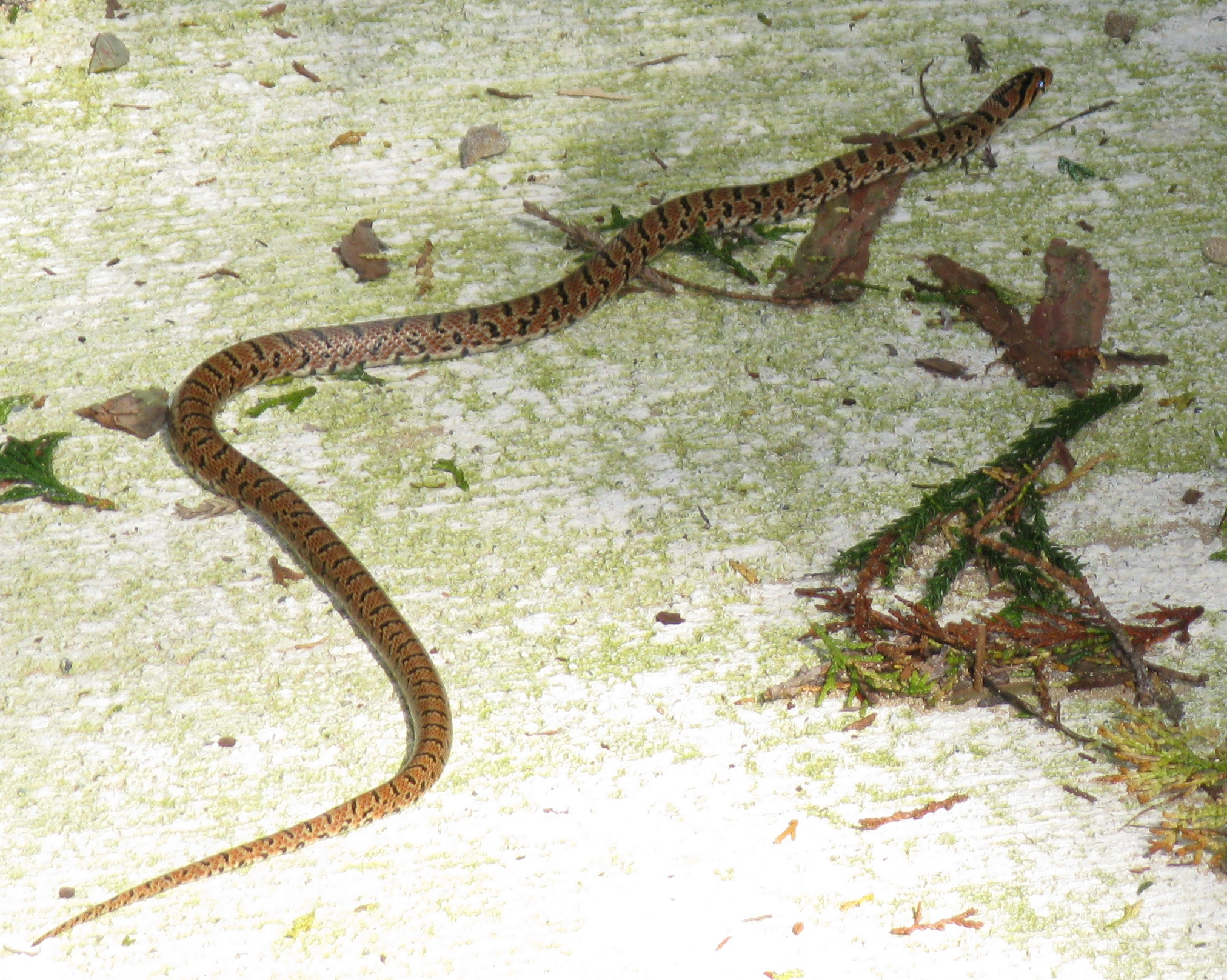
Le serpent ratier des forêts du Japon (Euprepiophis conspicillata).

Les roselières du bord du lac Chūzenji, les berges des rivières qui l'alimentent et les forêts des environs, typiques des zones tempérées, constituent un biotope favorable au développement de populations d'amphibiens tels que Glandirana rugosa, Rana ornativentris et tagoi, le crapaud commun du Japon (Bufo japonicus), Onychodactylus japonicus, le triton à ventre de feu (Cynops orientalis) et la salamandre noire du Japon (Hynobius nigrescens), découverte en 1907, dans la rivière Yu, par le zoologiste japonais Katsuya Tago (1877-1943),. Elles abritent aussi des reptiles comme les serpents non venimeux Elaphe climacophora et quadrivirgata, le serpent ratier des forêts du Japon (Euprepiophis conspicillata), le serpent de mer Laticauda semifasciata, le serpent venimeux Rhabdophis tigrinus et le saurien Takydromus tachydromoides.

##### Faune aquatique

###### Poissons
Le lac Chūzenji est à l'origine un lac sans poissons. Toutes les espèces qui le peuplent ont été introduites par l'homme à partir de 1873, notamment pour permettre le développement de la pêche.
La famille des salmonidés représente une importante population des espèces acclimatées dans le lac. Des saumons du Japon (Oncorhynchus masou), des saumons nerka (Oncorhynchus nerka) et argentés (Oncorhynchus kisutch), des truites biwa (Oncorhynchus rhodurus), grises (Salvelinus namaycush) et arc-en-ciel (Oncorhynchus mykiss), des truites de lac (Salmo trutta), qui ont pour proie les invertébrés aquatiques au printemps, les insectes aériens en été, et les autres poissons toute l'année, et des ombles de fontaine (Salvelinus fontinalis) habitent le plan d'eau. L'un des poissons les plus populaires auprès des pêcheurs est le honmasu, un hybride autochtone du lac issu du croisement entre la truite biwa et le saumon du Japon, et dont la longueur peut dépasser le mètre,. L'écosystème lacustre abrite aussi des carpes (Cyprinus carpio), des carassins (Carassius), des anguilles du Japon (Anguilla japonica) — espèce classée « en danger », depuis 2014, sur la liste rouge des espèces menacées de l'UICN, —, des goujons asiatiques (Pseudorasbora parva), des wakasagi (Hypomesus nipponensis), des loches baromètre (Misgurnus anguillicaudatus), des tribolodons de Hakone (Tribolodon hakonensis) et diverses espèces de gobies.
Chaque année, l'association coopérative des pêcheurs, qui assure la protection du milieu aquatique et la gestion des ressources piscicoles, déverse dans le lac des centaines de milliers d'alevins de diverses espèces.
|                    | 2012  | 2013 | 2014    | 2015  |
| ------------------ | ----- | ---- | ------- | ----- |
| Saumon nerka       | 806   | 909  | 1 031,3 | 774,3 |
| Honmasu            | 340   | 164  | 344     | 318   |
| Truite arc-en-ciel | 127,7 | 133  | 260,7   | 218,2 |
| Truite de lac      | 31,5  | 71   | 104     | 68,5  |

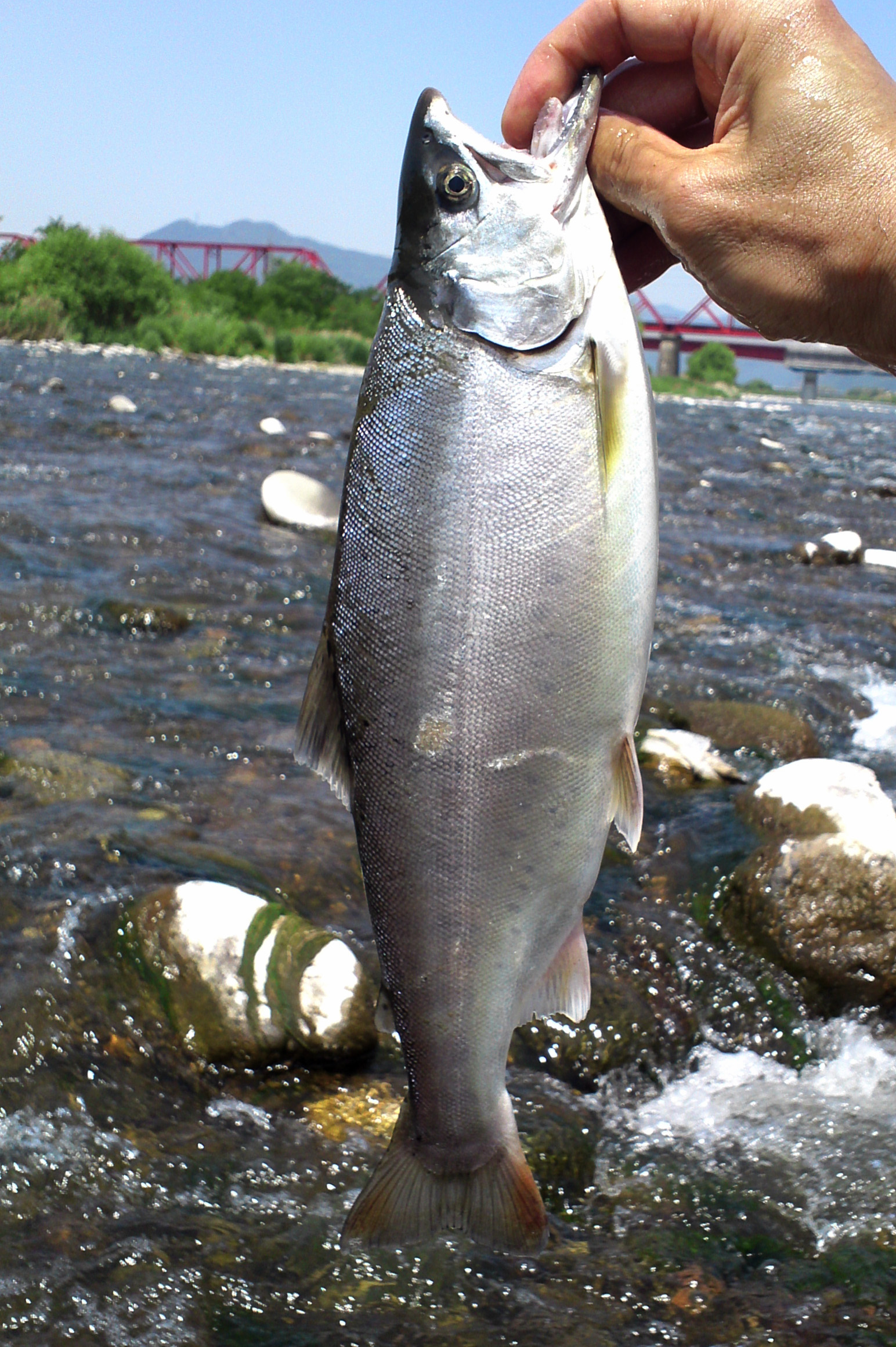
Le saumon du Japon (Oncorhynchus masou).
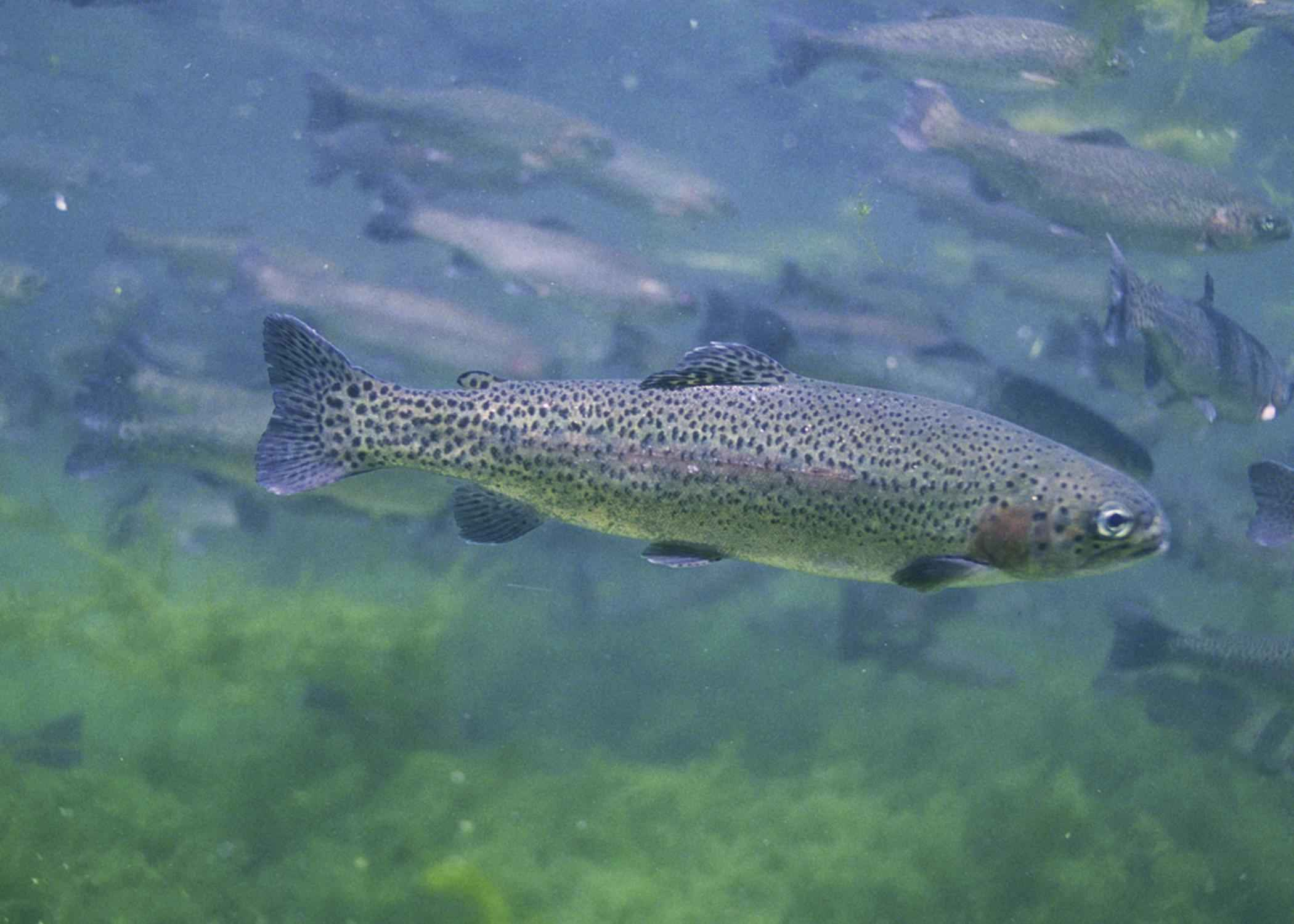
La truite arc-en-ciel (Oncorhynchus mykiss).
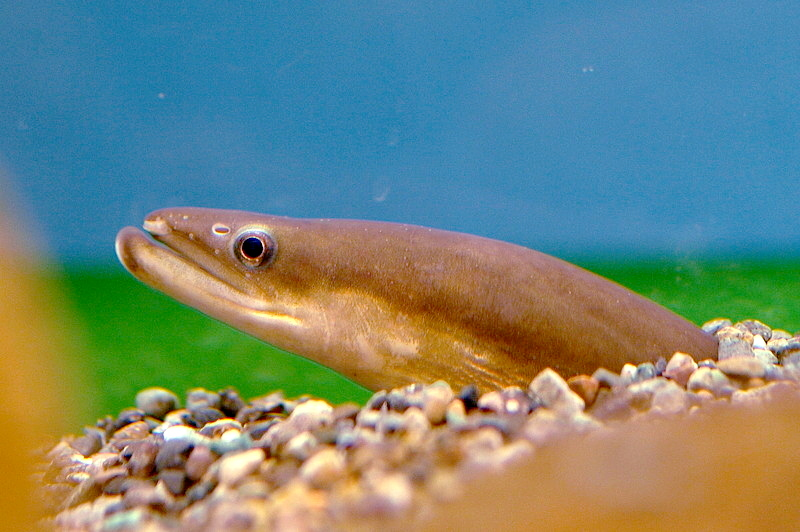
L'anguille du Japon (Anguilla japonica).
Le wakasagi (Hypomesus nipponensis).

###### Crustacés et mollusques
En dehors des espèces microscopiques, quelques espèces de crustacés vivent et se reproduisent dans le lac Chūzenji. Des crevettes dulcicoles, du genre Palaemon et Paratya, et des mollusques d'eau douce, tels que Semisulcospira libertina et la sous-espèce japonaise de la limnée auriculaire (Radix auricularia japonica), se meuvent en tout sens dans la masse d'eau  lacustre ou se cachent de leurs prédateurs sous les feuilles des colonies de plantes aquatiques,. L'écrevisse du Pacifique (Pacifastacus leniusculus), introduite dans les eaux du lac dans les années 1920, est devenue rare.
Dans les années 1990, des ressources halieutiques, importées d'Europe pour réempoissonner le lac Yu, ont apporté une espèce exotique envahissante de gastéropodes : l'hydrobie des antipodes (Potamopyrgus antipodarum). Celle-ci s'est répandue dans le bassin versant du lac Yu, et menace la biodiversité du lac Chūzenji.

###### Zooplancton
Dans la masse d'eau du lac Chūzenji, des multitudes d'organismes zooplanctoniques errent au gré des courants de convection qui l'agitent. Par vagues saisonnières, les rotifères, une source alimentaire importante pour les maillons trophiques supérieurs, pullulent. Les espèces Keratella quadrata, Kellicottia longispina, Filinia longiseta, celles du genre Asplanchna ou Synchaeta sont particulièrement abondantes au printemps. Les espèces Keratella cochlearis, Conochilus unicornis et Polyarthra trigla sont aussi présentes, mais plus rares. des crustacés microscopiques, tels que des copépodes (Acanthodiaptomus pacificus, copépodes calanoïdes et cyclopoïdes), et des puces d'eau (Bosmina longirostris, Daphnia galeata, Daphnia longispina) participent aussi au réseau trophique lacustre,. En suspension dans l'eau, ou fixés au sol ou aux plantes, des protozoaires (ciliés, choanoflagellés, Cercozoa, euglénozoaires, percolozoaires, héliozoaires), micro-organismes unicellulaires, captent la matière organique particulaire : bactéries, microalgues et matière morte.

#### Flore

##### Flore littorale
L'environnement naturel immédiat du lac Chūzenji est essentiellement constitué de forêts à flanc de montagne. Des bouleaux verruqueux (Betula pendula), des hêtres du Japon (Fagus crenata), des sureaux rouges du Japon (Sambucus racemosa subsp. sieboldiana), des ptérocaryers du Japon (Pterocarya rhoifolia), des sapins de Nikko (Abies homolepis), des pruches du Japon (Tsuga diversifolia), des hêtres bleus du Japon (Fagus japonica) et des mélèzes du Japon (Larix kaempferi) se mêlent aux cerisiers (cerisiers des montagnes d'Ezo (Prunus sargentii), cerisiers alpins du Japon (Prunus nipponica) et cerisiers du Japon (Prunus serrulata) et aux érables (érable du Japon (Acer japonicum), érable à peau de serpent (Acer rufinerve) et érable à feuilles de charme (Acer carpinifolium), et forment une configuration végétale dont les couleurs d'automne attirent chaque année de nombreux visiteurs sur les rives du lac.
Au printemps, fleurissent la violette de Corée (Viola grypoceras), Erythronium japonicum, le cornouiller du Japon (Cornus kousa), le symplocarpe fétide (Symplocarpus foetidus), le fraisier du Japon (Fragaria nipponica), la gentiane de Zollinger (Gentiana zollingeri) et les azalées (Rhododendron wadanum, Rhododendron degronianum, Rhododendron quinquefolium et Rhododendron tschonoskii) ; dans les sous-bois, le long de la plage Senju, de larges colonies de primevères du Japon (Primula japonica) s'épanouissent parmi les séneçons de Nikkō (Nemosenecio nikoensis), les arbres au caramel (Cercidiphyllum japonicum), les asarets de Siebold (Asarum sieboldii), les anémones à fleurs de narcisse (Anemone narcissiflora), les Anemone debilis, et les Anemone raddeana. En été, c'est au tour de l'immortelle d'argent (Anaphalis margaritacea), la balsamine des bois (Impatiens noli-tangere), Hydrangea paniculata, le tricyrtis à feuilles larges (Tricyrtis latifolia), la renouée bistorte (Bistorta officinalis), la ciguë aquatique (Cicuta virosa) et le monotrope sucepin (Monotropa hypopitys) de produire leurs fleurs, suivis, en automne, par la renouée du Japon (Fallopia japonica). Et, vers la fin de l'hiver, les fleurs parfumées de l'hamamélis du Japon (Hamamelis japonica) font leur apparition.

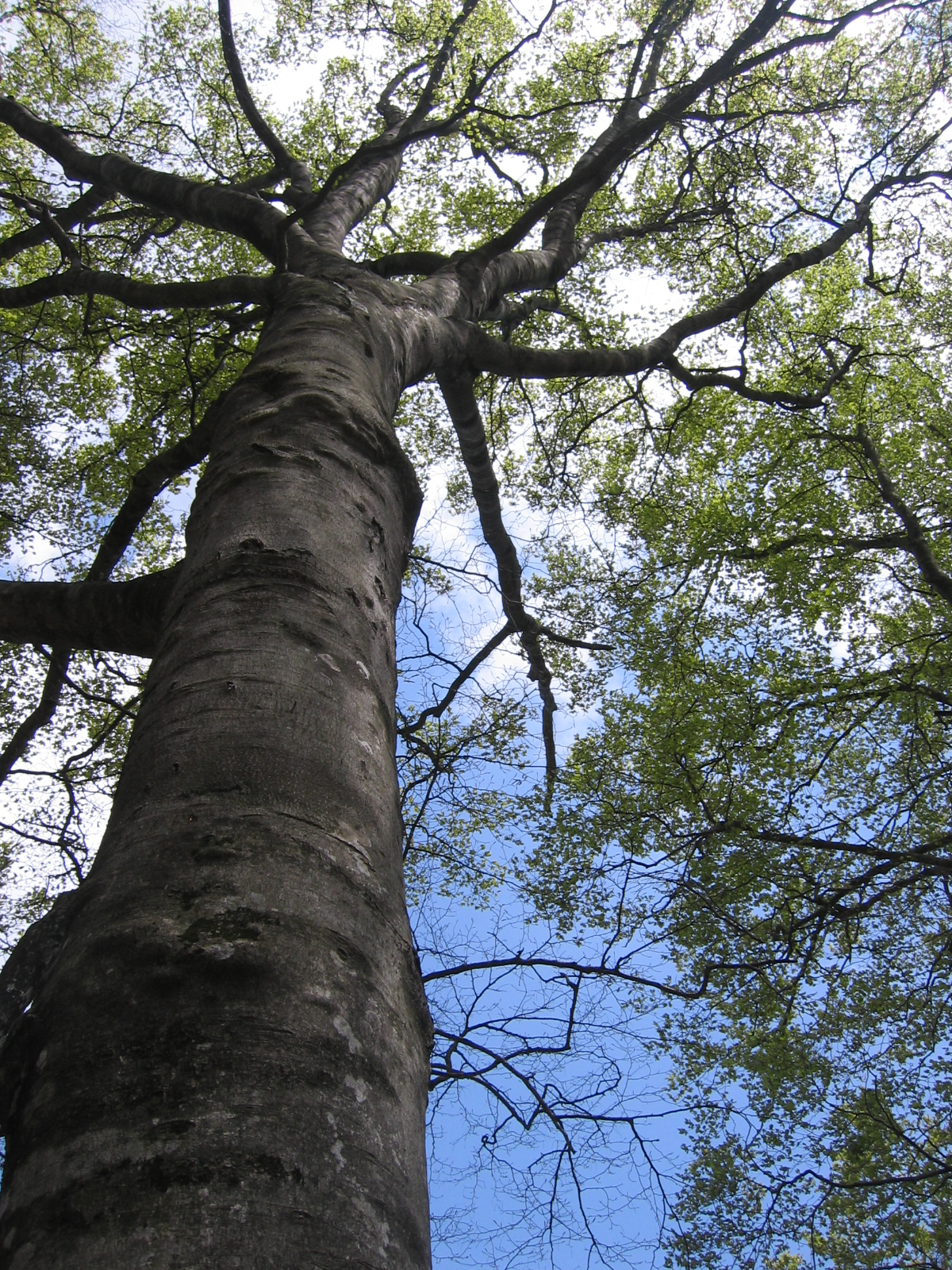
Le hêtre bleu du Japon (Fagus japonica).
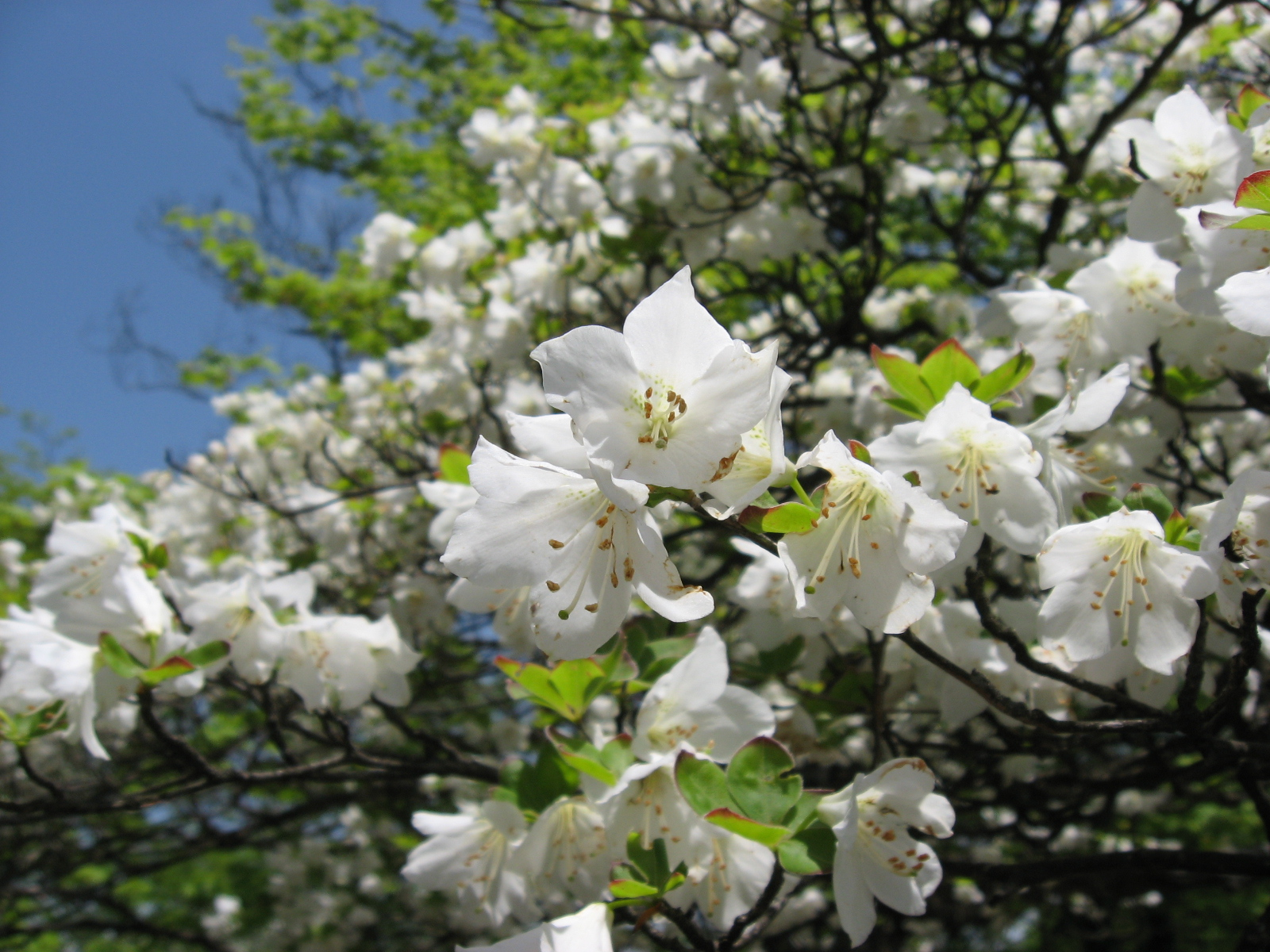
Rhododendron quinquefolium.
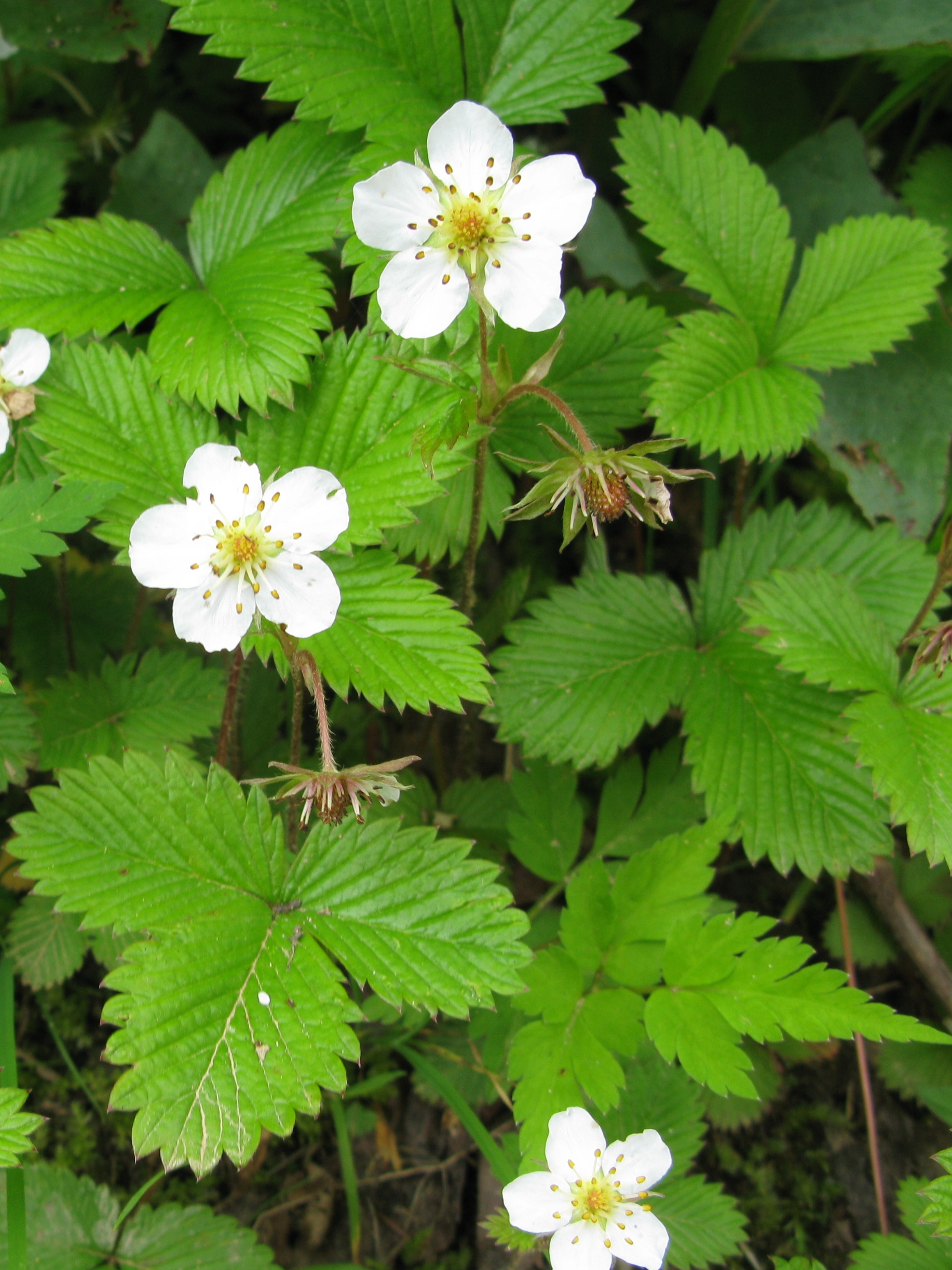
Le fraisier du Japon (Fragaria nipponica).
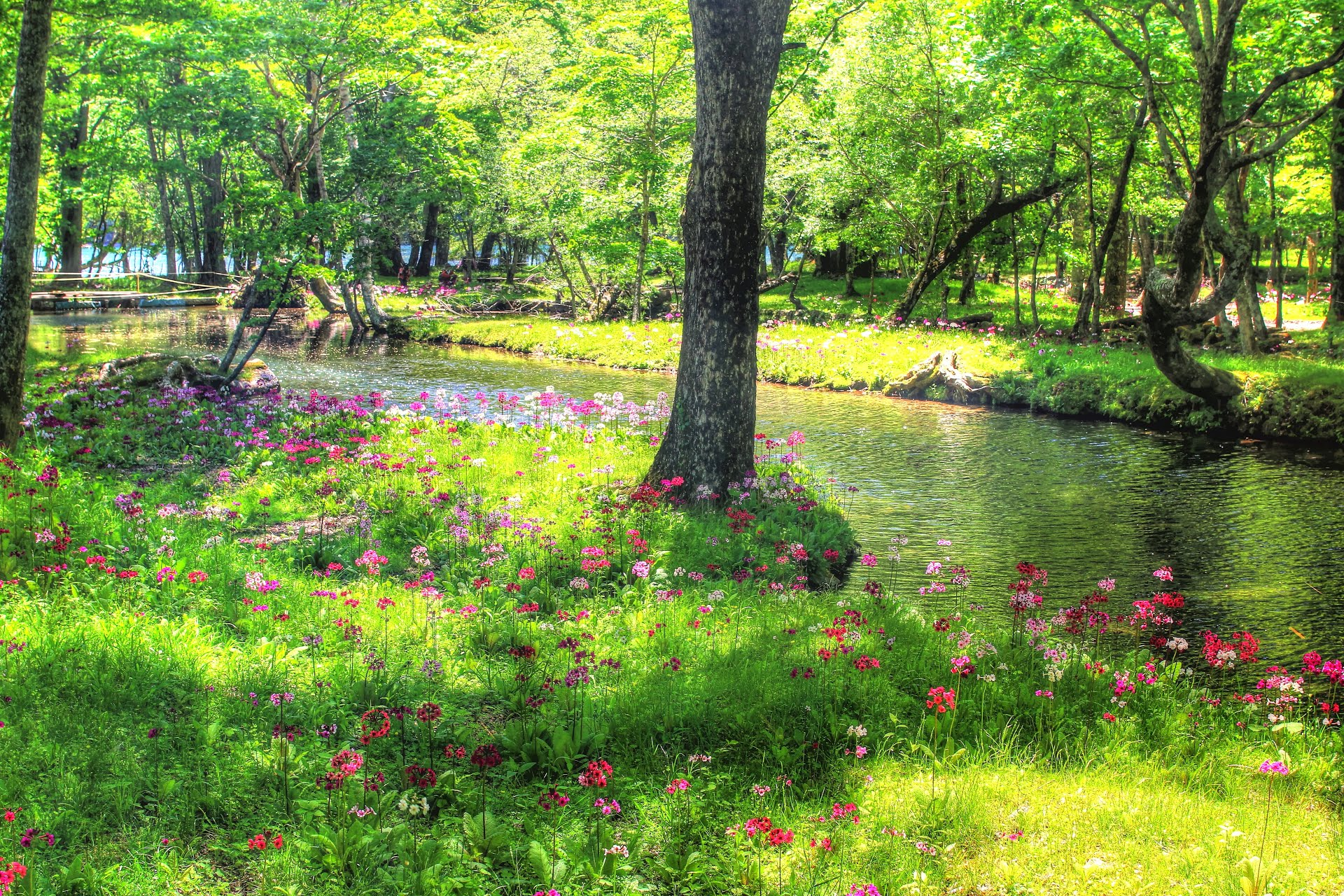
Primevères du Japon (Primula japonica), le long de la rivière Yanagizawa près de la plage Senju.

##### Flore aquatique
Des plantes aquatiques flottent sur la surface du lac Chūzenji, ou tapissent le fond de sa zone littorale en formant dans la vase des treillis de racines et de rhizomes qui fixent au sol des sédiments nutritifs, matière première du réseau trophique lacustre. Des variétés de renoncules d'eau japonaises émergent en groupes çà et là, parmi des populations de lentilles d'eau. Diverses espèces de potamots, telles que le potamot perfolié (Potamogeton perfoliatus), le potamot crépu (Potamogeton crispus) et le potamot nain (Potamogeton pusillus), des élodées de Nuttall (Elodea nuttallii), des myriophylles en épis (Myriophyllum spicatum), des hydrilles verticillées (Hydrilla verticillata) et des vallisnéries d'Asie (Vallisneria natans) colonisent les premiers mètres des pentes sous-lacustres. Des charophytes, algues vertes, comme la chara de Braun (Chara braunii), la chara globuleuse (Chara globularis) et la nitelle flexible (Nitella flexilis), forment des herbiers qui peuvent servir d'abri ou de frayères à diverses espèces de poissons, et la nourriture de certains invertébrés aquatiques tels que les Amphipodes,. La « nitelle flexible de Chūzenji », une variété de la nitelle flexible, est endémique du lac. Elle peuplait autrefois la zone des 10 m de profondeur. Elle se serait éteinte du fait de la concurrence de l'élodée de Nuttall et des pollutions lacustres des années 1980.
Au fil des saisons, dans la zone limnétique du lac, se succèdent des colonies de phytoplancton. En particulier, des microalgues planctoniques unicellulaires telles des diatomées (cymbelles, cyclotelles et astérionnelles), des chlorophycées, des chrysophycées, des euglénophycées — comme Uroglena americana dont la prolifération, jusqu'à l'apparition d'une marée rouge, a révélé l'état de pollution du lac au début des années 1980 — et des dinoflagellés participent à la production primaire du plan d'eau, et servent de nourriture à nombre de représentants de la faune aquatique,.

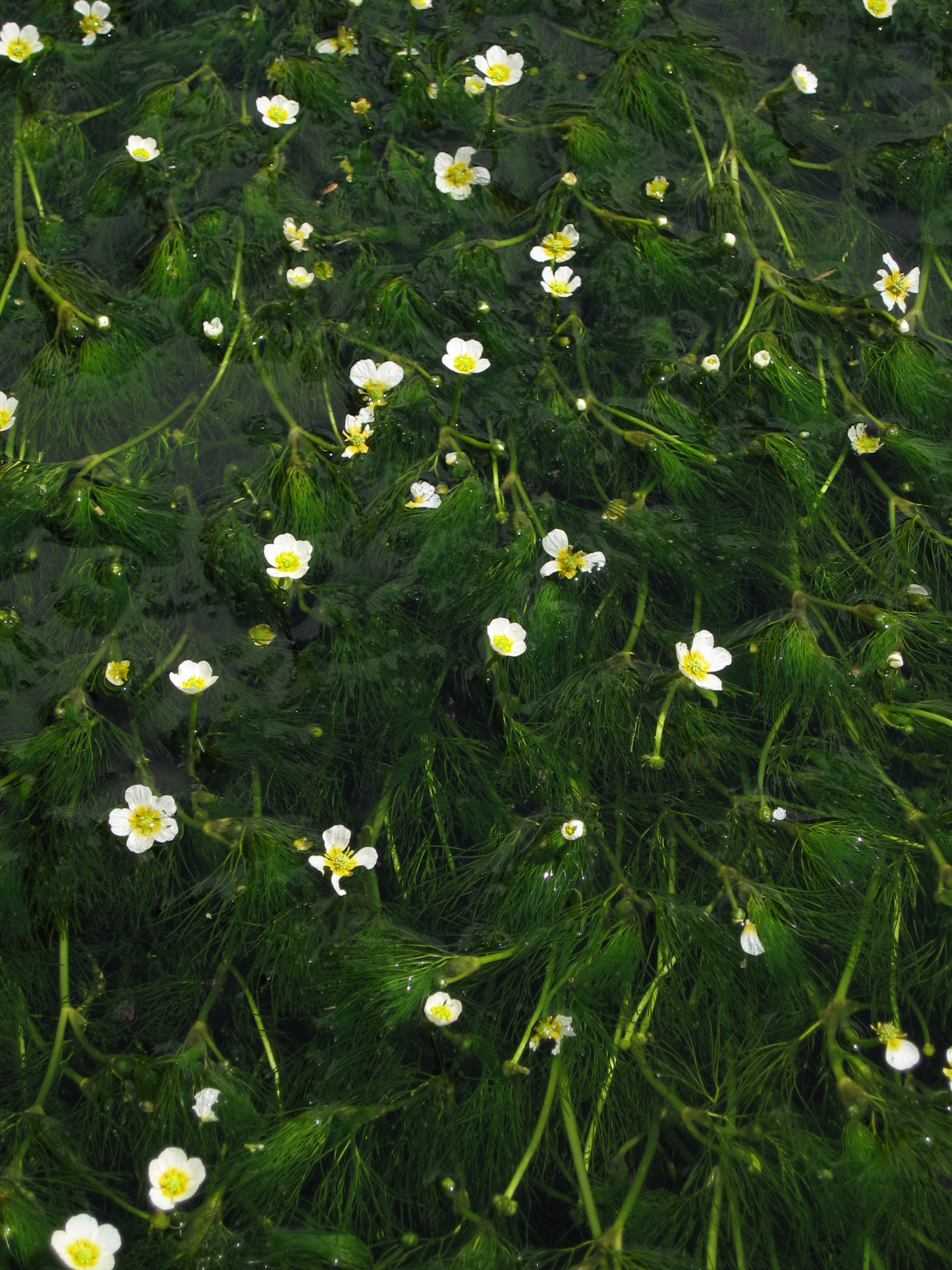
Ranunculus nipponicus var. submersus.
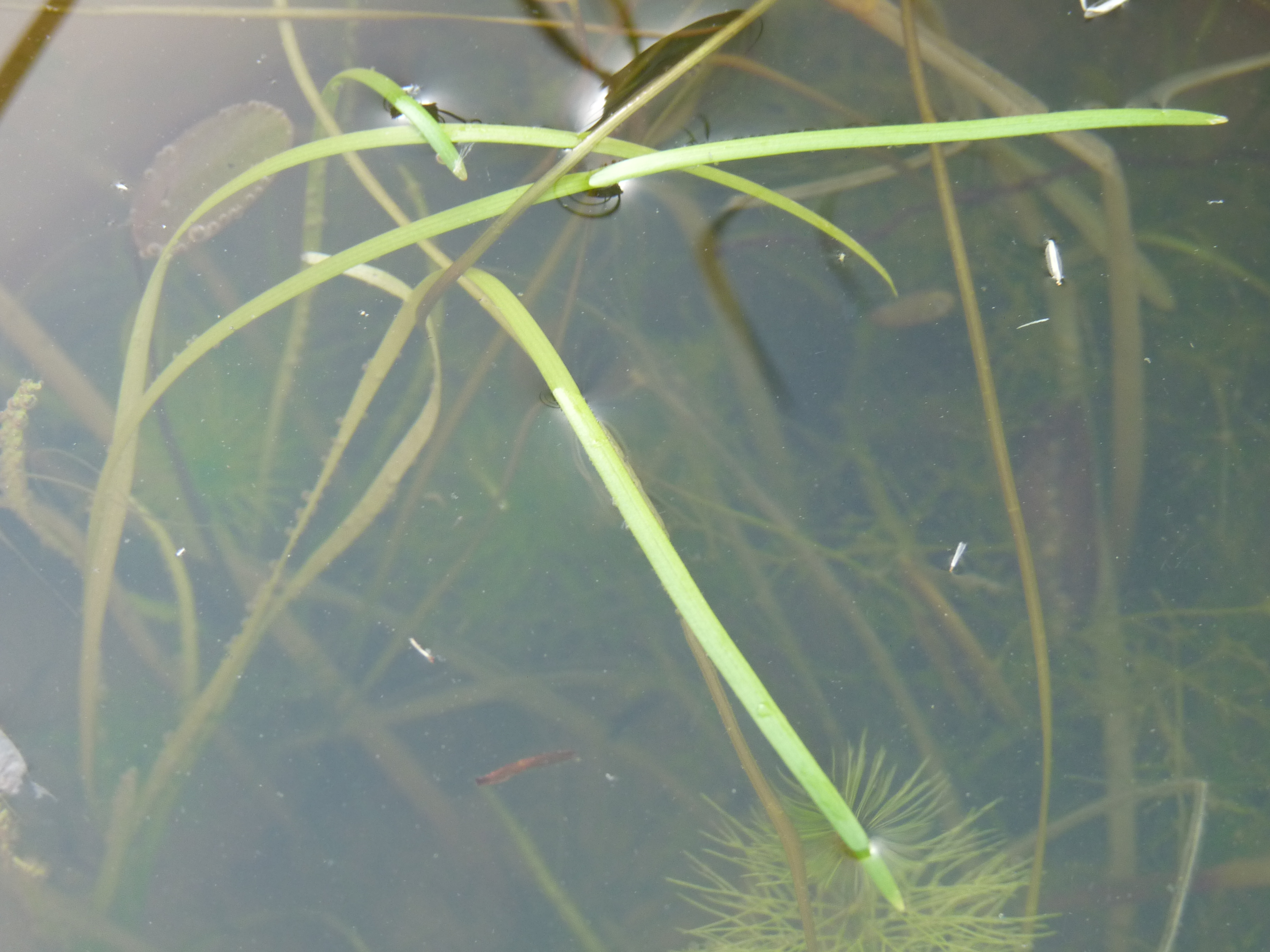
La vallisnérie d'Asie.
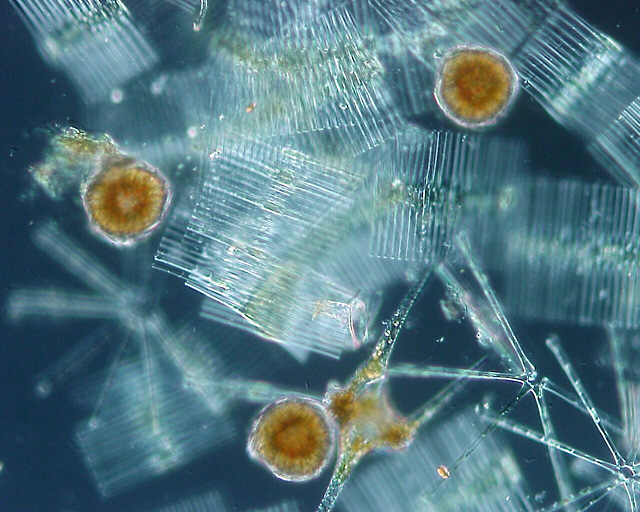
Diatomées et dinoflagellés du lac Chūzenji.

## Toponymie

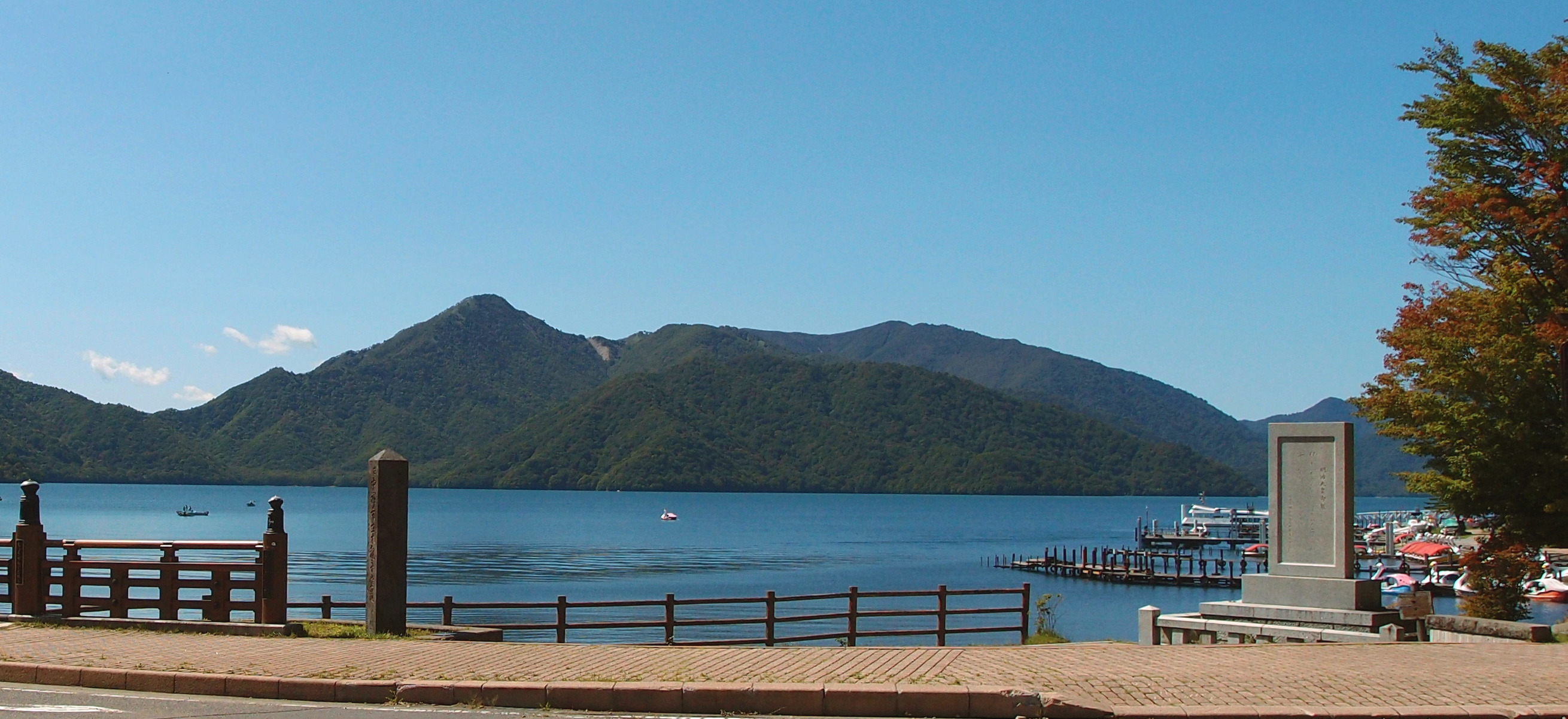
Stèle commémorant la visite de l'empereur Meiji au lac Chūzenji, en 1876. Un tanka impérial est gravé dans la pierre.

En 784, après sa conquête du mont Nantai deux ans plus tôt, le moine bouddhiste Shōdō Shōnin construit, au pied du volcan, un jingū-ji, lieu de culte composé d'un temple bouddhique et d'un sanctuaire shinto. Le temple, baptisé Chūzen-ji (中禅寺, litt. « temple zen du milieu »), est une annexe du Rinnō-ji, fondé en 766 à Nikkō. Il donne son nom au lac,.
Au début de l'ère d'Edo, Tokugawa Ieyasu lui donne le nom de lac Setsurō (雪浪湖, Setsurō-ko, litt. « lac aux flots de neige »),. Au début de l'ère Meiji (1868 - 1912), le gouvernement de Meiji, issu de la révolution du même nom, instaure un shintoïsme d'État. Dès 1868, la promulgation d'une série d'ordonnances sur la ségrégation entre le shintō et le bouddhisme entraîne, dans tout le pays, le retour en force du mouvement Haibutsu kishaku, un courant de pensée qui prône l'expulsion du bouddhisme du pays. Des lieux de culte bouddhique sont détruits, et une grande partie du patrimoine religieux des temples est dispersée. Dans la cité de Nikkō, le sanctuaire shinto intégré au temple Chūzen est mis en valeur comme annexe du Futarasan-jinja sous le nom de Futarasan Chūgūshi (二荒山中宮祠, litt. « sanctuaire intermédiaire du Futarasan »), et l'étendue d'eau à laquelle le lieu saint bouddhique donne son nom devient le lac Chūgūshi (中宮祠湖, Chūgūshi-ko). Lac Chūzenji demeure cependant le toponyme le plus usité.
En 1876, l'empereur Meiji, en visite officielle sur les rives du lac, récite un tanka intitulé « le lac de la félicité (幸の湖, Sachi no umi) », un nom qui est resté,,. À la pointe est de la rive nord du lac, une stèle en pierre, gravée du poème impérial, commémore cet événement.

## Histoire

### Formation

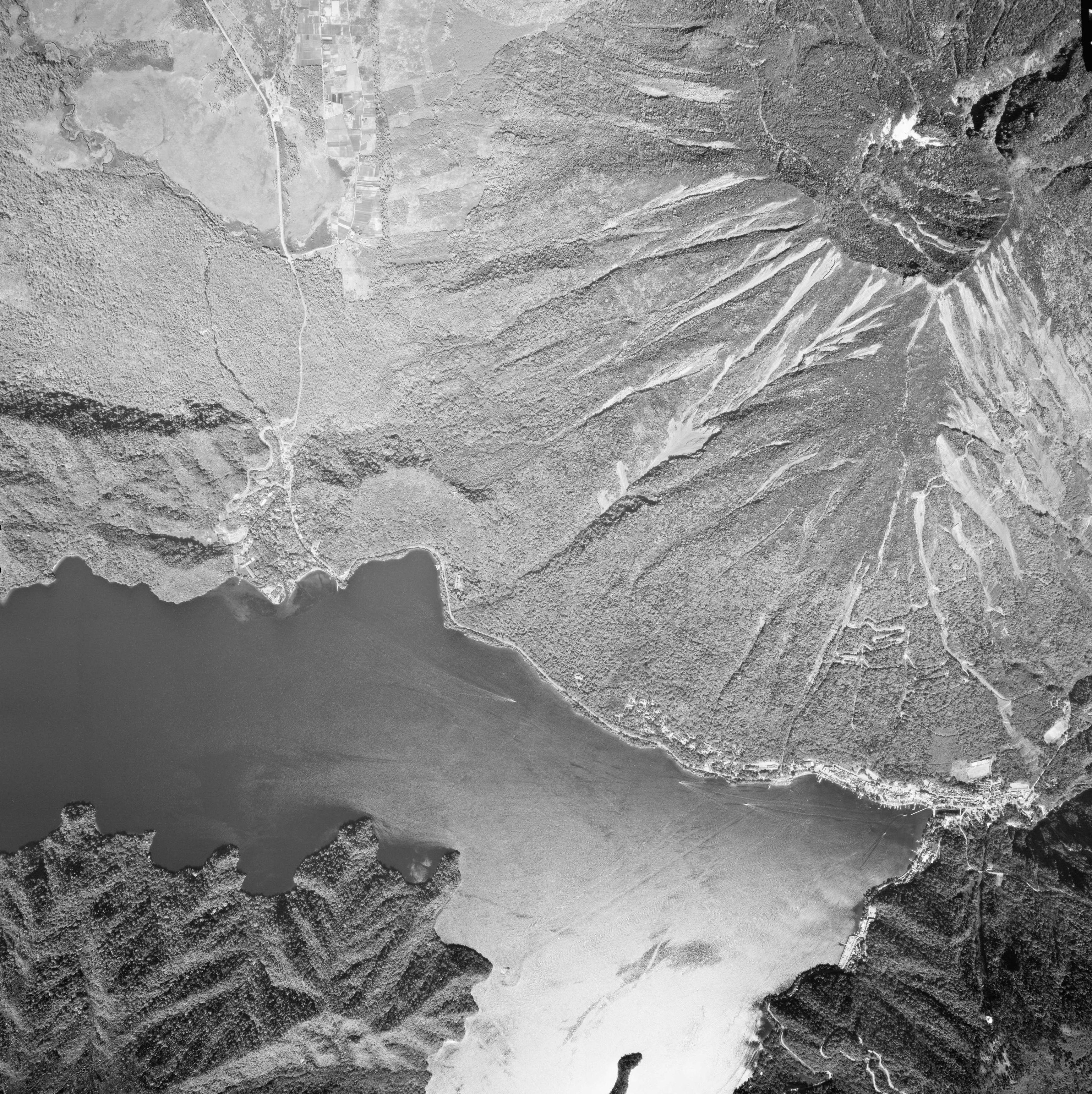
Vue aérienne du volcan Nantai et du lac Chūzenji (1977).

Il y a environ 23 000 ans, le volcan Nantai émerge du sol de l'arc volcanique nord-est de l'île de Honshū par accumulation de coulées pyroclastiques successives,. Les rivières Yu et Daiya ne forment qu'un seul cours d'eau qui s'oriente vers le nord-est aux environs de l'actuel emplacement des chutes de Kegon. Cette première phase d'activité volcanique du mont Nantai se termine il y a 17 000 ans avec des éruptions particulièrement explosives dont les éjectas façonnent le relief environnant,,. Au cours de cette brève période de formation et d'activité, les épanchements magmatiques du mont Nantai interrompent le cours de la rivière qui serpente au pied de sa face sud. L'eau qui s'accumule le long de ce barrage naturel forme les plateaux marécageux : Senjōgahara et Odashirogahara, et le lac Chūzenji qui, par débordement, à l'est, de la dépression basaltique qui le contient, donne naissance aux chutes de Kegon puis à la rivière Daiya,. Le lac Chūzenji est donc un lac de barrage naturel, l'un des dix plus profonds du Japon, tous d'origine volcanique.
Un examen des strates géologiques de la falaise du haut de laquelle déferlent les chutes de Kegon révèle la nature volcanique de la roche constituant la cuvette du lac. Ce substrat est constitué de lave andésitique reposant sur une épaisseur de tuf volcanique, précédée d'une strate d'andésite. Au pied des chutes, le sol est constitué de quartz porphyrique.

### Histoire humaine

#### Découverte du lac

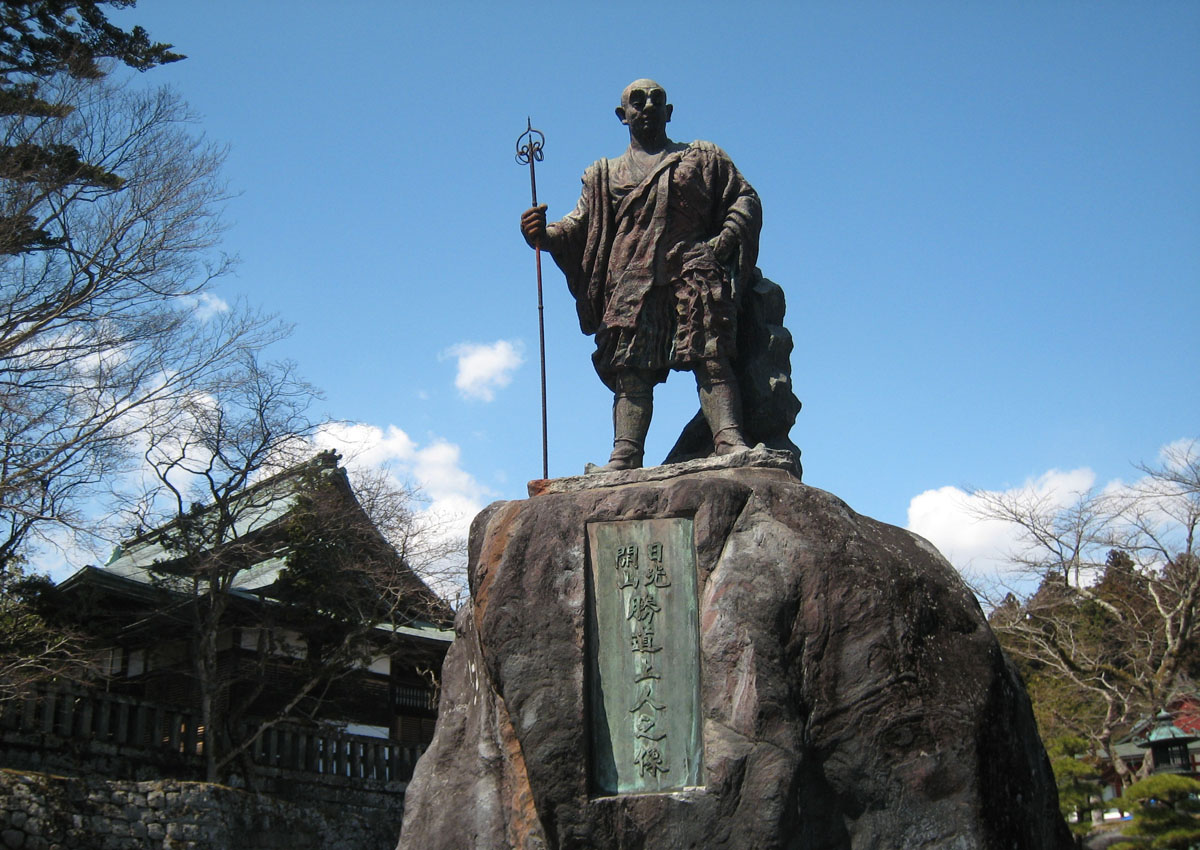
Statue de Shōdō Shōnin devant le Rinnō-ji.

En 782, Shōdō Shōnin réussit, en plus de deux jours, l'ascension du mont Nantai, après deux tentatives infructueuses,. Kūkai (774-835), fondateur de l'école bouddhiste Shingon, rapporte, dans l'un de ses ouvrages (Shōryō-shū), que le moine Shōdō, partant de la rive gauche de la rivière Daiya, échoua à atteindre le sommet de la montagne en avril 767 et avril 781. Selon lui, la conquête du mont Nantai en avril 782 a été réalisée à partir du lac Chūzenji. En 767, parti du temple Shihonryū — les premiers bâtiments du Rinnō-ji — qu'il vient de bâtir près du Shinkyō, un pont de bois au nord de la rivière Daiya, Shōdō grimpe successivement au sommet du mont Nyohō, du mont Taishaku et du mont Komanago. La descente du versant occidental de ce dernier le conduit au pied du mont Tarō d'où il atteint, en traversant le plateau Senjō le long de la face ouest du mont Ōmanago, le contrebas de la face nord du mont Nantai. Mais la neige abondante et la configuration rocheuse de la montagne l'empêchent de parvenir à son sommet. Reprenant sa route sur le plateau Senjō, il contourne le volcan et découvre, au pied de son versant sud, le lac Chūzenji,. Cependant des vestiges archéologiques du culte bouddhique découverts non loin de la rive nord du lac Chūzenji laissent supposer que le lac était connu avant l'arrivée de Shōdō.

#### Terre sacrée du bouddhisme et du shintoïsme

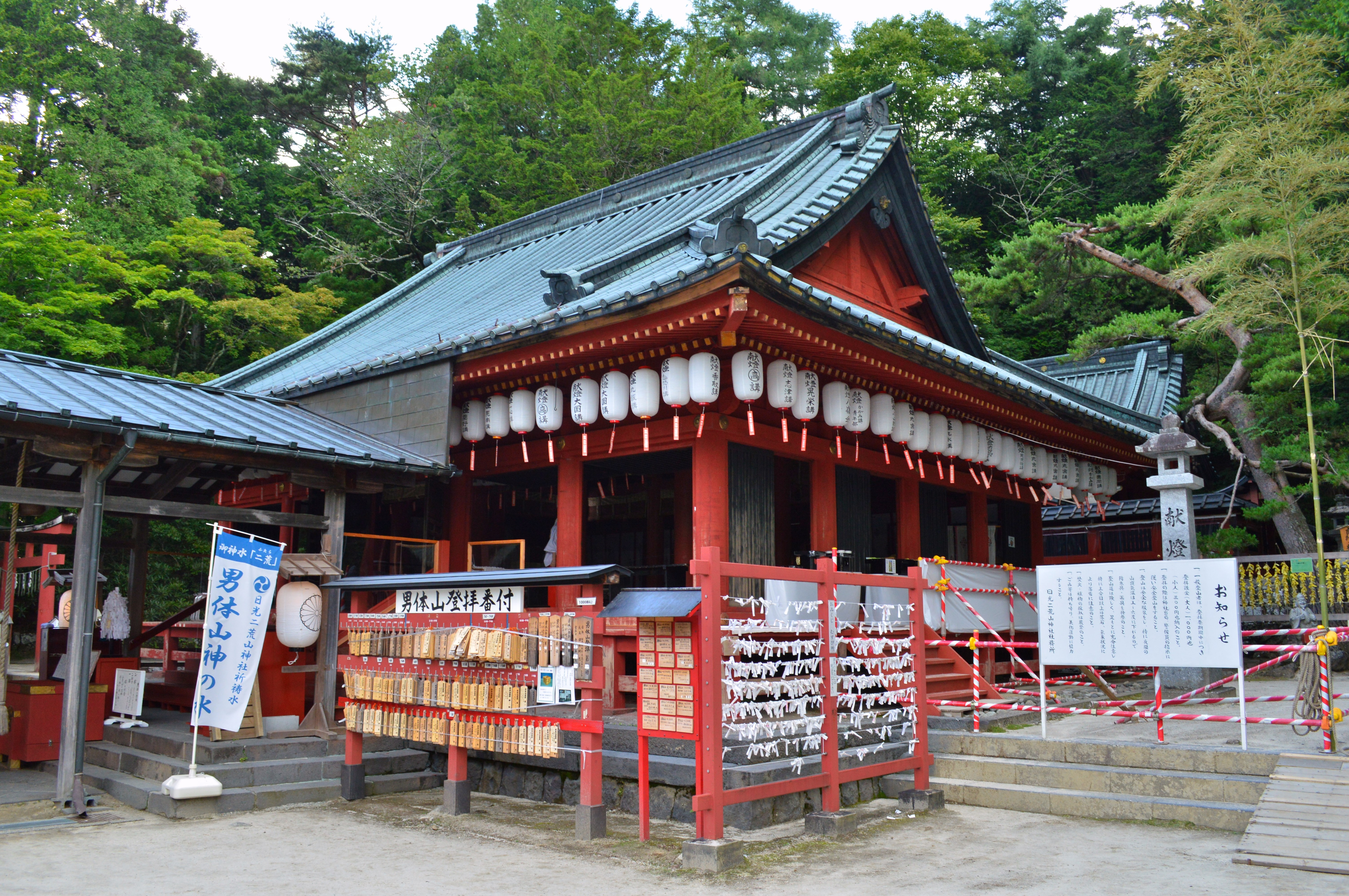
Hall du culte (Haiden) du Futarasan Chūgū-shi.

En 782, Shōdō fait construire près du sommet du volcan Nantai un sanctuaire auxiliaire du Futarasan-jinja, et, en 784, un Jingū-ji sur la rive nord du lac, au pied du volcan,. Par la suite, le Jingū-ji devient le sanctuaire Futarasan Chūgūshi dont une partie, le temple Chūzen, est déplacée, en 1913, sur la rive est du lac Chūzenji.
Le shintoïsme, tout comme le bouddhisme, impose des interdits en rapport avec tout ce qui touche au sang. Les femmes, par exemple, du fait de la menstruation, sont considérées comme impures. En conséquence, elles sont exclues des lieux saints des deux religions, en particulier des montagnes comme les monts Nikkō et, plus largement, la région d'Oku-Nikkō dont le lac Chūzenji fait partie,. Une légende locale raconte qu'un jour une miko, jeune femme gardienne d'un sanctuaire shinto, brava l'interdiction. Considérant qu'étant au service des dieux de la montagne elle n'avait pas à craindre leur colère, elle se travestit en jeune garçon et se rendit au lac Chūzenji afin d'effectuer l'ascension du volcan Nantai. Mais à peine était-elle entrée dans le périmètre sacré du Futarasan Chūgū-shi qu'elle fut changée en pierre. Cette dernière est exposée non loin du lac Chūzenji, à quelques mètres du grand torii qui marque l'entrée du domaine du sanctuaire. En mars 1872, le gouvernement de Meiji lève par ordonnance l'interdiction dans tout le pays ; le lac et ses environs est depuis accessible aux femmes,.

#### Développement touristique

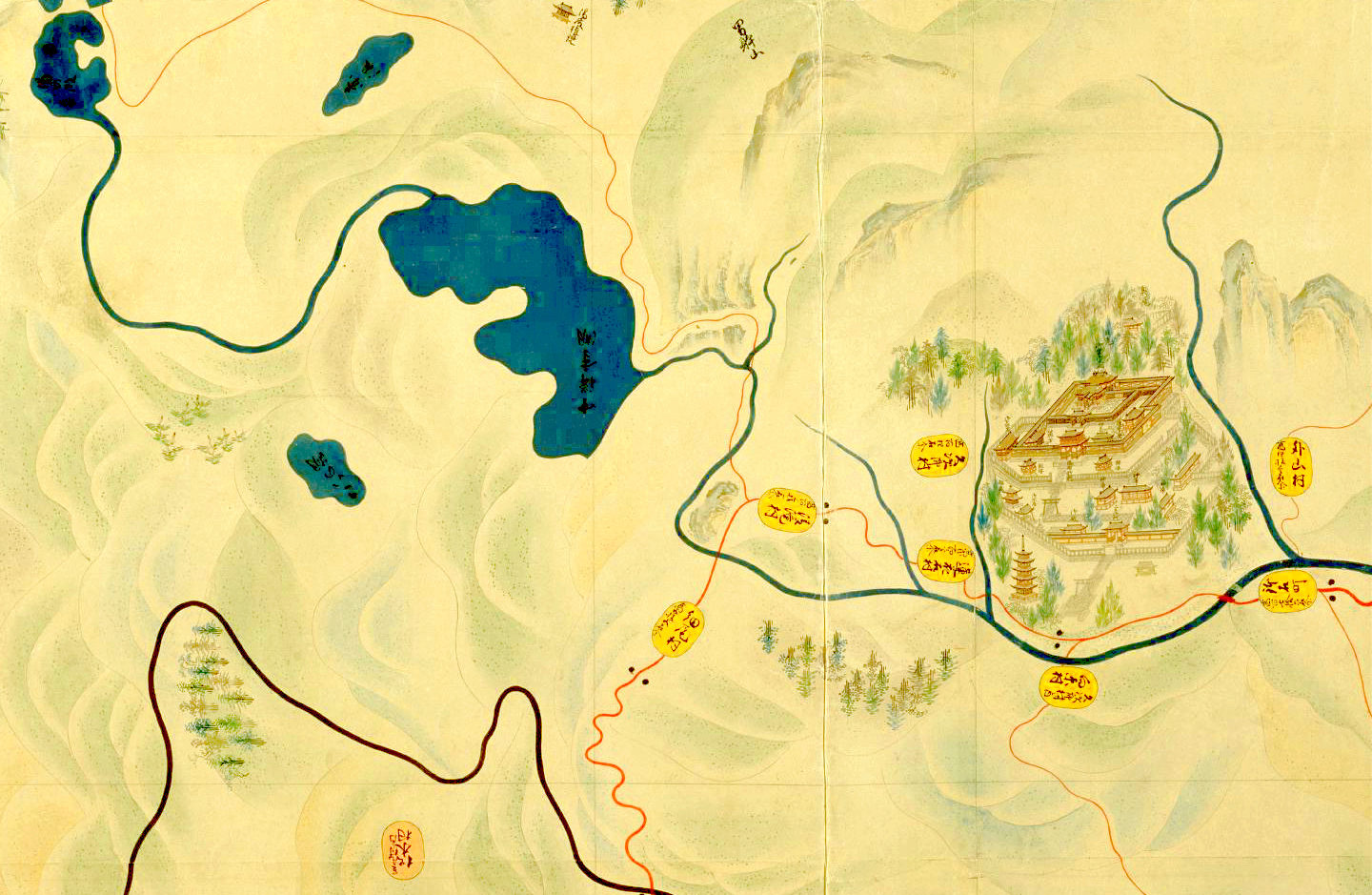
Détail d'une carte de la province de Shimotsuke figurant le lac Chūzenji et le Nikkō Tōshō-gū (1838).

Au milieu de l'époque d'Edo, l'administration shogunale, aux ordres de Tokugawa Ienari, entame un projet de cartographie du pays. Une carte du Japon multicolore, représentant les villages, les villes, les routes, les cours d'eau, les montagnes, etc., est achevée en 1838. Sur celle-ci, la province de Shimotsuke comprend le lac Chūzenji, relié à la rivière Daiya qui passe au sud du sanctuaire Tōshō, dédié à Tokugawa Ieyasu.
Lac de barrage naturel d'altitude d'origine volcanique, le lac Chūzenji est originellement un lac sans poissons ; la configuration en chutes d'eau de son émissaire empêchant toute remontée de poissons. De plus, jusqu'à la promulgation en 1872 de la loi gouvernementale réduisant l'influence du bouddhisme dans le pays, des interdits religieux régissent toute activité sur le territoire sacré des monts Nikkō, le lac et ses environs en particulier. En 1873, 2 200 poissons, des espèces du genre Salvelinus, y sont introduits, pour la première fois, par un habitant du village de Hozō. Cette initiative lance l'activité de pêche dans les eaux du lac. L'année suivante, un prêtre shinto du sanctuaire Futarasan chūgūshi fait déverser dans le lac, entre autres espèces, 20 000 carpes, 2 000 carassins, 150 anguilles et des 500 loches. Par la suite, la truite biwa, originaire du lac Biwa (préfecture de Shiga), est introduite en 1882, suivie en 1887 par la truite arc-en-ciel, importée de Californie, la truite mouchetée du Colorado en 1902 et, en 1906, le saumon rouge, natif du lac Shikotsu (préfecture de Hokkaidō).
En 1876, l'empereur Meiji se rend à Nikkō, en visite officielle. Ses quelques pas autour du lac, bien foncier de la famille impériale, font connaître l'étendue d'eau dans tout le Japon et suscitent un afflux de touristes sur ses rives,.

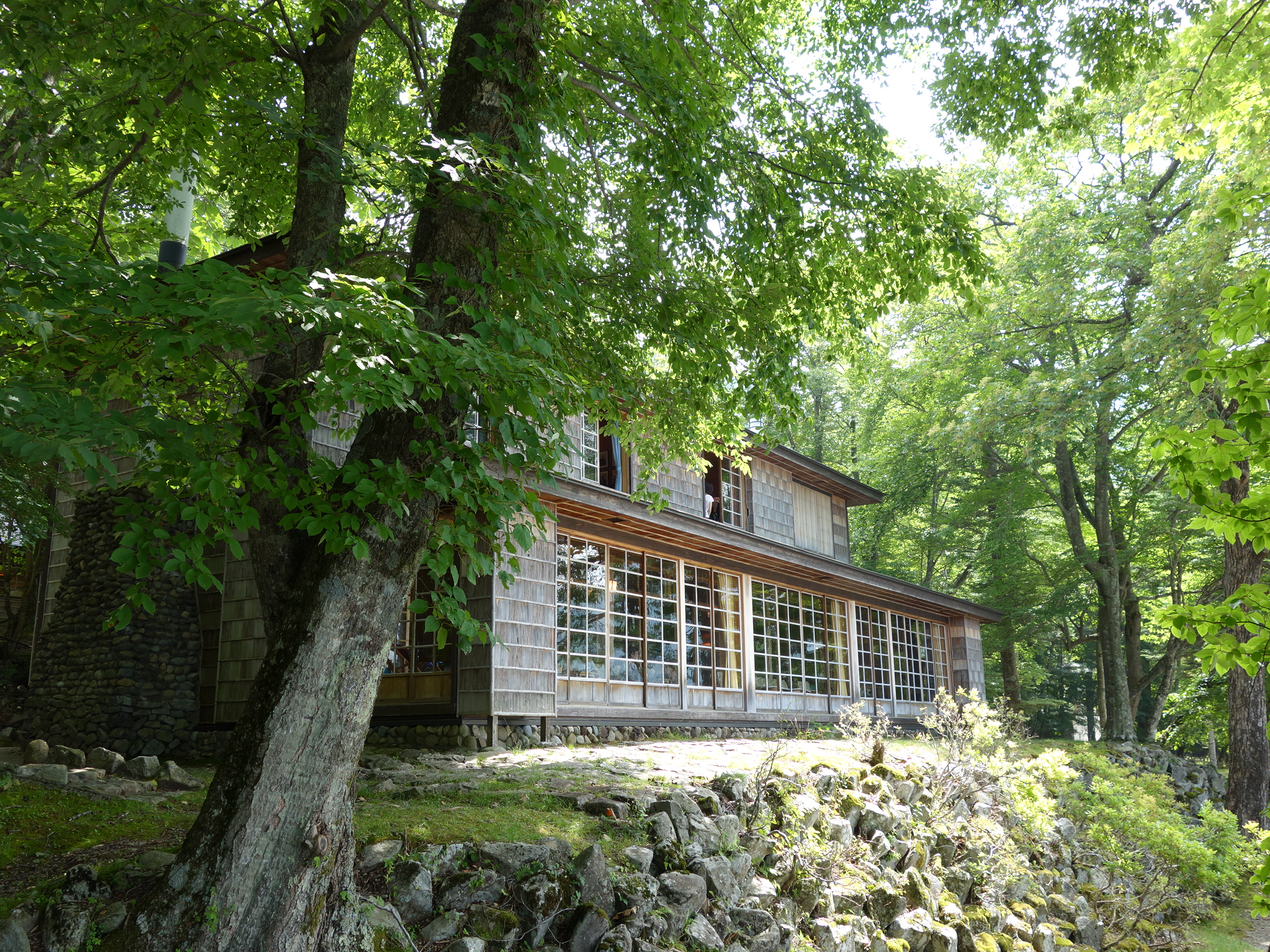
Ancienne villa de l'ambassade d'Italie.

De la fin de l'ère Meiji jusqu'au début de l'ère Showa (1926 - 1989), de nombreux diplomates européens ont fait construire des villas de villégiature autour du lac, conférant aux environs du lac une atmosphère de station touristique internationale,,. En 1896, par exemple, le diplomate britannique Ernest Mason Satow se fait construire une villa sur la rive est du lac. Lorsqu'il quitte le Japon au début du XXe siècle, sa résidence secondaire devient propriété de l'ambassade du Royaume-Uni. En 2010, deux ans après sa fermeture, la préfecture de Tochigi la reçoit en donation, et, après l'avoir rénovée, la transforme en un parc commémoratif qu'elle ouvre au public au cours de l'été 2016,. De même, la villa de l'ambassade italienne, bâtie en 1928 suivant les plans de l'architecte tchèque Antonín Reimann, classée en 2001 bien culturel tangible enregistré par l'agence pour les Affaires culturelles et léguée à la préfecture de Tochigi en 1997, a été restaurée et rendue accessible au public en 1999,,. L'ambassade de France au Japon y a acquis, en 1906, la villa construite pour Aoki Shūzō, ancien ministre des Affaires étrangères. Lieu d'inspiration et de repos estival des années 1920 pour le poète et ambassadeur de France au Japon Paul Claudel, la « villa Claudel » a été rénovée en 2008,. Jusqu'à ce que le monde entre en guerre en 1939, les diplomates russes et allemands avaient aussi leur pied-à-terre estival au lac Chūzenji.
Au début du XXe siècle, le botaniste japonais Manabu Miyoshi popularise, dans tout le Japon, l'idée d'une classification des plantes rares en monuments naturels, un concept qu'il avait découvert lors de son séjour d'études en Allemagne à la fin du siècle précédent. Des mouvements de citoyens s'organisent pour promouvoir auprès de la population et de l'État la nécessité d'associer au développement économique des territoires des mesures de protection de l'environnement. La mobilisation citoyenne aboutit, en avril 1919, à la promulgation par le gouvernement de Hara Takashi d'une loi visant à la conservation des sites historiques, lieux célèbres et monuments naturels,. Douze ans plus tard, l'agence pour les Affaires culturelles classe « lieu de beauté pittoresque » national une zone d'environ 166 ha formée par les chutes de Kegon, l'amont de la rivière Daiya et la rive nord-est du lac Chūzenji,.
En 1925, au bas du versant sud-est du mont Nantai, la construction d'une route formée de virages en lacet rend possible la circulation automobile jusqu'au lac. Au début des années 1950, alors que l'occupation du Japon par les troupes américaines s'achève, l'aménagement de la route nationale 120 et l'ouverture de stations thermales favorisent le développement touristique du lac et de ses environs immédiats. L'exploitation de l'étendue lacustre comme source d'approvisionnement en eau potable de la ville de Nikkō commence le 1er août 1957, avec la création de deux stations d'épuration sur la rive nord. En 1973, 4,6 millions de touristes visitent le lac Chūzenji pour s'adonner à diverses activités sportives ou de loisirs ; ils sont 4,66 millions en 1996,.

## Activités humaines
De sa découverte par le moine Shōdō Shōnin, à la fin du VIIIe siècle, jusqu'au début de l'ère Meiji, le lac Chūzenji et ses environs restent une terre sacrée du bouddhisme et du shintoïsme. La venue de l'empereur Meiji en 1876 et l'installation de diplomates étrangers dans les années 1870 lancent le développement du tourisme dans la région du lac. À l'aube des années 2000, des traditions religieuses plus que millénaires se perpétuent, et diverses activités touristiques et de loisir attirent de nombreux visiteurs en toute saison.

### Randonnée

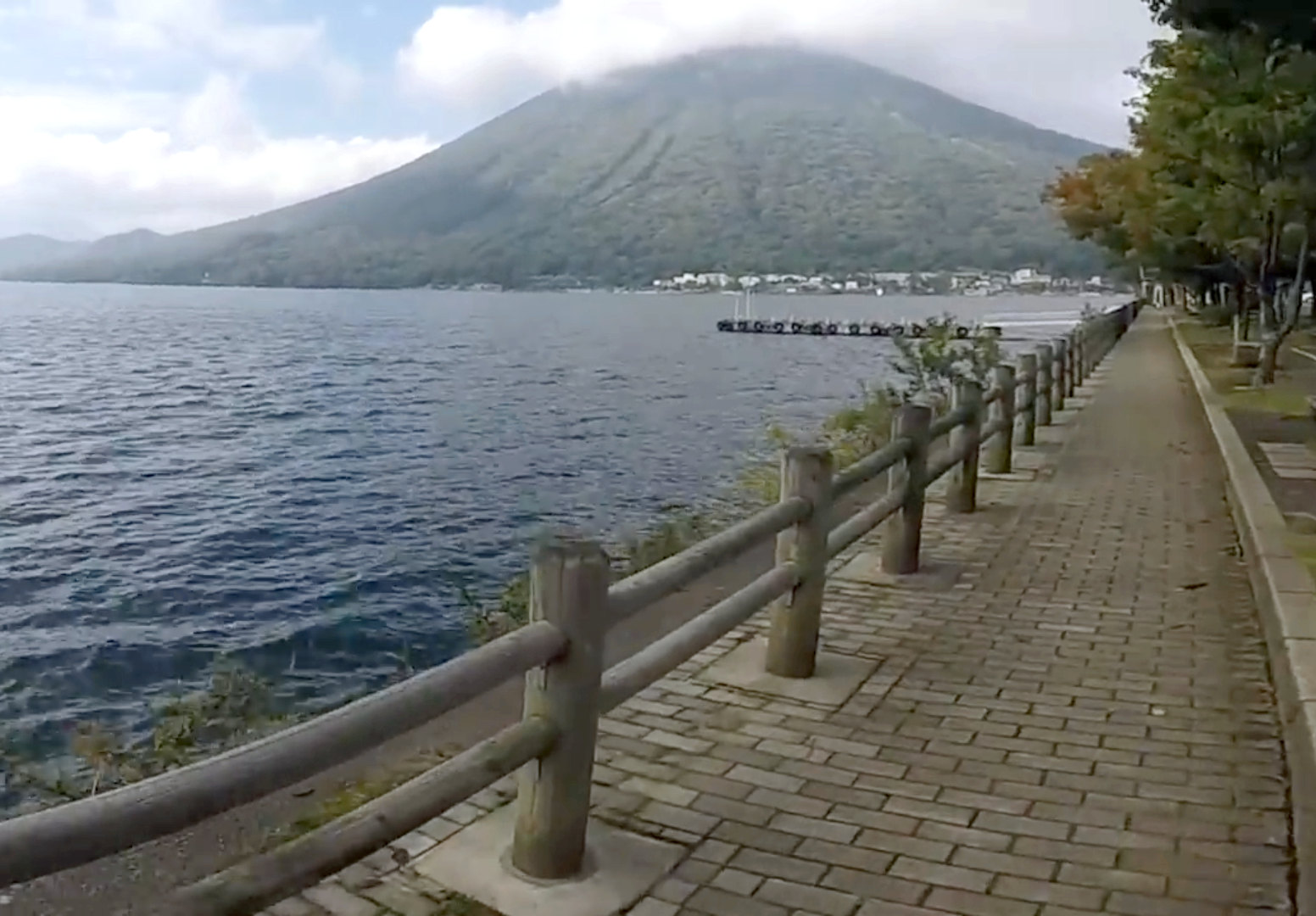
Chemin de promenade le long de la rive est du lac Chūzenji.

Un sentier de randonnée, d'environ 20 km de long, permet de faire le tour du lac. Il débute au port d'Ōjiri à l'extrême nord-est du lac, se développe le long des rives orientales puis sud, et mène au sanctuaire Futarasan Chūgūshi au pied du volcan Nantai. Les plages Uta, Senju et Shōbu, accessibles depuis le chemin de randonnée, ponctuent le parcours de marche et offrent une aire de repos au bord du lac,.
À partir de la plage Shōbu, un chemin de randonnée suit le cours de la rivière Yu jusqu'au lac Yu, en passant par Senjōgahara. Au sud-est du lac, il est possible d'accéder au sommet du mont Hangetsu en empruntant un sentier de montagne qui se termine à la plate-forme d'observation d'Akechidaira près des chutes de Kegon. Vers l'ouest, du col Hangetsu, la cime du mont Sha est aussi accessible,. Depuis l'enceinte du sanctuaire Futarasan Chūgushi, s'ouvre le chemin d'ascension de la face sud du mont Nantai. Cette voie d'accès au sommet du volcan, un chemin de pèlerinage sacré entretenu par les religieux du sanctuaire, est fermée de début novembre à fin avril,.
Vers la fin des années 1950 et au début des années 1960, des terrains de camping ont été aménagés sur les plages Senju, Shōbu, et celle d'Asegata,. Dans les années 2010, des installations, telles que des bungalows et des toilettes, ne sont disponibles que près des plages Senju et Shōbu,.

### Pêche

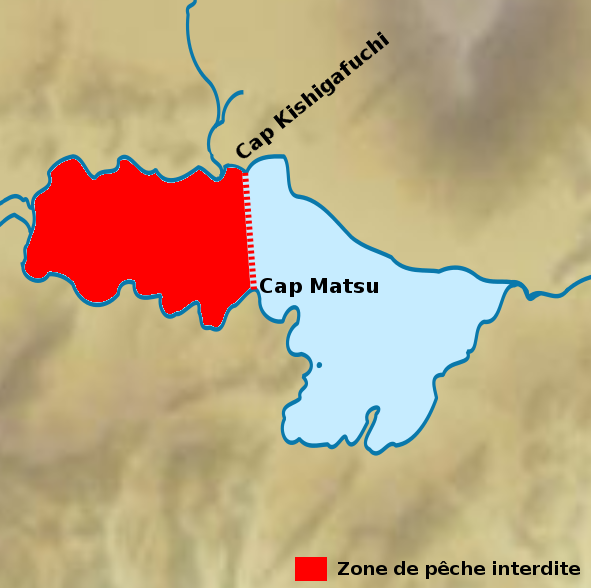
Zone de pêche interdite du lac Chūzenji (sanctuaire écologique).

Au début des années 1870, l'activité de pêche se développe au lac Chūzenji, après l'introduction dans les eaux du lac — à l'origine un lac sans poissons — de diverses espèces de poissons et, en 1881, à l'initiative du gouvernement de Meiji, l'ouverture, à Misawa, à l'est du lac, d'une écloserie piscicole dont les œufs de poissons proviennent de Hokkaidō et du lac Biwa,. La ferme à poissons est déplacée neuf ans plus tard près de la plage Shōbu,. Jusqu'à la fin de la seconde guerre mondiale, l'exploitation des ressources du lac est placée sous la tutelle de la maison impériale auprès de laquelle une autorisation de pêche doit être obtenue. Depuis 1963, une association coopérative locale de pêcheurs, équivalent japonais d'une association agréée de pêche et de protection des milieux aquatiques, assure la gestion des ressources poissonnières du lac. À partir de 1967, l'association met en place un système de régulation de la pêche : la partie occidentale du lac, au-delà d'une ligne reliant les caps Matsu (rive sud) et Kishigafuchi (rive nord), devient une zone protégée interdite à la pêche, et, dans la partie orientale du lac, l'acquittement d'un droit de pêche est obligatoire tout au long de la saison de pêche qui s'étale d'avril à septembre,. En 1967, 1 309 pêcheurs acquièrent le droit de pratiquer la pêche sportive (pêche à la traîne, pêche à la mouche ou encore la pêche au vairon ou minnowing). L'association, qui fait commerce d'œufs de poissons et pratique l'alevinage du lac, enregistre 17 375 pêcheurs en 1983, puis environ 20 000 en 1996. Le lac Chūzenji, riche de plusieurs espèces de truites, devient « la terre sacrée de la pêche à la truite. », Début 2012, un taux de césium radioactif anormalement élevé est détecté dans la chair de poissons prélevés dans la rivière Yu et le lac Chūzenji ; la chaîne alimentaire du plan d'eau subit les conséquences de l'accident nucléaire de Fukushima survenu le 11 mars 2011,,. Au mois de mai de la même année, les truites et les saumons du lac étant déclarés impropres à la consommation par le gouvernement, l'association coopérative des pêcheurs impose la pratique du no-kill ou « catch and release » ; seuls les éperlans capturés, tels que le wakasagi, peuvent être emportés et consommés,,. Le nombre de permis de pêche délivrés, qui atteignait 25 000 dans les années 2000, chute à environ 5 000 en 2012. Il remonte cependant les années suivantes, et se stabilise autour de 15 000 en 2015. L'année suivante, 15 151 adeptes de la pêche sportive capturent environ 34 000 truites dans le lac.
|                                                                      | Honmasu    | Truite grise | Truite de lac | Truite arc-en-ciel | Nombre de pêcheurs |
| -------------------------------------------------------------------- | ---------- | ------------ | ------------- | ------------------ | ------------------ |
| Pêche à l'appât                                                      | 783 (127)  | 5 792 (588)  | 1 955 (294)   | 608 (118)          | 7 252              |
| Pêche à la mouche                                                    | 2 432 (56) | 2 924 (365)  | 2 676 (87)    | 1 656 (270)        | 6 293              |
| Pêche à la traîne                                                    | 12 360     | 1 993        | 538           | 179                | 1 606              |
| Total                                                                | 15 575     | 10 709       | 5 169         | 2 443              | 15 151             |
| * Entre parenthèses, le nombre de prises réalisées depuis un bateau. |            |              |               |                    |                    |

La désaffection des pêcheurs pour la pêche au lac Chūzenji s'étend aussi au wakasagi, bien qu'officiellement annoncé consommable par la préfecture de Tochigi en 2012. Le nombre de pêcheurs de cet éperlan autochtone des lacs du Japon, dont la taille ne dépasse pas 20 cm, a augmenté de 500 en 2003 à 4 100 en 2006. Il tombe sous les 2000 en 2012. Durant la saison halieutique 2014, 2 114 pêcheurs de wakasagi et 486 167 prises sont enregistrés. En avril 2017, l'interdiction de consommer les poissons du lac est partiellement levée : le saumon nerka est de nouveau autorisé à la consommation,,. Le bulletin de suivi de la radioactivité des produits issus de l'agriculture et de la pêche, publié, sur son site internet, par la préfecture de Tochigi, annonce, en août 2017, que la situation est aussi revenue à la normale pour la truite arc-en-ciel.

### Nautisme
Tout comme les stations de vacances estivales et l'alpinisme, la pratique du nautisme à la voile est introduite au Japon par des Occidentaux durant l'ère Meiji. Dans les années 1860, les premiers voiliers de type européen font leur apparition dans le port de Nagasaki, sur l'île de Kyūshū. Par la suite, le nautisme se développe dans tout le pays. À Nikkō, à partir de 1906, des diplomates étrangers, qui possèdent des villas d'été au bord du lac Chūzenji, créent des clubs de voile et organisent des compétitions. En avril 1925, une entreprise locale inaugure un service de navigation de plaisance sur le lac. L'activité de loisir est reprise en 2001 par le conglomérat industriel Tōbu. De mi-avril à fin novembre, partant d'un embarcadère situé près de la route nationale 120, à environ 350 m de la pointe est de la rive nord du lac, les bateaux de croisière lacustre de la Tōbu sillonnent la surface du lac, et font des escales régulières sur les plages Uta, Senju et Shōbu,. En 2015, environ 160 000 passagers ont embarqué pour une excursion de quelques minutes à près d'une heure, notamment pour admirer les cerisiers en fleurs au printemps, et, en fin de saison, les alentours boisés du lac parés des couleurs de l'automne,,.
Sur le lac Chūzenji, le tourisme nautique s'étend aussi à la pratique du canoë-kayak, et à la location de bateaux à moteur, de voiliers, ou de bateaux à pédales appelés « swan boats » du fait de leur structure métallique en forme de cygne,. En 1921, afin de rendre grâce au lac pour ses bienfaits et assurer une protection divine à la navigation lacustre, le culte de Suijin, divinité shintō de l'eau, est introduit au Futarasan Chūgūshi, et une course de bateaux est organisée. Cette dernière est annulée au bout de quelques années, puis relancée en 2007, en lien avec les célébrations rituelles du sanctuaire Futarasan honorant Suijin (« Suijin matsuri ») et le souvenir des régates de l'ère Taishō (1912 - 1926). La première édition de la compétition nautique a lieu le 5 septembre 2007 ; des « swan boats » sont alignés sur la ligne de départ,,. Depuis, chaque année, le 5 septembre, la compétition rassemble 200 participants et une centaine d'embarcations,.

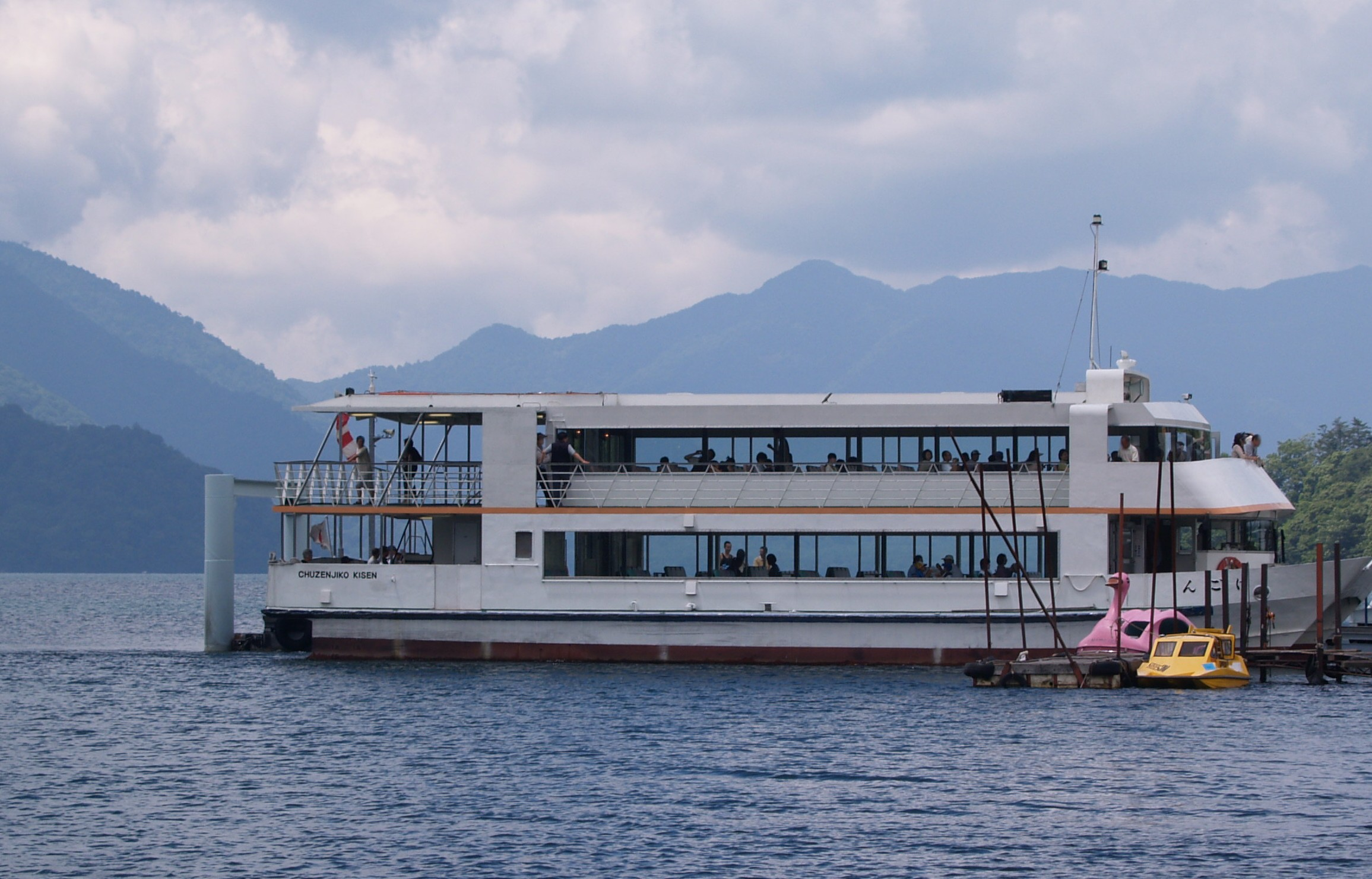
Bateau de croisière sur le lac Chūzenji.
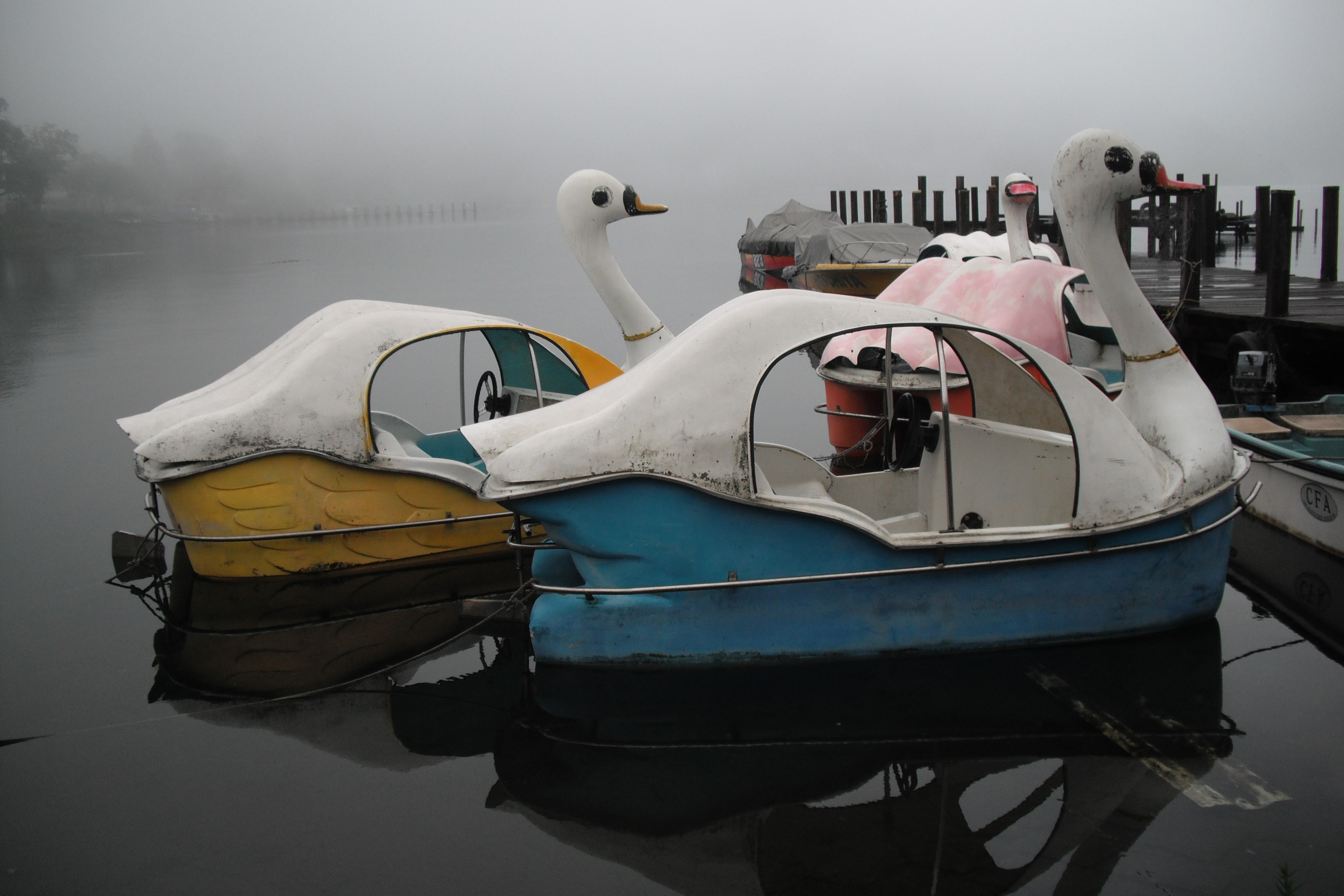
« Swan boats » sur le lac Chūzenji.
- Course de « swan boats » sur le lac Chūzenji (2015).

### Thermalisme

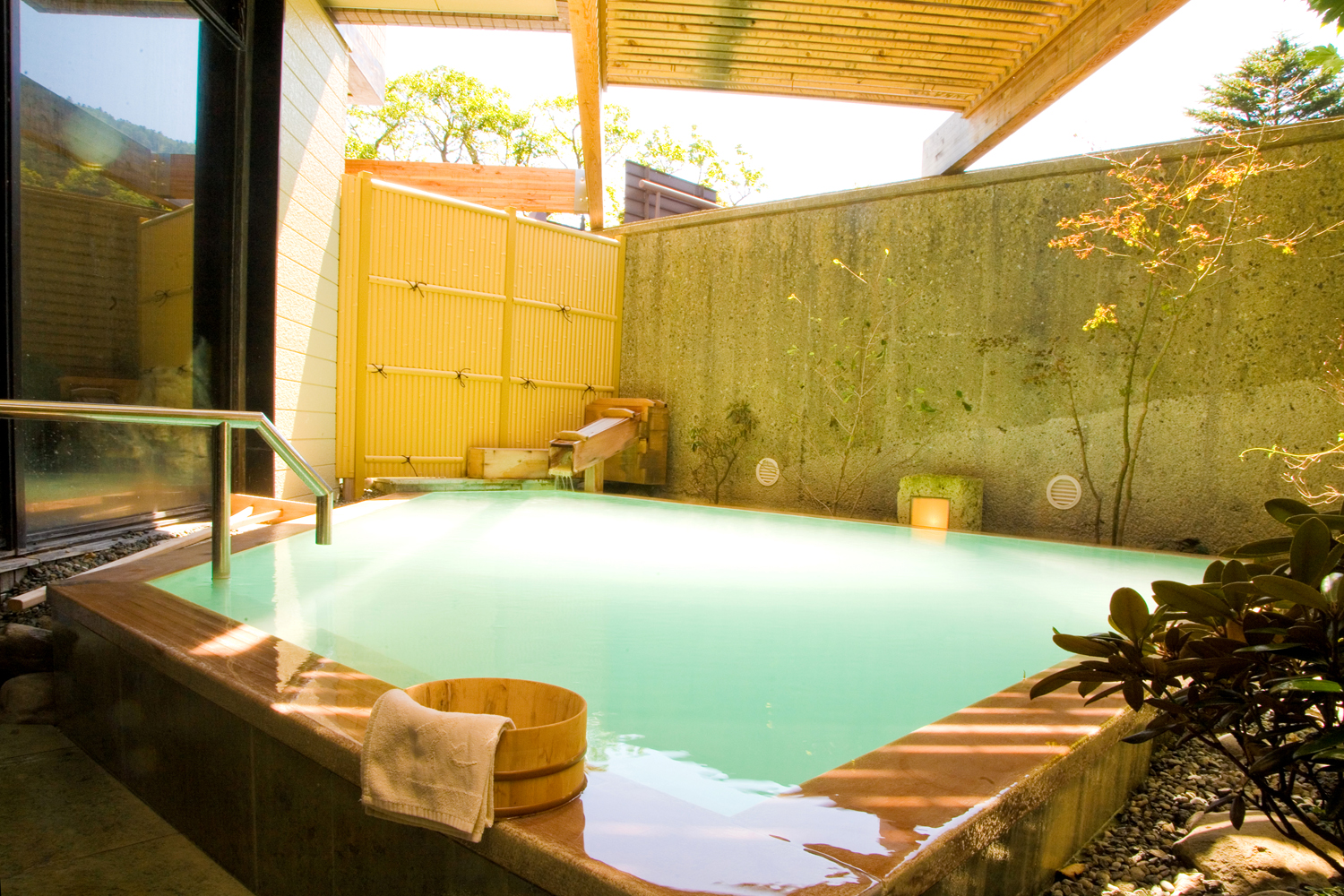
Rotenburo : bain extérieur d'un onsen près de la pointe nord-est du lac Chūzenji.

Les stations thermales du lac Chūzenji, toutes situées au pied du mont Nantai, au nord-est du lac, exploitent des sources chaudes d'origine volcanique. D'une température proche de 80 °C à son point d'origine, l'eau chargée en soufre, reconnue bénéfique dans le traitement de nombreuses affections de la peau, est transportée sur une distance d'environ 12 km depuis les sources d'Yumoto près du lac Yu jusqu'aux onsen à travers des canalisations souterraines,.
Le quartier des onsen du lac Chūzenji a commencé son développement touristique en 1951, lorsque des travaux de voirie ont été réalisés pour l'ouverture de la route nationale 120, qui passe le long de la rive nord-est du lac, et l'acheminement d'eau des sources d'Yumoto.

### Festival d'été
Chaque année, du 31 juillet au 8 août, se tient, au bord du lac Chūzenji et dans l'enceinte du sanctuaire Futarasan Chūgūshi, un festival traditionnel plus que millénaire : Nantaisan Tohai-sai (男体山登拝祭, litt. « rituel d'ascension du mont Nantai »). Si l'ascension nocturne du volcan Nantai demeure l'attraction principale du festival, bien d'autres activités festives sont proposées aux visiteurs.

#### Futarasan matsuri
Dès le premier jour du Futarasan Chūgūshi matsuri, des yatai, stands ambulants proposant des mets typiques de la cuisine japonaise (yakitori, takoyaki, kakigōri, etc.) ou des jeux pour enfants comme kingyo-sukui, s'accumulent autour du sanctuaire et au bord du lac. Des cérémonies religieuses sont organisées, et une procession de jeunes gens portant un mikoshi à tour de rôle défile dans l'enceinte et aux abords du lieu saint. À la nuit tombée, une foule se rassemble pour s'adonner à une danse collective appelée miyama odori, une variante locale de bon odori, danse traditionnelle japonaise en l'honneur des morts. Plus tard dans la soirée, un feu d'artifice, dont les éclats lumineux se reflètent dans les eaux du lac, est tiré le long du rivage,

#### Ascension de nuit du mont Nantai
Chaque soir, après minuit, a lieu une ascension de nuit du mont Nantai conduite par des prêtres shintō et des yamabushi,. Ce dernier événement du festival se perpétue depuis la fin du VIIIe siècle. De nuit, sur le sentier du versant sud qui mène tout en haut du volcan, éclairé par endroits par des torches ou des lanternes, des centaines de simples grimpeurs et de pèlerins munis de lampes torches se pressent ; il s'agit d'arriver au sommet avant l'aurore pour pouvoir prononcer quelques vœux au moment où le soleil se lève au-dessus de l'horizon et rejoint la lune dans le ciel matinal. Chaque jour que dure le festival, dans l'enceinte du sanctuaire, le départ de l'ascension est donné à minuit au son des taiko et des horagai,.

#### Concours de tir à l'arc

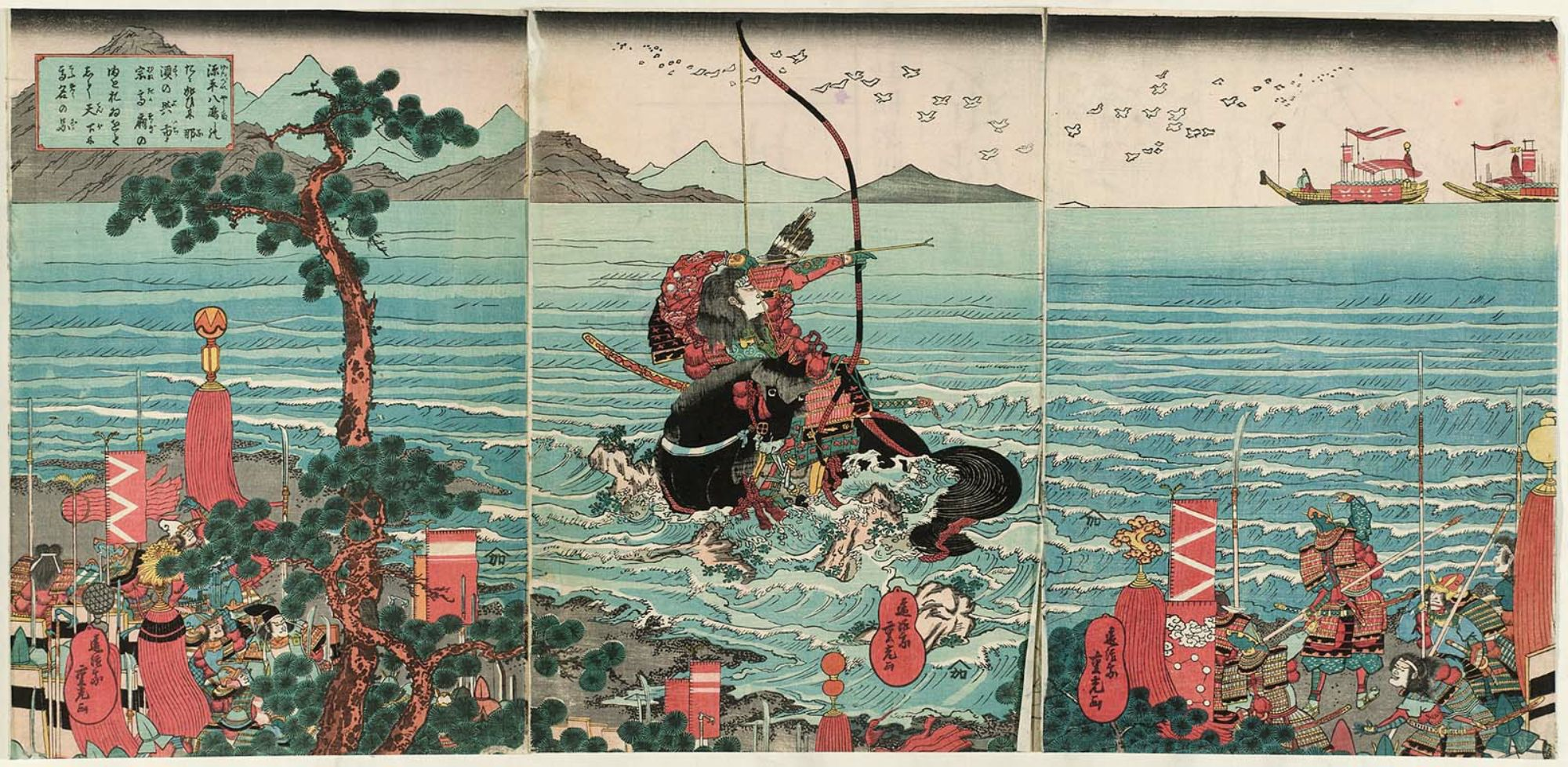
Nasu no Yoichi, à la bataille de Yashima (Enrōsai Shigemitsu, milieu du XIXe siècle).

Selon « Le Dit des Heike », une épopée du Japon médiéval narrant la lutte pour le pouvoir de deux clans rivaux : les Genji et les Heike, à la bataille navale de Yashima en 1185, un archer de la province de Shimotsuke, Nasu no Yoichi relève victorieusement un défi. D'une seule flèche, le samouraï, qui s'est avancé dans la mer aux ordres de son chef Minamoto no Yoshitsune, atteint au loin le centre d'un éventail attaché au mât d'une embarcation dans laquelle se tient debout une dame au service des Heike. Cet exploit fonde la légende du modeste guerrier du clan Genji, et les débris de la cible mouvante qui disparaissent dans les flots marins annoncent la chute de la famille Heike et la fin de l'époque de Heian (794 – 1185),.
Chaque 4 août, sur la rive nord-est du lac Chūzenji, pas moins de 1 100 pratiquants de kyūdō, forme traditionnelle japonaise du tir à l'arc, font revivre, devant des centaines de spectateurs, la prouesse martiale de Nasu no Yoichi. Depuis 1962, au cours d'une compétition d'envergure nationale se déroulant sur plusieurs heures : ōgi no mato kyūdō taikai, des archers de tout âge, certains en costume d'époque, rivalisent d'adresse pour percer d'une flèche des éventails montés sur des mâts répartis sur quelques barques, à une dizaine de mètres du rivage,,.
Après la compétition, à la nuit tombée, un hommage aux morts, récents ou plus anciens, et rendu au cours d'une cérémonie traditionnelle : tōrō nagashi. Sur la rive nord du lac, devant le sanctuaire Futarasan Chūgūshi, des dizaines de lanternes en papier sont abandonnées au courant lacustre.

## Protection de l'environnement et des personnes

### Contrôle de la pollution environnementale
Dans les années 1950 et 1960, les gouvernements qui se succèdent à la tête du Japon privilégient l'expansion économique comme priorité nationale, sans se soucier de son impact sur l'environnement. L'industrialisation du pays s'accompagne alors d'une multiplication des phénomènes de pollution et de catastrophes sanitaires. En 1967, sous la pression de citoyens, la Diète adopte la « loi de base pour le contrôle de la pollution environnementale », qui jette les bases légales d'une politique nationale de préservation de l'environnement. Quatre ans plus tard, l'agence de l'environnement du Japon est créée,. Dès 1972, sous l'impulsion de celle-ci, le préfecture de Tochigi rend publiques, chaque année, des mesures de qualité de l'eau qu'elle effectue sur toute l'étendue de son territoire, en particulier dans le lac Chūzenji et dans son bassin versant.

### Poussées d'eutrophisation
En 1976, une prolifération anormale de phytoplancton détectée dans le lac Yu contraint la préfecture à augmenter le nombre de contrôles de qualité des eaux lacustres. Le développement des infrastructures touristiques dans les années 1970, notamment les onsen près du lac Yu, entraîne une baisse de la qualité de l'eau du lac Chūzenji. À partir de juin 1981, une marée rouge stimulée par des rejets anthropiques se répand chaque année sur la surface lacustre ; à Nikkō, dans les habitations du quartier Chūgūshi en particulier, des mauvaises odeurs émanent de l'eau du robinet,. À l'automne 1983, le lac, de statut oligotrophe,, présente des signes d'une eutrophisation accrue : de grandes quantités de fleurs d'eau s'accumulent en surface. Les années suivantes, conformément à une loi promulguée en 1984 et concernant des mesures spéciales visant à la préservation de la qualité de l'eau des lacs, des mesures de gestion et de restauration du milieu lacustre, notamment la réduction des intrants, ont permis de réduire le niveau d'eutrophisation du lac et de rétablir, en 1988, la qualité de son eau,,.

### Qualité de l'eau

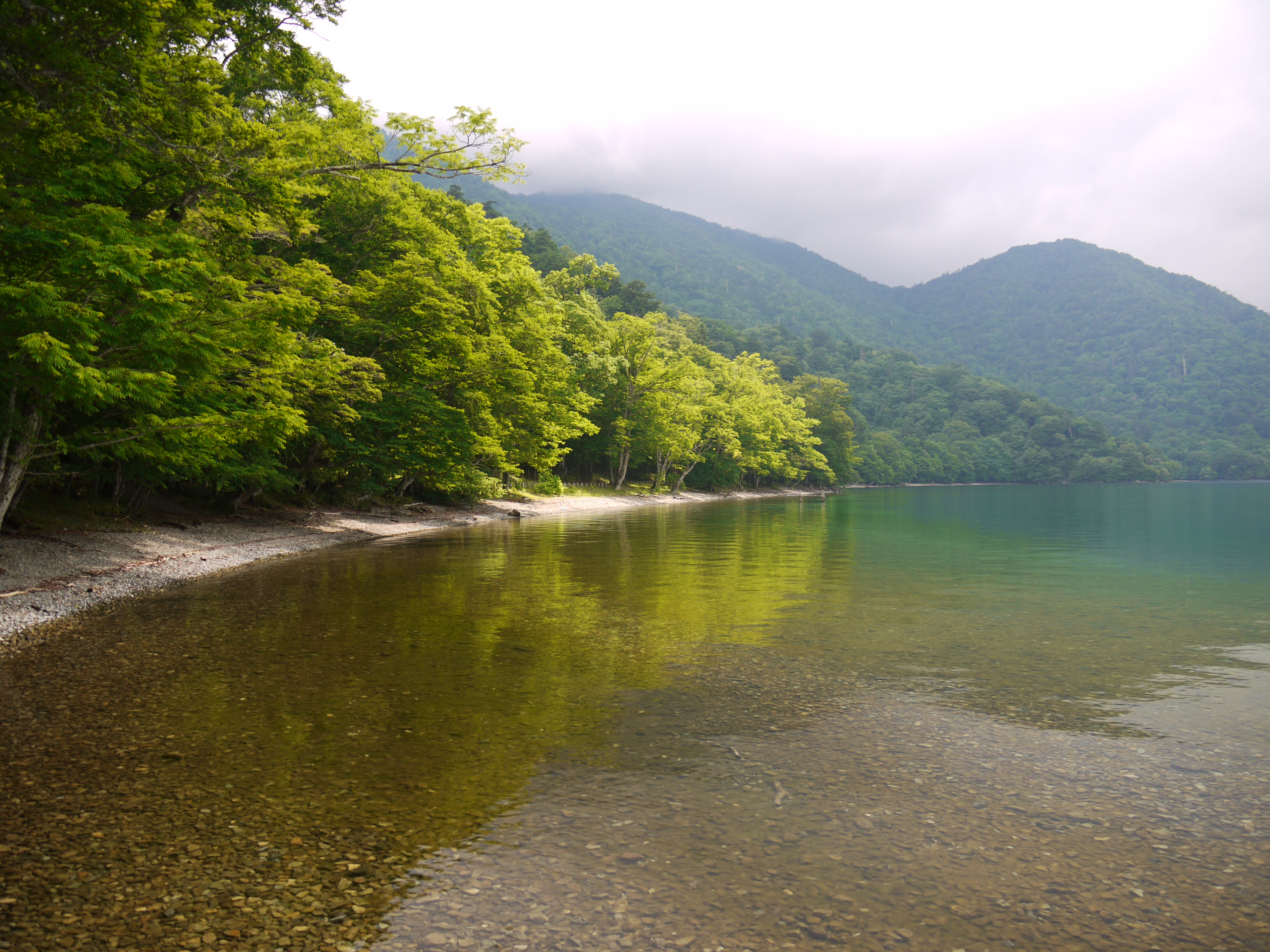
L'eau claire du lac Chūzenji (août 2010).

En 1993, à la suite du sommet de la Terre de Rio de Janeiro, le cadre législatif concernant la protection de l'environnement est redéfini et renforcé avec la promulgation de la « loi de base pour l'environnement (ja) » qui fixe des normes de qualité environnementale,. En 1996, les résultats d'une enquête publiée par l'agence de l'environnement montrent que la qualité de l'eau du lac Chūzenji est conforme aux normes en vigueur à l'échelle nationale. Dans les années 2000 et 2010, la préfecture de Tochigi poursuit ses efforts de maintien de la qualité de l'eau des cours et des étendues d'eau. Selon les normes nationales établies par le ministère de l'Environnement, le lac Chūzenji est un lac de « classe AA » : le captage hydrique en vue d'une production d'eau potable est possible, et la qualité de l'écosystème lacustre est préservée. Le dispositif de biosurveillance préfectoral assure la conservation du statut oligotrophe du lac et son classement comme lac aux eaux favorables au développement de la vie aquatique (« eaux à salmonidés »).
|                                                                   | 1995  | 2000  | 2005  | 2010  | 2015  | Valeur standard (« classe AA ») |
| ----------------------------------------------------------------- | ----- | ----- | ----- | ----- | ----- | ------------------------------- |
| DOC                                                               | 1,2   | 1,9   | 1,8   | 1,2   | 1,5   | < 3,0                           |
| OD                                                                | 9,4   | 9,8   | 9,9   | 9,6   | 9,6   | > 7,5                           |
| MES                                                               | 1,0   | 1,0   | 1,0   | < 1,0 | < 1,0 | < 5,0                           |
| Azote total                                                       | 0,19  | 0,30  | 0,21  | 0,18  | 0,14  | < 0,2                           |
| Phosphore total                                                   | 0,004 | 0,009 | 0,006 | 0,005 | 0,004 | < 0,01                          |
| Transparence (m)                                                  | 9,0   | 7,0   | 9,3   | 9,3   | 8,8   | -                               |
| Les valeurs indiquées sont en mg/l, excepté pour la transparence. |       |       |       |       |       |                                 |

En outre, la construction du barrage Chūzenji en aval des chutes de Kegon, à la fin des années 1950, et sa rénovation dans les années 1990, ont apporté aux autorités locales un instrument décisif dans la préservation de l'écosystème lentique.

### Contamination radioactive

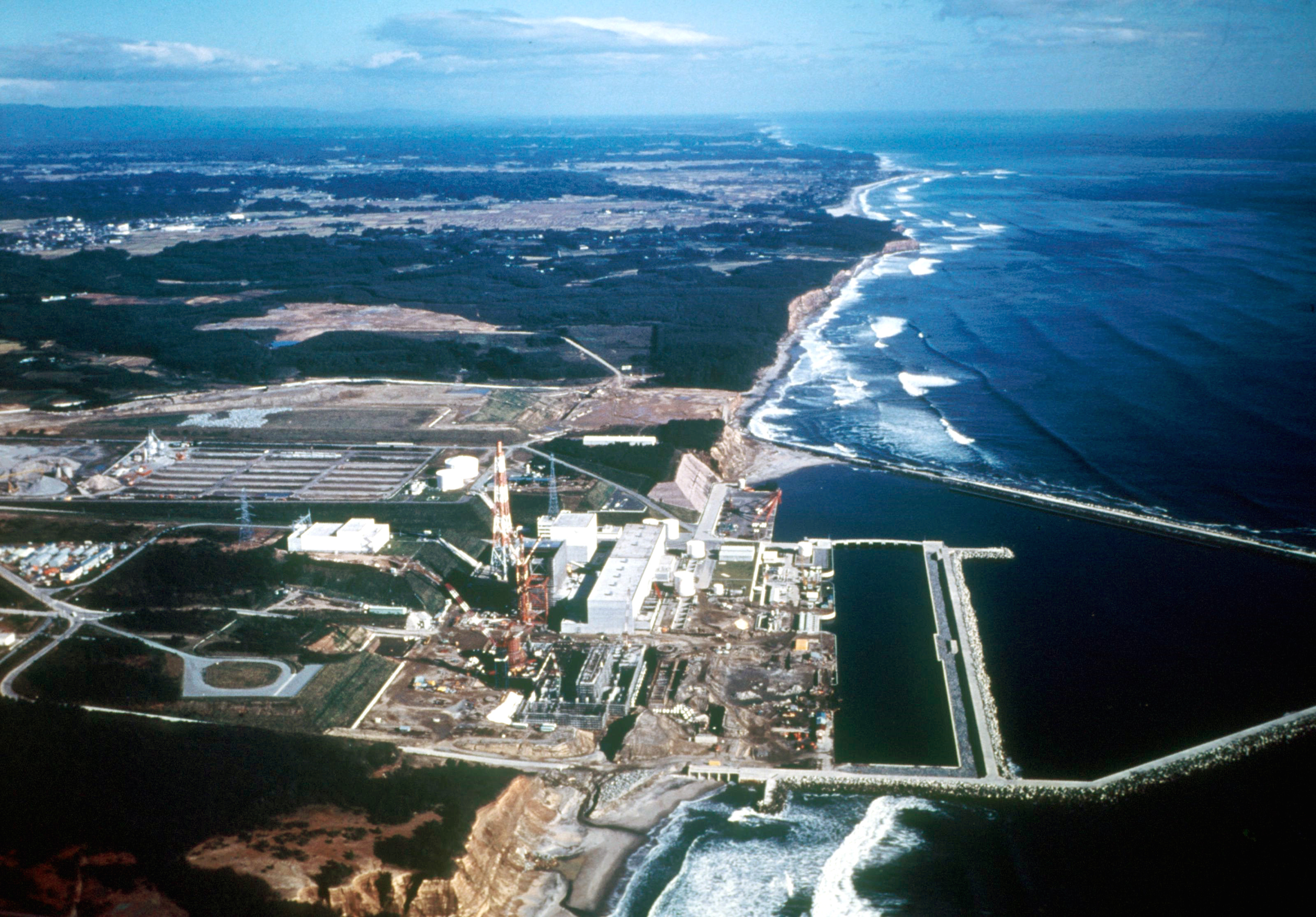
Centrale nucléaire de Fukushima I (1971).

L'accident nucléaire de Fukushima (mars 2011) a eu des répercussions non négligeables à Oku-Nikkō, dans le nord-ouest de la préfecture de Tochigi, environ 160 km au sud-ouest de la centrale nucléaire de Fukushima Daiichi. La contamination radioactive environnementale — par voie atmosphérique — du bassin d'alimentation du lac Chūzenji est observée dès la mi-mars. Si, dans la masse d'eau lacustre, la végétation et le sol littoraux du lac et du delta de la rivière Yu, le niveau de radioactivité n'excède pas les limites définies par le gouvernement japonais, le réseau trophique est durablement contaminé, principalement du fait de la fixation du césium radioactif dans les sédiments au fond du lac, et la pollution de la biomasse planctonique,,. À partir de 2012, les poissons du haut de la chaîne alimentaire du milieu lentique (les salmonidés), les plus recherchés par les pêcheurs, sont placés sur la liste préfectorale des aliments impropres à la consommation ; seule leur capture reste autorisée pendant la saison de pêche,,. Les technologies disponibles pour l'assainissement des sols et des eaux risquant d'endommager l'écosystème lacustre, le gouvernement opte pour un rétablissement naturel de l'environnement contaminé. En avril 2017, l'interdiction de consommer les poissons du lac est partiellement levée,.

### Sécurité des personnes
Fin juin 1970, un arrêté portant sur la sécurité nautique du lac Chūzenji est promulgué par la préfecture de Tochigi. Révisé en mai 1992, il énonce, en 18 articles, une réglementation qui vise à garantir la sécurité des personnes dans et autour du lac. En particulier, la commission préfectorale de sécurité publique est désignée pour réaliser le zonage de la baignade et des activités nautiques. Couramment décrit autrefois comme lieu de baignade,, le lac, dont les eaux sont considérées comme trop froides,, est régulièrement interdit à la baignade, sauf dans des zones limitées et pour une période bien définie et signalée,. De même, la navigation lacustre, en particulier motorisée, est strictement encadrée et restreinte, comme la pêche, à la partie est de l'étendue lacustre pour la plupart des bateaux,.

## Autour du lac
Le littoral du lac Chūzenji est peu façonné par la main de l'homme. Les habitations sont concentrées dans la partie est de la rive nord : le quartier Chūgūshi de Nikkō. 1 656 personnes (438 foyers) résidaient de manière permanente dans le bassin du lac en 1968, moins de 1 000 (354 foyers) en 1995. Des édifices religieux anciens et des espaces verts plus récents sont les traces de plus de mille ans d'histoire, des usages passés et des traditions toujours vivaces. Les commodités hôtelières, la route nationale 120, le barrage Chūzenji et les ports du Levant et du Couchant sont les centres de l'activité économique quotidienne.

### Temples et sanctuaires

#### Futarasan Chūgūshi
Dans le quartier Sannai du centre-ville de Nikkō, le sanctuaire Futarasan, fondé en 767 par Shōdō Shōnin, forme avec le Nikkō Tōshō-gū et le temple Rinnō voisins, le site des sanctuaires et temples de Nikkō, inscrit en 1999 sur la liste du patrimoine de l'humanité établie par l'UNESCO. Le quartier est lui-même classé, depuis 1998, site historique national. Il comprend, comme sanctuaire intermédiaire, le Futarasan Chūgūshi dont le torii d'entrée enjambe la route nationale 120 sur la rive nord du lac Chūzenji. Ce lieu de culte shintō n'était autrefois qu'une partie d'un temple bouddhique.

#### Chūzen-ji
Sur la rive est du lac, se tient, depuis 1913, le Chūzen-ji, le temple créé par le moine Shōdō après sa découverte du lac. Il est aussi connu sous le nom de « Tachiki Kannon-ji », du nom de la statue en bois de Senju Kannon datant du IXe siècle qu'il abrite dans son bâtiment principal,.

#### Senjudō
En 784, dans la partie sud de la plage Senju, le moine Shōdō érige un petit bâtiment de culte dédié à senju Kannon, la déesse bouddhique de la compassion dotée de mille bras dont il a aperçu une image dorée émergeant des eaux du lac. Dans les années 1960, le senjudō devenu une ruine, après avoir été retapé à plusieurs reprises, est remplacé par une stèle commémorative. Le lieu de culte est reconstruit en 2016, à l'occasion des 1 250 ans de la fondation du temple Rinnō. Ce butsu-dō, bâtiment bouddhique en bois, au toit en forme de pyramide à base carrée, abrite une statue de senju Kannon — une réplique miniature de l'originale conservée au temple Chūzen —, et a été inauguré le 12 mai 2017 par des moines du temple Rinnō. Un plus petit édifice en bois renfermant une statuette de Fudō Myōō, divinité bouddhique protectrice des fidèles, a aussi été construit,,,. La statue de Senju Kannon est exceptionnellement exposée au public, chaque année le 4 août, lors du pèlerinage lacustre effectué en hommage à Shōdō Shōnin,,.

### Édifices anciens, parcs et jardins
Les villas d'été d'ambassades, qui signalent la présence d'Occidentaux durant les ères Meiji et Taishō, sont transformées, au début du XXIe siècle, en musées et en parcs. D'autres bâtiments moins officiels sont aussi préservés.

#### Jardin Nishi rokuban

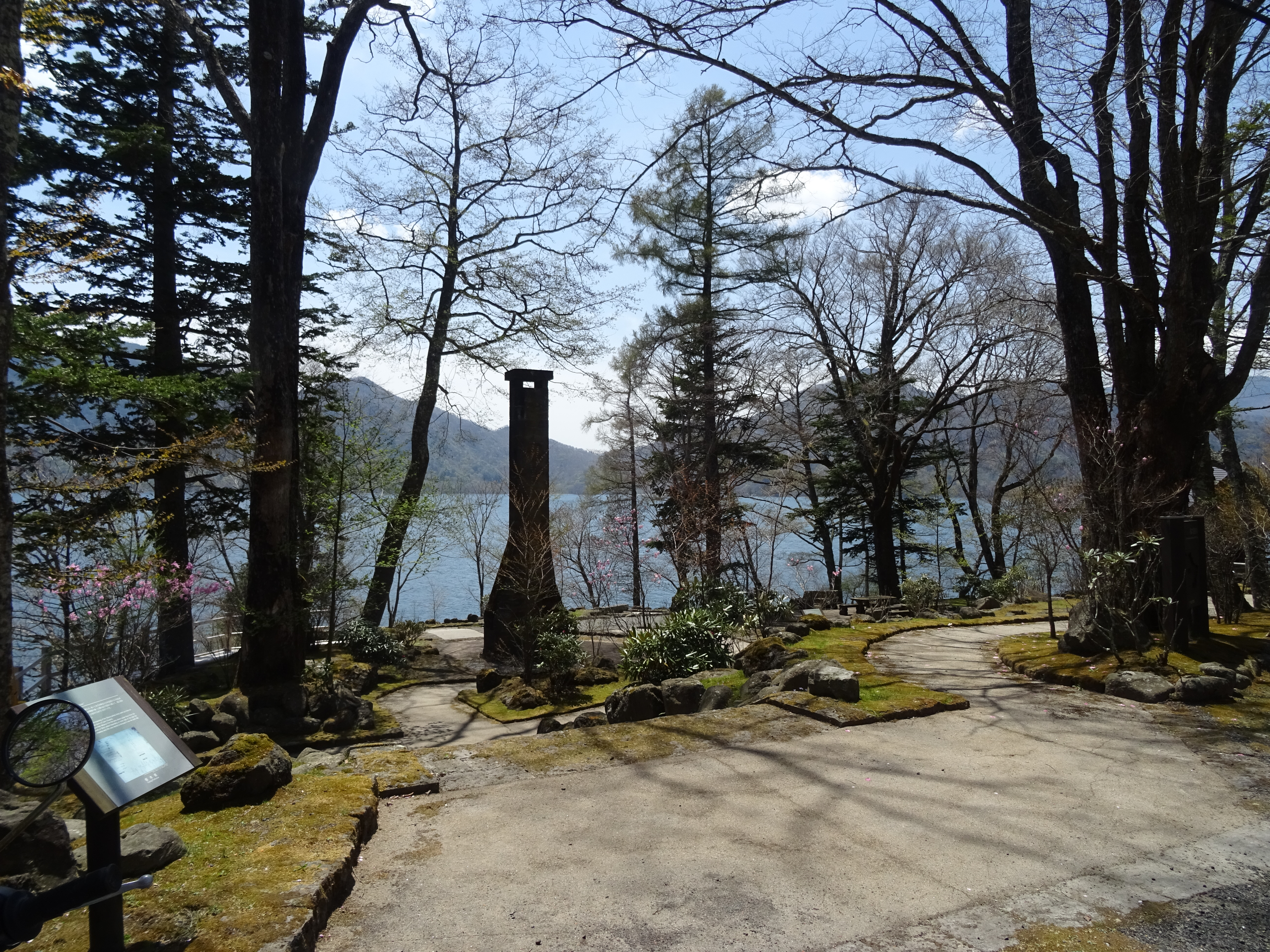
Le jardin Nishi rokuban.

En 1893, Thomas Blake Glover, marchand écossais et pêcheur à ses heures, fait construire une résidence d'été au Grand cap,, sur la rive nord du lac Chūzenji. Dans les années 1920, la propriété change de mains. Pour le compte du fondateur du Tokyo angling and country club, elle est transformée en un club-house par l'architecte tchèque Antonín Reimann, et devient rapidement un lieu de rendez-vous de personnalités étrangères et de membres la famille impériale. En 1940, un incendie ne laisse que la cheminée. Au cours de l'année 2000, l'endroit est aménagé en un jardin public : le jardin Nishi rokuban, dont le symbole est une cheminée en pierre noircie par le feu,.

#### Boathousedu front de lac
En 1927, une annexe de l'hôtel Nikkō Kanaya : l'hôtel Nikkō Kankō (devenu plus tard l'hôtel Chūzenji Kanaya), étend son périmètre d'activités en faisant construire sur la rive nord du lac Chūzenji, au bord de l'anse Kanaya, une dépendance hôtelière destinée à attirer une clientèle étrangère. Durant la période d'occupation du Japon (1945 - 1952), des troupes militaires américaines sont stationnées à Utsunomiya, capitale de la préfecture de Tochigi, une ville militarisée par l'armée impériale japonaise et partiellement détruite par des raids aériens menés, en 1945, par les forces armées américaines,,. La propriété de l'hôtel Kanaya est réquisitionnée, puis transformée en un hangar à bateaux : le Kanaya boathouse ou le boathouse du front du lac Chūzenji,,. Bâti sur le modèle d'un bâtiment typique d'une station balnéaire américaine, celui-ci devient un centre de loisirs fréquenté par des soldats américains. Après le départ des troupes américaines, le lieu est converti en un restaurant dont le service se maintient jusqu'en 1996,. En 2002, le bâtiment, qui comprend deux étages, est rouvert au public, après une rénovation par la préfecture de Tochigi. Il est aménagé en musée dans lequel sont exposés des bateaux ayant appartenu aux ambassades d'Angleterre et de Belgique, et des poissons naturalisés du lac Chūzenji,.
À l'extrémité est de l'anse Kanaya, s'étend le jardin Nishi jūsanban. Au bord du lac Chūzenji, ce petit coin de nature arboré a été conçu sur le terrain d'une ancienne villa ayant appartenu à un diplomate finlandais.

### Institutions culturelles

#### Musée des sciences naturelles de Nikkō

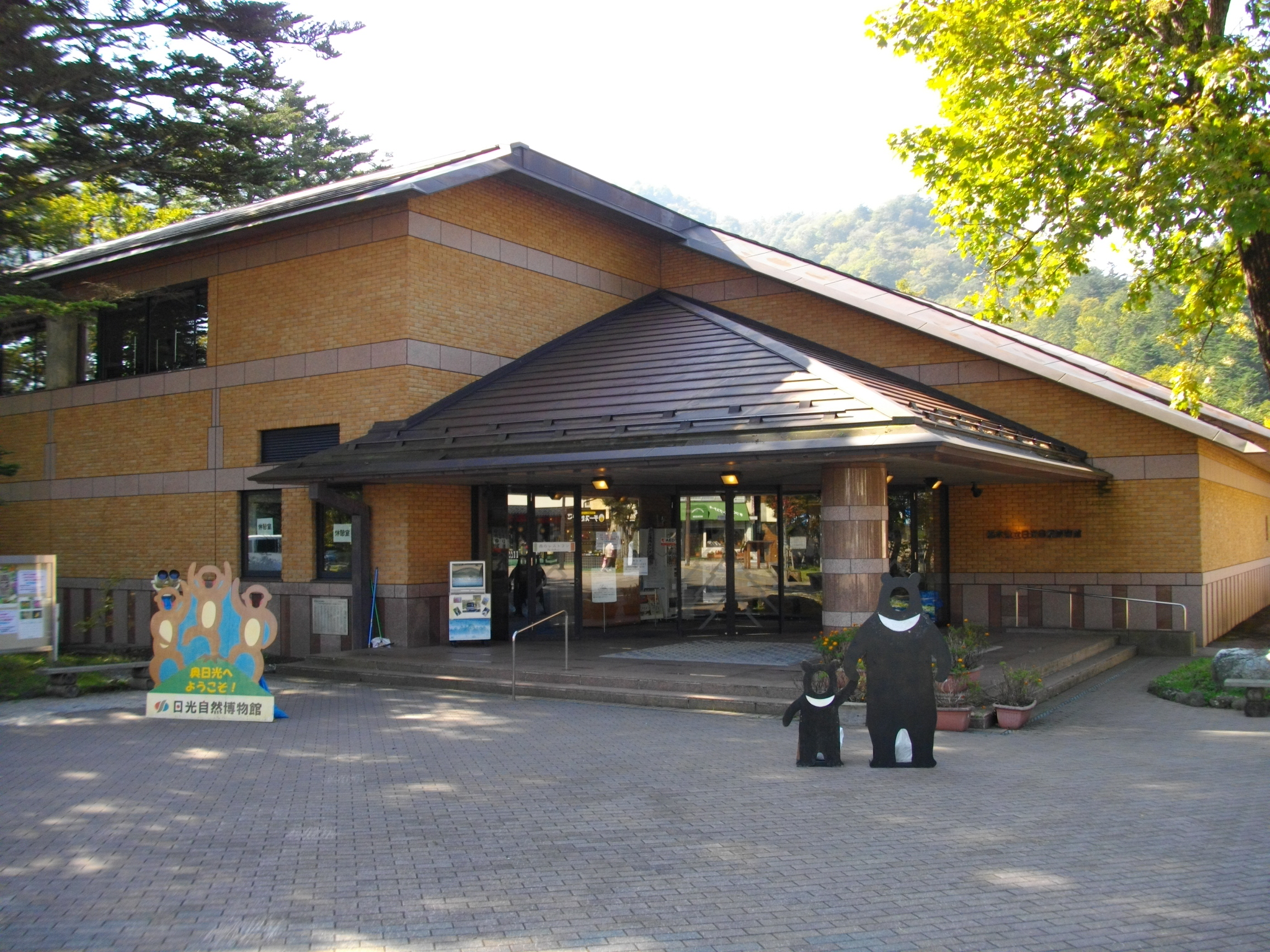
Le musée préfectoral des sciences naturelles de Nikkō.

Environ 300 m à l'est du pont Ōjiri, qui enjambe les premiers mètres de la rivière du même nom, se tient le musée préfectoral des sciences naturelles de Nikkō. Établi en 1991, ce musée propose, sur deux étages, des expositions qui mettent en valeur la richesse floristique et faunistique d'Oku-Nikkō, et retracent l'histoire de la ville de Nikkō, de sa fondation au IXe siècle jusqu'au début du XXe siècle. Il dispense, de plus, en toutes saisons, des informations touristiques sur les excursions possibles et les événements culturels dans les environs, notamment autour du lac Chūzenji,.

#### Parc d'observation des poissons et de la forêt
En 1947, le gouvernement japonais acquiert la propriété légale des biens fonciers détenus, dans la région d'Oku-Nikkō, par la maison impériale du Japon. Le bassin du lac Chūzenji passe sous la tutelle administrative du ministère de l'Agriculture et des Forêts. Deux ans plus tard, l'ancienne écloserie piscicole impériale, installée près de la plage Shōbu, devient une ferme piscicole de l'agence de la Pêche. En 1964, un centre de recherche de cette dernière : l'institut national de recherche halieutique, reprend la gestion de l'activité aquacole de la ferme, et lance un programme de recherche sur l'écologie des poissons d'eau douce du bassin du lac. En 2001, non loin de la rive gauche de la rivière Yu, sur une partie du terrain de l'annexe de l'institut établie à Nikkō, le parc d'observation des poissons et de la forêt est ouvert au public. Il est complété, en 2006, par la création d'un centre d'information sur les poissons, une structure muséale à vocation pédagogique dans laquelle sont notamment présentés les résultats les plus récents concernant la recherche halieutique en eau douce,.
L'étendue boisée est un jardin zoologique parsemé de petits étangs dans lesquels sont maintenues en captivité diverses espèces de poissons d'eau douce (des saumons, des truites, des esturgeons, et le très rare huchon du Japon (Parahucho perryi)), d'aquariums et de bassins d'élevage que relient entre eux des canaux alimentés en eau par un affluent de la rivière Yu,. Ouvert annuellement de fin mars à fin novembre, il offre un parcours ludique et éducatif permettant de découvrir de près les poissons du lac Chūzenji dans un espace vert planté de cerisiers, de hêtres du Japon, d'érables, de diverses espèces d'azalées, de coquelicots des forêts du Japon, et de colonies de primevères du Japon.
Chaque année, le 5 juillet, devant une stèle commémorative érigée dans le parc, est rendu aux poissons un hommage silencieux auquel participent non seulement le personnel du parc, mais aussi des membres de l'association coopérative des pêcheurs du lac Chūzenji.

### Plates-formes d'observation

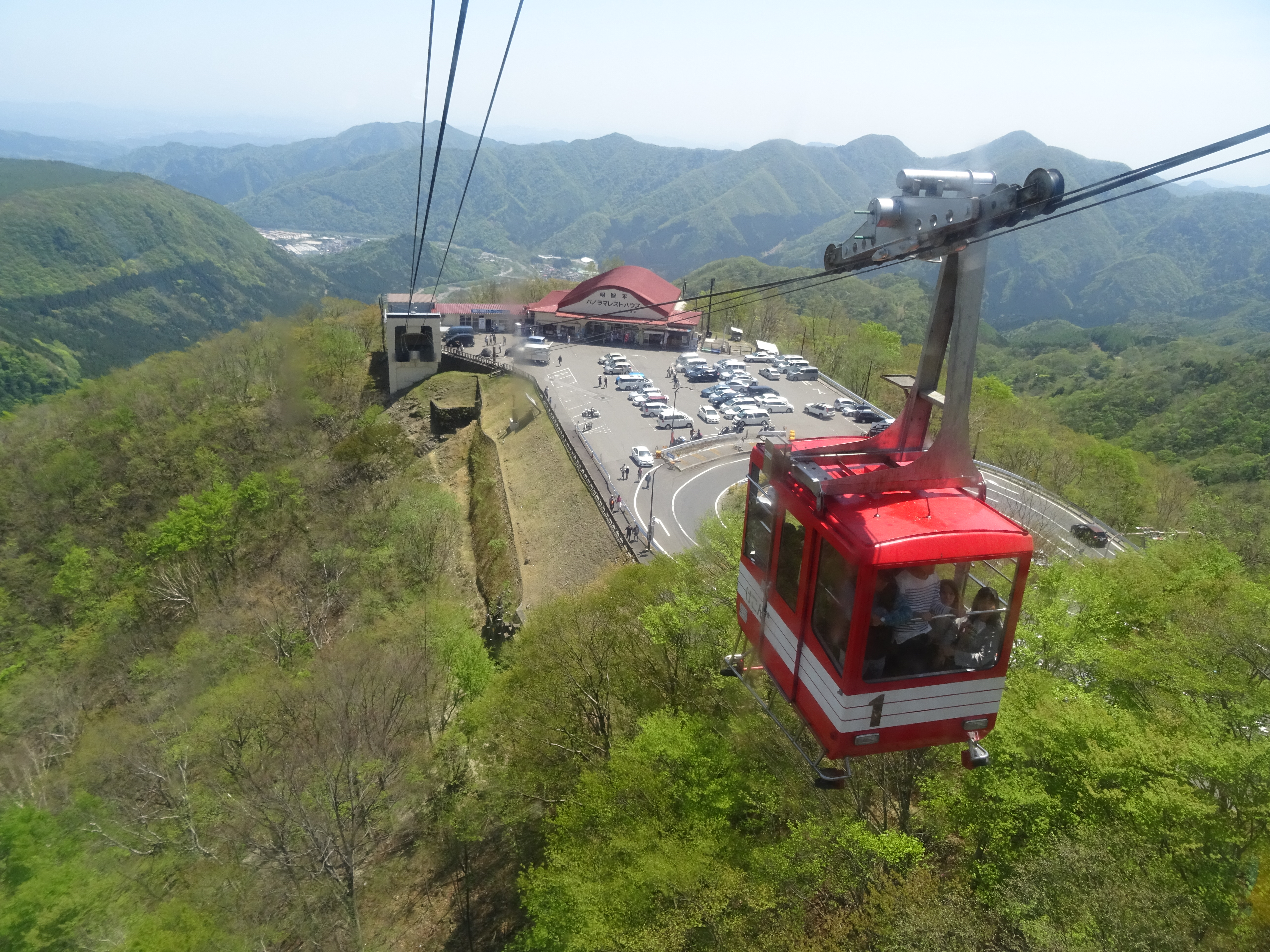
La station de téléphérique Akechidaira.

La route nationale 120, qui mène au lac Chūzenji depuis le centre-ville de Nikkō, passe par Akechidaira. Selon une légende populaire, le toponyme « Akechidaira » a été forgé d'après Akechi Mitsuhide, le nom d'un samouraï devenu, vers la fin du XVIe siècle, un général au service du daimyō Oda Nobunaga. Ce guerrier de l'époque Sengoku ne serait autre que le moine bouddhiste Jigen Daishi ou Tenkai, découvreur du lieu et désireux de laisser une trace de son nom dans l'histoire,. Sur ce haut plateau de montagne, situé, à vol d'oiseau, à environ 2 km de la rive orientale du lac, est installé un téléphérique qui comprend deux stations : Akechidaira, à 1 275 m d'altitude, et Tenbōdai (1 373 m). Cette ligne aérienne, longue de 298 m, a été construite en 1950, en remplacement d'une ancienne installation, datant de 1933 et fermée en 1943,,. Elle a été modernisée en 2001 ; la cabine originale étant désormais exposée au musée Tōbu de Tokyo.

Le volcan Nantai, les chutes de Kegon et le lac Chūzenji, vus d'Akechidaira.

La station Tenbōdai s'ouvre sur une plate-forme d'observation qui offre une vue panoramique sur les environs : Nikkō, la vallée de Kegon au fond de laquelle serpente la rivière Daiya, le mont Nantai, les chutes de Kegon et le lac Chūzenji. Au loin, par temps clair, la plaine de Kantō, les mont Akagi, Asama et Fuji sont visibles dans la direction du Sud.
De la terrasse panoramique, un sentier de terre progresse dans les hauteurs montagneuses de la rive est du lac, et mène au sommet du mont Hangetsu, en passant par un autre haut plateau : Chanokidaira (1 600 m),. Jusqu'en 2003, une ligne téléphérique : le téléphérique Chūzenji onsen, permettait l'accès à ce dernier en quelques minutes depuis une station aménagée près du musée des sciences naturelles de Nikkō. Près du belvédère qui domine le lac, un jardin botanique abrite de nombreuses espèces de plantes alpines.
Une route préfectorale, ouverte en 1972, donne un accès par voie routière au mont Hangetsu. Débutant au pont Ōjiri, perpendiculairement à la route nationale 120, elle longe la rive nord-est du lac, et le versant est de la montagne. La plate-forme d'observation de la cime du mont Hangetsu offre une large vue sur le lac et l'étendue des monts Nikkō. L'endroit est réputé pour la floraison de ses azalées au printemps et les couleurs de son paysage végétal en automne.

## Dans la culture populaire

### Légende
Il y a très longtemps, selon une ancienne légende, deux divinités shintō : le mont Nantai et le mont Akagi, s'affrontèrent au cœur des monts Nikkō pour la possession du lac Chūzenji. La bataille prit fin sur le sable de la plage Shōbu ; et la victoire finale du mont Nantai fut célébrée sur la plage Uta,,.

### Symbolisme religieux

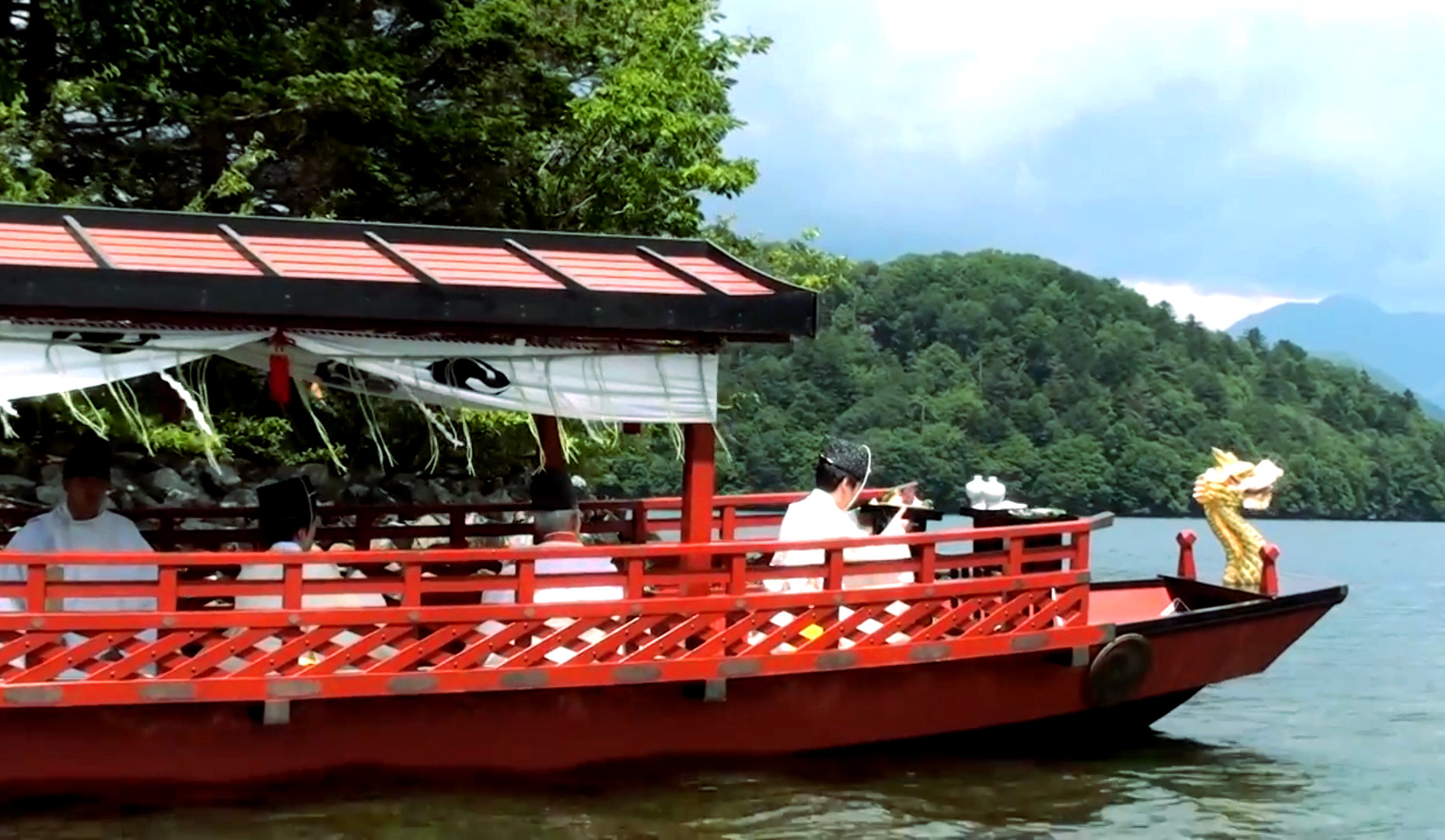
Offrandes au mont Nantai et au lac Chūzenji au cours de Kojō matsuri (2014).

Le territoire formé par les environs du lac Chūzenji, le cours de la rivière Daiya, les monts Nantai, Tarō, Nyohō, Ōmanago et Komanago est une terre sacrée du shintoïsme, pour qui les montagnes incarnent des divinités, et du bouddhisme qui trouve là une incarnation de la Terre pure de Kannon depuis le pèlerinage du moine Shōdō Shōnin, au VIIIe siècle, dans le nord-ouest de la province de Shimotsuke,. Une légende locale raconte que, lors de son exploration du lac à bord d'un bateau, le moine Shōdō fut accueilli par une nymphe céleste émergeant de l'eau.
Au XXIe siècle, le lac Chūzenji reste un lieu de mémoire des spiritualités shintoïste et bouddhique, notamment du fait de la présence tutélaire du Futarasan Chūgūshi — le sanctuaire détient officiellement le titre de propriété du mont Nantai et des chutes de Kegon, et organise toutes les fêtes traditionnelles autour du lac —, et la préservation en divers endroits de nombreux vestiges rappelant les fondements religieux de l'histoire de la région. En particulier, la statue en bois de senju Kannon, conservée au temple Chūzen, sur la rive Est du lac, fait allusion à la légende rapportant qu'un jour le fondateur de la cité de Nikkō vit la déesse bouddhique s'élever au-dessus de la surface du lac.

### Fait divers passionnel
Bien moins réputé, comme lieu de suicide, que les chutes de Kegon, le lac Chūzenji prend toute sa place dans le décor de quelques faits divers tragiques. En juin 1925, par exemple, Shuntarō Kitasato, un homme marié de 31 ans, tente de se noyer dans les eaux du lac, avec son amante : Yazaki Natsu, une geisha. La femme meurt noyée, alors que l'homme est sauvé par un pêcheur,. Le double suicide manqué s'installe rapidement à la une des journaux, et devient une affaire d'État, le mari adultère n'étant autre que le fils aîné de Kitasato Shibasaburō, codécouvreur de l'agent infectieux de la peste bubonique, membre de la Chambre des pairs du Japon depuis 1917 et de la noblesse japonaise depuis 1924. L'opprobre s'abat sur la famille Kitasato ; le fils, déclaré indigne de son rang social par la presse et menace pour la moralité de la nation par la Chambre des pairs, doit divorcer, puis s'exiler,.

### Dans les arts

#### Représentations artistiques

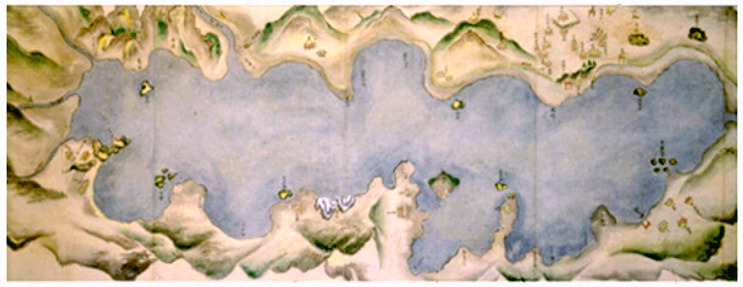
Détail d'un rouleau du Nikkōzan engi emaki (XVIIIe siècle).

Le lac Chūzenji est représenté de manière réaliste dans un des rouleaux du Nikkōzan engi emaki conservé au temple Rinnō. Cet ensemble de rouleaux peints, datant du XVIIIe siècle (milieu de la période d'Edo), retrace la fondation de la cité de Nikkō, et les personnalités et légendes qui s'y attachent,. En outre, du fait de son statut de lieu saint du bouddhisme et du shintoïsme, et de sa proximité avec le mont Nantai, au profil montagneux symétrique, à l'image du mont Fuji, le lac Chūzenji est devenu un paysage d'inspiration pour les artistes, notamment la plage Uta de sa rive est, et les chutes d'eau de la vallée de Kegon. Il apparaît dans de nombreuses représentations picturales comme des estampes ukiyoe (les peintres Hiroshige II, Hasui Kawase et Takahashi Hiroaki, par exemple, ont tous peint la vue du mont Nantai depuis la plage Uta), des cartes postales (photographies de T. Enami, Kusakabe Kimbei, Adolfo Farsari et Adolf de Meyer) et des timbres postaux.

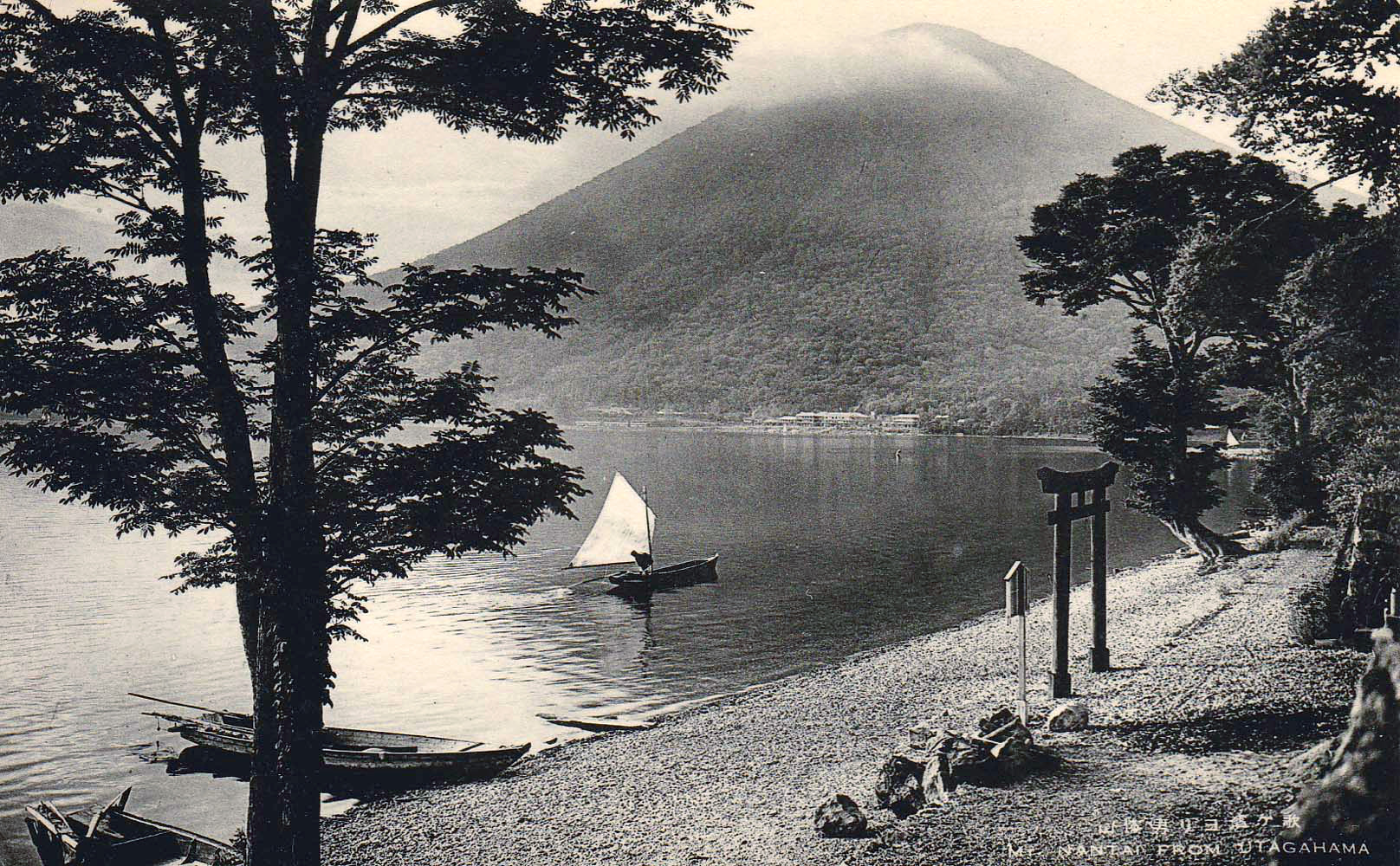
Vue du lac Chūzenji et du mont Nantai depuis Utagahama (anonyme, vers 1930).
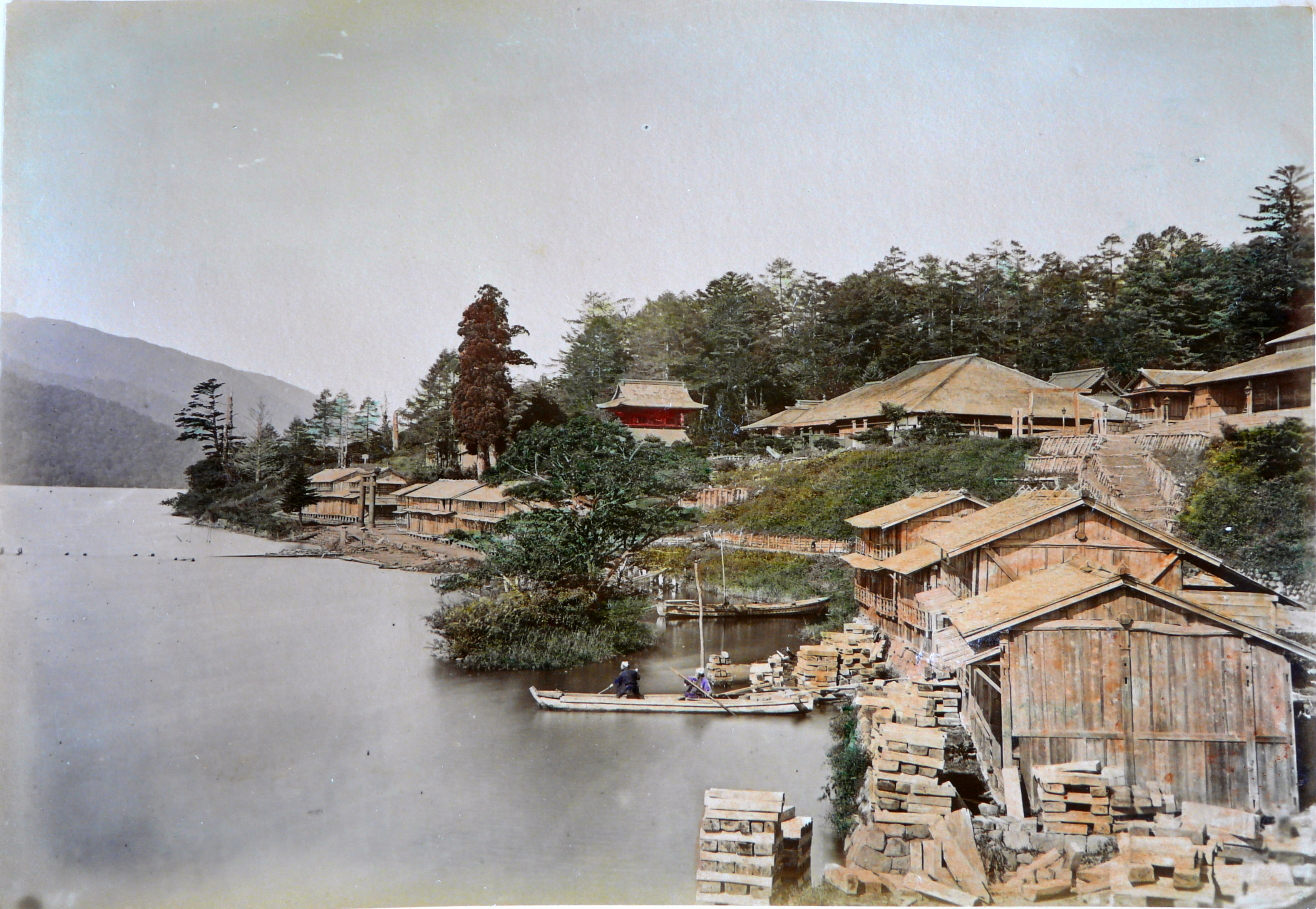
Photo peinte de la rive nord du lac Chūzenji (Adolfo Farsari, vers 1886).
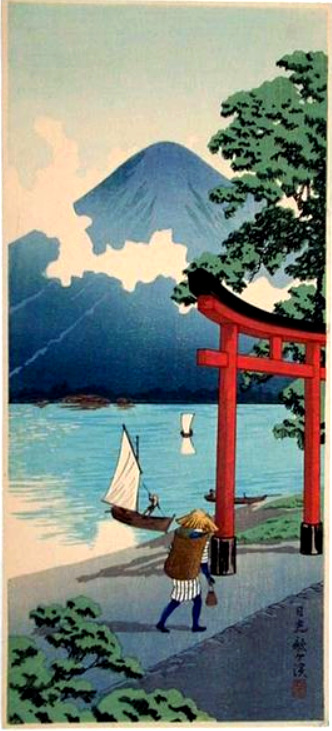
Estampe : Utagahama à Nikkō (Takahashi Hiroaki, vers 1930).
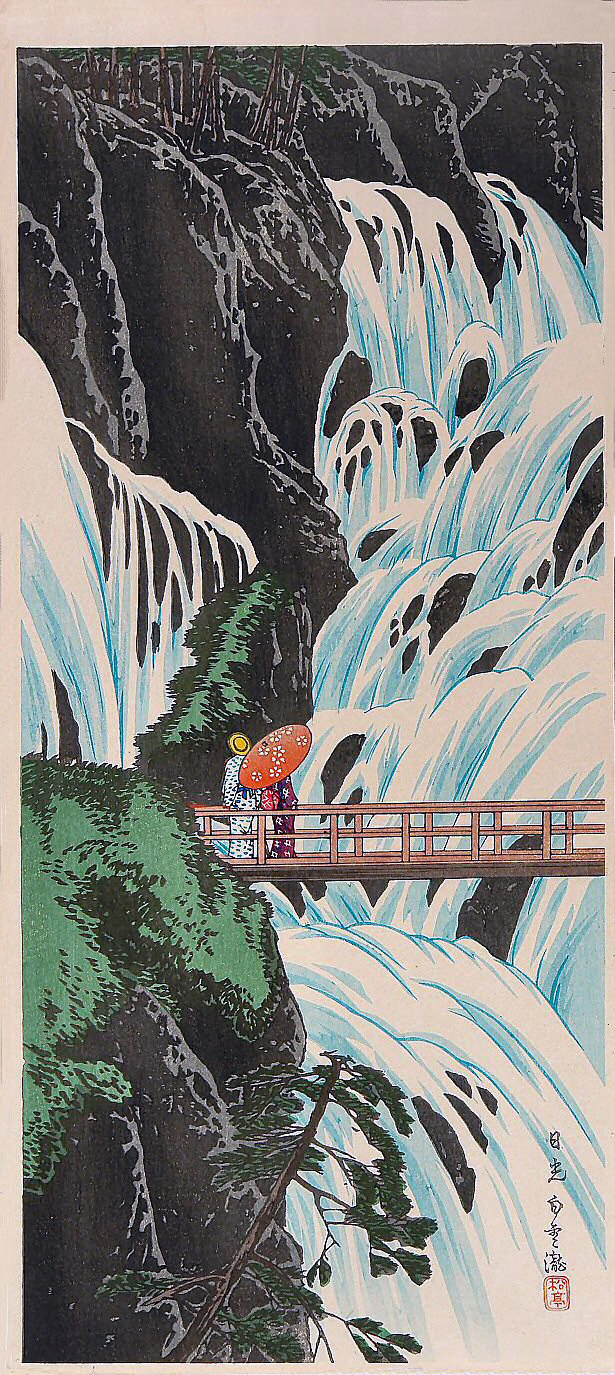
Estampe : la cascade Shirakumo à Nikkō (Takahashi Hiroaki, vers 1930).
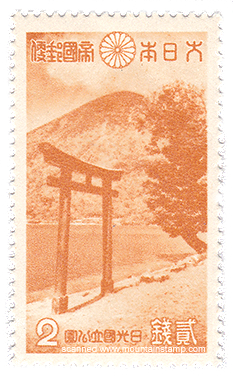
Le lac Chūzenji et le mont Nantai (timbre postal, 1938).

#### Littérature
L'atmosphère de station touristique du lac Chūzenji et ses environs, surtout celle des années fastes de l'ère Taishō, et sa mention dans quelques faits divers comme lieu de doubles suicides amoureux le destinent à servir de toile de fond à des intrigues amoureuses tragiques de romans. En 1997, par exemple, le livre à succès — plus de 2,5 millions d'exemplaires vendus — du romancier Junichi Watanabe : A Lost Paradise (en), raconte la relation adultère entre un homme et une femme, sur le modèle de l'« affaire Sada Abe » qui a inspiré au cinéaste Nagisa Ōshima son long métrage : L'Empire des sens. En une occasion, au lendemain de la Saint-Valentin, les deux amants de fiction romanesque, Kūki et Rinko, se retrouvent discrètement au lac Chūzenji. De même, l'une des histoires du recueil de nouvelles de l'auteur de romans policiers Seiichi Morimura : l'« Affaire du double suicide du lac Chūzenji », publié en 1972, se base sur des faits réels.
En dehors du Japon, au tournant du XXe siècle, de nombreux diplomates, tels que le Britannique Ernest Satow et le Français Paul Claudel, évoquent, dans leurs mémoires ou leurs œuvres littéraires, leurs séjours estivaux au bord du lac Chūzenji. La poétesse américaine May Sarton, revenue d'un voyage autour du monde comprenant une escale au Japon, au début des années 1960, restitue dans deux poèmes ses émotions ressenties à la vue du « lac aux eaux bleu foncé » et des montagnes environnantes.